# Russischer Überfall auf die Ukraine seit 2022

Ostukraine und angrenzendes Territorium der Russischen Föderation mit den unter Kontrolle prorussischer Separatisten stehenden Gebieten in den ukrainischen Oblasten Donezk und Luhansk und der von Russland 2014 annektierten Halbinsel Krim
(Stand: 11. September 2014)

Der russische Überfall auf die Ukraine seit Februar 2022 ist ein vom russischen Präsidenten Wladimir Putin befohlener Angriffskrieg, der auf das gesamte Staatsgebiet der Ukraine zielte und den seit 2014 schwelenden Russisch-Ukrainischen Krieg eskalieren ließ.
Am 21. Februar 2022 erkannte Russland die Unabhängigkeit der unter russischem Einfluss stehenden „Volksrepubliken“ Donezk und Lugansk an. Eine angebliche Bedrohung Russlands durch die Ukraine diente Putin als Vorwand für eine groß angelegte Invasion der Ukraine; diese begann am Morgen des 24. Februar 2022 gleichzeitig von Süden, Osten und Norden. Das ursprüngliche Kriegsziel Russlands, die rasche Eroberung Kiews und der Sturz der ukrainischen Regierung, musste jedoch Ende März 2022 aufgegeben werden. Russland hatte die Stadt Cherson bereits Anfang März im Handstreich und die Stadt Mariupol nach einer längeren Belagerung im Mai eingenommen und konzentrierte sich fortan auf eine Offensive im Osten des Landes, nachdem im Februar und März 2022 während russischer Angriffe abgehaltene Friedens- und Waffenstillstandsverhandlungen gescheitert waren.
Eine ukrainische Gegenoffensive im September 2022 drängte russische Kräfte weitgehend aus dem Großraum Charkiw zurück. Russland reagierte mit einer Teilmobilmachung sowie der völkerrechtswidrigen Annexion der Süd- und Ostukraine und begann, in den besetzten Gebieten die Russifizierung zu forcieren. Anfang November 2022 zogen sich die russischen Truppen auch von dem westlich des Dnepr liegenden Teil der Oblast Cherson zurück. Nach dem Abzug der russischen Truppen wurden in den befreiten Städten vielfach von Russland begangene Kriegsverbrechen bekannt. Die Kampfhandlungen dauerten in der Folgezeit mit unverminderter Heftigkeit an, wobei insbesondere die seit August 2022 tobende Schlacht um Bachmut auf beiden Seiten zu hohen Verlusten führte. Hatten die russischen Streitkräfte bereits mit Beginn des Überfalls begonnen, die ukrainische Zivilbevölkerung mit Luftangriffen auf Städte zu traktieren, greift Russland spätestens seit dem Winter 2022/2023 auch regelmäßig, mitunter täglich, die Energieinfrastruktur der Ukraine aus der Luft an. Die ukrainische Gegenoffensive im Sommer 2023 zur Befreiung der Süd- und Ostukraine scheiterte; Munitions- und Personalmangel bei den ukrainischen Streitkräften führte in den Jahren 2023 und 2024 stattdessen zu Niederlagen in der Schlacht um Bachmut und in der Schlacht um Awdijiwka. Auf ein weiteres Vorrücken russischer Truppen im Osten des Landes reagierte die Ukraine im August 2024 mit einem überraschenden Vorstoß in die Region Kursk, bei dem erstmals reguläre Truppen Kiews auf russischem Staatsgebiet operierten. Dennoch erzielten die russischen Streitkräfte im Donbass weitere Geländegewinne, wenngleich unter hohen Verlusten, ehe es der Ukraine Anfang 2025 gelang, die Front erneut zu stabilisieren.
Der Russland-Ukraine-Krieg ab 2022 ist der erste Konflikt, bei dem zwei gegnerische Kriegsparteien in ihrer Kriegsführung massiv auf Drohnen zurückgreifen. In keinem Krieg zuvor wurden so viele Drohnen eingesetzt wie in diesem.
Durch den Überfall starben allein bis Ende des Jahres 2022 zehntausende, wenn nicht über hunderttausend Menschen. Durch den Krieg wurden in der Ukraine ganze Ortschaften zerstört, insbesondere aufgrund von russischen Luftangriffen und Gefechten die Städte Mariupol, Bachmut und Awdijiwka. Zusätzlich kam es zu großflächigen Naturzerstörungen in der Ukraine. Der Krieg löste die drittgrößte Fluchtbewegung aller Zeiten in Europa (nach denen beider Weltkriege) aus. Der russische Angriff wurde im März 2022 von der Generalversammlung der Vereinten Nationen mit großer Mehrheit verurteilt. Viele Staaten verhängten umfangreiche Wirtschaftssanktionen gegen Russland und leisteten der Ukraine humanitäre und militärische Hilfe. Durch den russischen Überfall und seine Folgen stiegen weltweit die Preise für Lebensmittel und Energie. Mehrere Staaten gerieten infolge des Krieges in eine Wirtschaftskrise. Proteste gegen den Krieg führten in Russland zu Festnahmen und einer verstärkten Zensur in russischen Medien. Dazu gehört auch das Verbot der Verwendung der Begriffe „Invasion“ und „Krieg“ im Zusammenhang mit dem Konflikt; staatliche russische Medien nutzen daher nahezu ausschließlich den Euphemismus „militärische Spezialoperation“ (russisch специальная военная операция spezialnaja wojennaja operazija; abgekürzt СВО SWO).

## Vorgeschichte

### Russischer Truppenaufmarsch
Anfang April 2021 stellte die ukrainische Seite einen Aufmarsch russischer Truppengruppierungen entlang der Grenze zur Ukraine fest. Der Chef des ukrainischen Grenzschutzes schätzte, dass sich bereits 85.000 russische Soldaten auf der Krim oder in einem Gebietsstreifen von 40 km Breite entlang der ukrainischen Grenze befanden; einen derartigen Aufmarsch russischer Truppen an der ukrainischen Grenze hatte es seit 2014 nicht mehr gegeben. Die Außenminister der G7-Staaten bekräftigten ihre „Unterstützung für die Unabhängigkeit, Souveränität und territoriale Integrität der Ukraine innerhalb ihrer international anerkannten Grenzen“. Russland kündigte an, vom 24. April bis Ende Oktober 2021 ausländischen Militärschiffen nur noch eingeschränkt die Durchfahrt auf drei Wasserstraßen zum Asowschen Meer zu erlauben. Der EU-Außenbeauftragte Josep Borrell sagte am 20. April 2021, es seien mehr als 100.000 russische Soldaten an der Grenze zur Ukraine und auf der Halbinsel Krim stationiert.
Im Budapester Memorandum hatte sich Russland 1994 verpflichtet, die Souveränität und territoriale Integrität der Ukraine zu respektieren. Bereits mit der Annexion der Krim 2014 hatte Putin diese Zusage missachtet; im Juli 2021 veröffentlichte er dann einen Aufsatz unter dem Titel Zur historischen Einheit von Russen und Ukrainern, in dem er die Existenz der Ukraine als eigene Nation bestritt und behauptete, die ukrainische Regierung wäre von westlichen Verschwörungen gesteuert. Ende September endete die Überwachung der Organisation für Sicherheit und Zusammenarbeit in Europa (OSZE) an zwei Grenzübergängen der von Separatisten kontrollierten „Volksrepubliken“ nach Russland, nachdem Russland seine Zustimmung dazu zurückgezogen hatte. Auch im Herbst 2021 wurde in der Ostukraine, trotz eines vereinbarten Waffenstillstands, weiter gekämpft. Bei Hranitne beschossen prorussische Separatisten per Artillerie Positionen der ukrainischen Armee; dabei wurde ein Soldat getötet. Daraufhin setzte die ukrainische Armee eine Drohne des Typs Bayraktar TB2 zur Zerstörung des verwendeten Artilleriegeschützes ein und brach damit ihrerseits die Abmachung der Konfliktparteien, keine Drohnen einzusetzen. In den nicht von der Regierung kontrollierten Gebieten wurden fast täglich Mitarbeiter der OSZE in ihren Bewegungen behindert; im Oktober wurden erneut die Büros und Fahrzeuge, diesmal in Donezk und Horliwka, blockiert und den OSZE-Beobachtern Kontrollgänge gänzlich verwehrt.
Spätestens ab Herbst 2021 wiesen westliche Dienste und offizielle Stellen auf „ungewöhnliche“ russische Truppenbewegungen in der Nähe der ukrainischen Grenze hin. Laut Geheimdienstdokumenten standen im Dezember 2021 unterhalb von Jelnja (wo bereits 75.000 Soldaten versammelt seien) insgesamt 50 Bataillone mit je 1000 Soldaten unweit der russisch-ukrainischen Grenze und auf der Krim bereit. Dazu kämen 50.000 weitere Soldaten, die dorthin verlegt würden. Insgesamt nannte das US-Papier 175.000 russische Soldaten in der Nähe der Ukraine. Im Dezember 2021 erklärte US-Präsident Joe Biden, dass US-Geheimdienste Kenntnisse hätten, dass Russland eine Invasion in die Ukraine plane. Bei einem Treffen von Ministern der G7-Staaten in Liverpool schloss sich die japanische Regierung den Androhungen von Sanktionen an. Als Reaktion auf den Truppenaufbau lieferten einige NATO-Staaten, vor allem die Vereinigten Staaten und das Vereinigte Königreich, mehr Waffen in die Ukraine.

### Russische Forderungen und westliche Bemühungen um Deeskalation
Im Herbst 2021 entsandte US-Präsident Biden William Burns in geheimer Mission nach Moskau, um Putin vor einem Angriff auf die Ukraine zu warnen.
Trotz des massiven Militäraufmarschs russischer Streitkräfte bestritt Wladimir Putin Planungen für einen Überfall auf das Nachbarland und verlangte Sicherheitsgarantien seitens der NATO, wie den Verzicht auf eine Osterweiterung der NATO und den Abzug aller Truppen und schweren Waffen aus denjenigen Staaten, die zuvor dem Warschauer Pakt angehört hatten. Die USA und die NATO nannten die russischen Forderungen inakzeptabel, auch mit Verweis auf das Selbstbestimmungsrecht der betreffenden Staaten. Der russische Militärexperte Leonid Iwaschow schrieb, Außenminister Lawrow hätte dem Westen ein unerfüllbares Ultimatum gestellt.
In Vorbereitung des Treffens des NATO-Russland-Rates hatten sich am 7. Januar 2022 die NATO-Außenminister über die dort zu vertretende Position der Mitgliedsländer des Bündnisses in der NATO-Ukraine-Krise abgestimmt. Nach dem Treffen bewertete NATO-Generalsekretär Jens Stoltenberg das Lagebild des russischen Aufmarschs an der Grenze zwischen Russland und der Ukraine so: Russland ziehe Schritt für Schritt mehr Kräfte mit vielen verschiedenen militärischen Fähigkeiten an dieser Grenze zusammen. Man sehe dort gepanzerte Einheiten, Artillerie und Ausrüstung zur elektronischen Kriegsführung. In der NATO wurde die Zahl der in Grenznähe operierenden taktischen Bataillone auf ungefähr 60 geschätzt. Als Mitte Januar 2022 Unterhändler der USA und Russlands verhandelten, waren laut der New York Times nach wie vor etwas mehr als 100.000 russische Soldaten nahe der ukrainisch-russischen Grenze stationiert; außerdem seien Kampfflugzeuge, Transporthubschrauber und andere Helikopter der russischen Streitkräfte in die im Südwesten Russlands gelegenen Militärbasen verlegt worden.
Russland forderte bereits vor dem Treffen des NATO-Russland-Rates am 12. Januar von der NATO „Sicherheitsgarantien“; die NATO solle keine weiteren Mitglieder aufnehmen und ihre Truppen aus Osteuropa abziehen. Bei dem Treffen selbst kam es zu keinen substantiellen Vereinbarungen. Der russische OSZE-Botschafter Alexander Lukaschewitsch behauptete, Russland sei ein friedliebendes Land, „aber wir brauchen keinen Frieden um jeden Preis“. Nach Erkenntnissen der NATO setzte Russland seine Truppenbewegungen an der Grenze zur Ukraine unverändert fort. Mit der Entsendung russischer Soldaten, Panzer, Artilleriegeschütze und Militärfahrzeuge nach Belarus ab 18. Januar – offiziell sollten im Februar gemeinsame Manöver stattfinden – verschärfte Russland die Situation weiter. Nach Angaben von US-Botschafterin Linda Thomas-Greenfield im Sicherheitsrat der Vereinten Nationen beabsichtigte die Russische Föderation, bis Anfang Februar die Präsenz ihrer Truppen in Belarus auf mehr als 30.000 Soldaten auszuweiten.
Die Vereinigten Staaten und die NATO übergaben am 26. Januar ihre Antworten auf die ultimativ von Russland geforderten Sicherheitsgarantien. Einen Verzicht auf eine künftige Aufnahme der Ukraine in die NATO wiesen die Vereinigten Staaten darin unter Verweis auf das Selbstbestimmungsrecht zurück. Die NATO schlug in ihrer Antwort vor, die Vertretungen in Moskau und Brüssel wieder zu öffnen, die seit einem Spionagestreit geschlossen waren. Außerdem wolle das Bündnis die bestehenden militärischen Kommunikationskanäle in vollem Umfang nutzen, um die Transparenz zu fördern und Risiken zu verringern. In einem ersten Schritt zur Deeskalation solle man sich gegenseitig über Manöver und Atompolitik im NATO-Russland-Rat verständigen. Russland sagte, es wolle die Vorschläge prüfen. Am 31. Januar 2022 trat in New York gegen den Willen Russlands der UN-Sicherheitsrat zusammen, um auf einer öffentlichen Sitzung über die von Russland herbeigeführte Krise zu beraten. Die Vereinigten Staaten hatten das Treffen beantragt, weil von einem Einmarsch russischer Truppen in der Ukraine ausgegangen wurde. Russland insistierte, dass keine Invasion geplant sei.
Der Präsident der Ukraine, Wolodymyr Selenskyj, warf zur gleichen Zeit ausländischen Journalisten „Panikmache“ vor. Die Lage sei zwar ernst, doch seiner Einschätzung zufolge gebe es keine größere Eskalation als noch ein Jahr zuvor. Die Unsicherheit vor einer militärischen Verschärfung des Konflikts mache allerdings der Wirtschaft der Ukraine mit dem Abzug von bereits mehr als elf Milliarden Euro Investitionen und dem gefallenen Kurs der Landeswährung Hrywnja schwer zu schaffen. Laut Umfragen hielt die Hälfte der Bevölkerung einen russischen Einmarsch für möglich. Viele Menschen bereiteten sich auf einen möglichen Ernstfall vor und viele ließen sich als Reservisten eintragen.
Vom 4. bis 20. Februar 2022 fanden die Olympischen Winterspiele in Peking statt, an deren Eröffnungsfeier Wladimir Putin teilnahm. Vertreter der Regierung Biden erklärten, China habe Russland gebeten, den Krieg nicht vor dem Ende der Spiele zu beginnen.

### Eskalation der russischen Aggression 2022
Ende Januar 2022 trafen sich Unterhändler der Ukraine und Russlands im Normandie-Format. Sie tauschten Positionen und Forderungen aus und bekannten sich zu einer 2020 vereinbarten Waffenruhe. Ebenfalls Ende Januar veröffentlichte der Vorsitzende der Allrussischen Offiziersversammlung, Generaloberst a. D. Leonid Iwaschow, einen offenen Brief mit einem Appell an Putin, keinen Krieg zu beginnen: Es könne niemand mit Drohungen und Gewalt dazu gezwungen werden, Russland und die russische Regierung zu lieben. Iwaschow warnte, dass sich Russland durch eine Invasion zum Pariastaat machen würde. Die Anwendung von Gewalt gegen die Ukraine würde „die Existenz Russlands selbst als Staat in Frage stellen“.
Am 4. Februar 2022 reiste Putin nach China und holte sich laut einem Analysten „die Erlaubnis zum Krieg“.
Ein weiteres Treffen am 10. Februar 2022 im Normandie-Format endete ergebnislos. Ebenfalls am 10. Februar startete ein gemeinsames Manöver Russlands und Belarus’ im Grenzgebiet zur Ukraine; es sollte planmäßig am 20. Februar enden. Am 11. Februar warf das ukrainische Außenministerium Russland vor, eine Seeblockade im Schwarzen Meer errichtet zu haben.
Am 13. Februar 2022 kündigte Russland einen teilweisen Truppenrückzug an, verstärkte jedoch im Gegenteil seine militärische Präsenz. In der ersten Februarhälfte riefen die Regierungen mehrerer Staaten (Japan, Niederlande, Vereinigtes Königreich, USA, Deutschland, Australien, Neuseeland, Italien und Spanien) ihre Bürger zum Verlassen der Ukraine auf. Gleichzeitig erhöhten die NATO-Mitgliedsstaaten – insbesondere die USA – ihre Truppenstärke in Osteuropa. Nach Polen entsandten die USA zusätzlich zu dem bereits stationierten Kontingent der amerikanischen Armee 4.700 weitere Soldaten. In den baltischen Staaten wurde die Zahl ausländischer NATO-Soldaten bis zum 11. Februar auf knapp 4.000 erhöht. In Rumänien wurden bis dahin 2.000 Soldaten aus anderen NATO-Staaten stationiert.
Am 11. Februar teilten der US-amerikanische Auslandsgeheimdienst CIA und das US-Militär der deutschen Bundesregierung und anderen NATO-Verbündeten mit, sie befürchteten einen Angriff Russlands auf die Ukraine bereits in den kommenden Tagen. Daraufhin erklärte der ukrainische Präsident den für den russischen Einmarsch vorausgesagten 16. Februar 2022 per Dekret zum Nationalfeiertag „Tag der Einheit“. Bei dieser Veröffentlichung von Geheimdiensterkenntnissen mit dem Ziel, die russische Invasion wenn möglich noch abzuwenden, handelte es sich nach der Einschätzung des Direktors des schweizerischen Nachrichtendienstes NDB, Christian Dussey, um einen „Paradigmenwechsel“.
Am 14. Februar 2022 gab US-Außenminister Blinken bekannt, dass die USA als Vorsichtsmaßnahme ihre Botschaft von Kiew nach Lwiw verlegt hätten. Am 17. Februar kam es zu den meisten Waffenstillstandsverletzungen seit 2020, jedoch weniger als in den Jahren davor. Am Tag darauf begannen prorussische Separatisten laut eigenen Angaben mit einer Massenevakuierung ziviler Einwohner aus dem Separatistengebiet Volksrepublik Donezk in Richtung Russland. Laut den Metadaten eines Videos, in dem die Separatistenführer aufgrund angeblich „überraschender“ Ereignisse zur Ausreise aufriefen, war dieses bereits zwei Tage zuvor aufgenommen worden. Die vorgefertigten Videos stützten die Darstellungen, wonach sowohl Evakuierungen als auch Warnungen aus den besetzten Donbas-Gebieten als Vorwand orchestriert waren, um einen Krieg vorzubereiten. Am 18. Februar weiteten sich die Waffenstillstandsverletzungen in der Ostukraine massiv aus. So zählte die OSZE allein an jenem Tag in der Oblast Luhansk 975 Verstöße (davon 860 Explosionen) gegen das Waffenstillstandsabkommen. Der ukrainische Präsident Wolodymyr Selenskyj verlangte am selben Tag einen sofortigen Waffenstillstand und erklärte sich zu Friedensgesprächen unter Aufsicht der OSZE („trilaterale Kontaktgruppe“) bereit. Am 19. Februar rief der prorussische Separatistenführer Denis Puschilin zur Generalmobilmachung aller Männer in der von prorussischen Separatisten ausgerufenen „Volksrepublik Donezk“ auf. Auch in der ebenfalls von prorussischen Separatisten kontrollierten „Volksrepublik Lugansk“ wurde allen Männern im Alter von 18 bis 55 Jahren verboten, das Gebiet zu verlassen. Am selben Tag führten die russischen Streitkräfte ein Manöver und Waffentests von ballistischen Raketen und nuklear bestückbaren Marschflugkörpern durch.
Vom 18. bis 20. Februar fand die 58. Münchner Sicherheitskonferenz statt. Von russischer Seite nahm erstmals kein Regierungsvertreter an der Konferenz teil. Teilnehmer der Konferenz forderten Russland auf, vom Einmarsch in die Ukraine abzusehen; anderenfalls würden schwere Wirtschaftssanktionen die Folge sein. Der amerikanische Außenminister Antony Blinken erneuerte aber zugleich auch sein Verhandlungsangebot. Er werde sich mit dem russischen Außenminister Sergei Lawrow am Mittwoch, dem 23. Februar in Europa treffen, sofern Russland nicht vorher mit dem Krieg beginne. Der chinesische Außenminister Wang Yi betonte die Souveränität der Ukraine, sprach sich gleichzeitig aber gegen eine Osterweiterung der NATO aus.
Der ukrainische Präsident Selenskyj warf dem Westen Sprach- und Tatenlosigkeit sowie Indifferenz vor; er erwarte sich mehr echte Unterstützung statt „leerer Worte“. Insbesondere forderte er von den NATO-Staaten, die Ukraine entweder zeitnah in das Bündnis aufzunehmen oder aber eine klare Ablehnung auszusprechen. Außerdem stellte er am 19. Februar 2022 einen Ausstieg seines Landes aus dem Budapester Memorandum in den Raum. Ein solcher Schritt würde bedeuten, dass die Ukraine wieder Atomwaffen besitzen könnte.
Am 19. Februar wurden bei Gefechten zwei ukrainische Soldaten getötet und vier verletzt. Die ukrainische Armee warf den Separatisten rund 70 Verstöße gegen den Waffenstillstand seit Mitternacht vor. Am selben Tag begann die Generalmobilmachung in den selbsternannten Volksrepubliken. Männer jeden Alters auch ohne jegliche militärische Ausbildung wurden nach wenigen Tagen an die Front gebracht.
Am Morgen des 21. Februar wurde, so die russische Darstellung, ein Grenzposten in der Region Rostow durch ukrainischen Mörserbeschuss zerstört – eine Behauptung, die von einem Militärsprecher dementiert wurde.
Am selben Tag starben während der eskalierenden Spannungen erneut zwei ukrainische Soldaten in Sajzewe nördlich von Donezk sowie ein Zivilist durch russischen Beschuss.
Anführer der prorussischen Separatisten und das russische Parlament (Duma) forderten am 21. Februar die Anerkennung der „Volksrepubliken“ Donezk und Lugansk. Dieser Aufforderung kam der russische Präsident Wladimir Putin durch Unterzeichnung eines entsprechenden Dekrets (Ukas) noch am selben Tag nach. In einer einstündigen Fernsehansprache sprach Putin der Ukraine die Staatlichkeit ab und bezeichnete die Ostukraine als „historisch russisches Gebiet“; die Existenz der Ukraine sei ein „Betrug an Russland“. Unmittelbar danach gab Putin, unter Berufung auf am selben Tag abgeschlossene „Freundschafts- und Hilfsabkommen“ mit den Separatistenregionen, der russischen Armee den Befehl, nach Donezk und Lugansk – und damit auf ukrainisches Territorium – vorzurücken. Am Abend des 21. Februar hielt Putin eine aggressive, von russischem Nationalismus geprägte 56-minütige Ansprache im Fernsehen voller „Opfermythen“ und „Pseudohistorismus“, so eine journalistische Einschätzung. Putin beschrieb darin die Staatlichkeit der Ukraine als Werk Lenins, der ukrainischen Nationalisten entgegengekommen sei. Das Land sei nicht lebensfähig, sondern eine Kolonie mit einem korrupten Marionetten-Regime. Die NATO habe Russland umzingelt, während die Ukraine Atomwaffen entwickeln wolle. Als Rechtfertigung für seinen wenig später folgenden Marschbefehl behauptete er einen von der Ukraine verübten Völkermord an Russen im ukrainischen Donbas.
Spitzenpolitiker der EU und ihrer Mitgliedsstaaten sowie die Regierung der USA verurteilten das Vorgehen Russlands als eklatanten Verstoß gegen das Völkerrecht, gegen das Abkommen von Minsk sowie gegen die territoriale Integrität der Ukraine und kündigten in Reaktion darauf die Verhängung von Wirtschaftssanktionen gegen Russland an.
Am 22. Februar votierte die Duma einstimmig für die tags zuvor geforderte und beschlossene Anerkennung der beiden Separatistenregionen als unabhängige „Volksrepubliken“. Die „Freundschafts- und Hilfsabkommen“ erlangten noch am selben Tag durch Putins Unterzeichnung Gesetzeskraft. Der russische Föderationsrat votierte ebenfalls am selben Tag einstimmig für den Einsatz von russischem Militär in den „Volksrepubliken“ Donezk und Lugansk.
Vor dem Krieg wurden die ukrainischen Streitkräfte und Munitionsbestände dezentralisiert und die Flugzeuge von großen Militärflughäfen, den offensichtlichen Primärzielen eines Aggressors, abgezogen. Die Zahl der Waffenstillstandsverletzungen nahm am 23. Februar wie schon am Tag zuvor erneut zu. Am 23. Februar beschloss das ukrainische Parlament, ab 24. Februar einen landesweiten 30-tägigen Ausnahmezustand zu verhängen.

## Kriegsziele Russlands
Ideologische Grundlage der „putinistischen“ Politik Russlands ist das Ziel einer „Wiederherstellung“ der Russischen Welt.
Als Gegner werden dabei die USA betrachtet, die die NATO und die EU vollständig kontrollieren und als Herrschaftsinstrument benutzen würden. Putin hat bereits den Russisch-Ukrainischen Krieg – den er 2014 begonnen hatte – damit begründet, die NATO-Osterweiterung seit 1997 habe „russische Sicherheitsinteressen“ missachtet. Am 1. Dezember 2021 forderte er die NATO erneut auf, sich nicht mehr nach Osten zu erweitern. In konkreten, verbindlichen Vereinbarungen müsse sie auch für die Zukunft „die Stationierung von bedrohlichen Waffensystemen in unmittelbarer Nähe des Gebiets der Russischen Föderation ausschließen“. Seiner Meinung nach habe die NATO sich nicht an frühere, mündliche Versprechen gehalten, dass sie sich nach 1990 nicht weiter in Richtung Russland ausdehnen werde. Mittelfristig müsse die NATO-Erweiterung östlich der Oder rückgängig gemacht werden, da sie eine Bedrohung für Russland darstelle.
Putin hatte schon 2021 ein Existenzrecht der Ukraine bestritten, vielmehr seien Ukrainer und Russen ein einziges Volk. Gemäß der russischen Propaganda sollen neben der Krim und dem Donbas weite Teile der Ostukraine künftig in der russischen Einflusssphäre bleiben, die „Westukraine könne in Teilen an Polen, Ungarn und Rumänien abgetreten werden.“
Am 22. Februar 2022 forderte Putin in einer Pressekonferenz von der Ukraine, sie müsse die Krim als russisches Staatsgebiet anerkennen, dürfe niemals der NATO beitreten und die Waffen, die ihr der Westen geliefert habe, nicht einsetzen. Dabei gehe es um eine „Demilitarisierung“ der Ukraine, deren Regierung von Faschisten geführt werde. Das Minsker Abkommen sei hinfällig. Umstrittene Fragen müsse die Ukraine vielmehr mit der Führung der „Volksrepubliken“ lösen. Putin behauptete nochmals, er werde russische Truppen „im Moment nicht“ in die Ukraine entsenden. Kurz zuvor hatte Russland die Unabhängigkeit der Separatisten-Regionen anerkannt; die Ukraine lehnte Verhandlungen mit ihnen ab. Denis Puschilin, der Chef der „Volksrepublik Donezk“, erklärte, er wolle die genauen Grenzen erst später klären.
In einer Fernsehansprache am Morgen des 24. Februar, während einer Dringlichkeitssitzung des UNO-Sicherheitsrates, verkündete Putin, nachdem er noch tags zuvor alle Angriffspläne geleugnet hatte, den Beginn einer „militärischen Spezialoperation“ und bezog sich zur Rechtfertigung der Invasion unter anderem auf die NATO-Osterweiterung seit 1997, den Angriffskrieg gegen den Irak (2003) sowie auf den Überfall auf die Sowjetunion durch Nazideutschland im Jahr 1941:

„Die USA sind immer noch ein großes Land, eine systembildende Macht. Ihre Trabanten fügen sich nicht nur demütig und gehorsam, singen bei jeder Gelegenheit mit, sondern sie kopieren auch ihr Verhalten und akzeptieren begeistert die von ihnen vorgeschlagenen Regeln. […] Der weitere Ausbau der Infrastruktur des Nordatlantischen Bündnisses, die begonnene militärische Erschließung des ukrainischen Territoriums, ist für uns inakzeptabel. Das Problem liegt natürlich nicht bei der NATO-Organisation selbst – sie ist nur ein Instrument der amerikanischen Außenpolitik.“

„Uns wurde einfach keine andere Möglichkeit als die, zu der wir heute gezwungen sind, gelassen. Wir müssen Russland und unser Volk verteidigen. Die Umstände verlangen von uns, dass wir entschlossen und sofort handeln. Die Volksrepubliken des Donbass haben Russland um Hilfe gebeten. In diesem Zusammenhang habe ich gemäß Teil 7 Artikel 51 der Charta der Vereinten Nationen mit Zustimmung des russischen Föderationsrates und in Umsetzung der von der Föderalen Versammlung am 22. Februar dieses Jahres ratifizierten Verträge über Freundschaft und gegenseitigen Beistand mit der Volksrepublik Donezk und der Volksrepublik Lugansk den Beschluss gefasst, eine besondere militärische Operation durchzuführen. […] Gleichzeitig sehen unsere Pläne nicht vor, ukrainische Gebiete zu besetzen. Wir haben nicht die Absicht, jemandem etwas mit Gewalt aufzuzwingen. […]“

Zentrales anfängliches Kriegsziel Russlands war die Einnahme Kiews innerhalb weniger Tage zum Sturz der dortigen Regierung; als Vorbild diente vermutlich der Einmarsch in der Tschechoslowakei 1968. Man rechnete offenbar nicht mit ernsthaftem Widerstand der Ukraine; westliche Medien meldeten, russischen Soldaten sei gesagt worden, sie seien bald wieder zuhause. Bei russischen Truppen sichergestellte Dokumente deuteten darauf hin, dass Russland innerhalb von zehn bis zwölf Tagen seine militärischen Ziele erreicht haben wollte.
Der ukrainische Präsident Wolodymyr Selenskyj behauptete in einem Interview mit russischen Journalisten, in den ersten besiegten russischen Militärkonvois seien Paradeuniformen gefunden worden, was laut Selenskyj darauf hindeutete, dass die russische Armee glaubte, die ersten bzw. vordersten russischen Einheiten würden ein Ende des Krieges erleben und eine Parade in der ukrainischen Hauptstadt Kiew abhalten können.
Der russische Generalmajor Rustam Minnekajew erklärte am 22. April, dass Russland in der zweiten Phase des Krieges den Donbas im Osten sowie den kompletten Süden der Ukraine bis nach Transnistrien in der Republik Moldau einnehmen wolle. Damit wäre die Ukraine komplett vom Schwarzen Meer getrennt worden. Minnekajew erklärte zudem, dass nicht nur in der Ukraine, sondern auch in der Republik Moldau die russischsprachige Bevölkerung unterdrückt werde.
Nachdem in Transnistrien zwei Radiomasten gesprengt worden waren, die russische Radiosender übertragen hatten, warnte das russische Außenministerium am 26. April 2022 vor einem Szenario, in dem Russland intervenieren müsse.
Im Juli 2022 bekräftigte der russische Außenminister Lawrow, dass die gewählte ukrainische Regierung gestürzt und weitere Gebiete außerhalb des Donbas erobert werden sollten.

### Wirtschaftliche Interessen Russlands
Den Autoren Christoph Brumme und Sonja Margolina zufolge waren auch wirtschaftliche Interessen ein Motiv für Russlands Überfall auf die Ukraine. Sie verwiesen auf Lithium-Vorkommen im Donbas und den Getreidereichtum der Ukraine, was für Russland bei einer Einnahme der Ukraine eine „Monopolstellung auf dem Weltmarkt“ bedeuten würde. Im Jahr 2022 bestätigte der russische General Wladimir Owtschinski, dass die „russische Spezialoperation“ das Ziel habe, sich die ukrainischen Lithium-Lager anzueignen. Er behauptete, Russland würde damit den Vereinigten Staaten zuvorzukommen. Tatsächlich war es das australische Unternehmen European Lithium, das Ende 2021 die Schürfrechte für Lithium-Vorkommen in der Oblast Donezk und in der Oblast Kirowohrad erhielt. Fast zeitgleich hatte auch das chinesische Unternehmen Chengxin Lithium dafür einen Antrag gestellt, war jedoch abgewiesen worden.
Zwar betragen Russlands wirtschaftliche Verluste durch den Krieg und die Sanktionen des Westens nach Einschätzung der US-Regierung bis 2025 voraussichtlich rund 1,3 Billionen Dollar, und die direkten finanziellen Aufwendungen für die Durchführung der Krieges werden (Stand Herbst 2024) auf etwa 250 Milliarden US-Dollar geschätzt – Kosten, die für Russland nicht absehbar waren. Doch kontrollierte Russland in den besetzten Gebieten im Donbas laut einer im Sommer 2022 veröffentlichten Studie des kanadischen Thinktanks SecDev Energievorkommen, Metalle und Mineralien im Wert von mindestens 12,4 Billionen Dollar, darunter 41 Kohlefelder (63 Prozent der ukrainischen Kohlevorkommen), 27 Erdgasfelder, 9 Ölfelder, 6 Eisenerzlagerstätten, 2 Titanerzlagerstätten, 1 Strontium- und 1 Uranlagerstätte, 1 Goldlagerstätte und 1 großen Kalksteinbruch. Der Gesamtwert der nationalen Rohstoffbestände in der Ukraine wird auf über 26 Billionen US-Dollar geschätzt. Der Wert von Lithium und seltenen Erden wird in der Ukraine auf rund 11,5 Billionen Dollar geschätzt. Im Januar 2024 erteilte die russische Besatzungsverwaltung in der Oblast Donezk dem russischen Ministerium für Ökologie und natürliche Ressourcen die „Genehmigung“ zum Abbau von Lithium in der bei Kurachowe verorteten Shevchenko-Lagerstätte, wo das Lithium-Vorkommen auf einen Wert von mehreren hundert Milliarden US-Dollar geschätzt wird.
Durch die grüne Transformation bzw. Energiewende in Europa ist Russlands gewohntes Geschäfts- und Existenzmodell, der Handel mit fossilen Energieträgern, bedroht. Zwar schafft die Energiewende neue Abhängigkeiten; denn Technologien wie Windräder, Photovoltaik und E-Auto-Batterien sind auf Lithium und seltene Erden angewiesen. Sie in Europa zu fördern, käme wegen hoher Umweltauflagen, niedriger Akzeptanz bei der Bevölkerung und beträchtlicher Arbeitskosten zu teuer (weswegen sie aus China und Ländern des globalen Südens importiert werden); jedoch nimmt die Ukraine mit 800 Lagerstätten von 94 unterschiedlichen Bodenschätzen den vierten Platz in der Welt ein und würde Russland damit als Handelspartner verdrängen. Wenige Monate vor dem Beginn der russischen Invasion hatten die EU und die Ukraine einen Green Deal bzw. ein Transformationsprogramm für die Ukraine unterzeichnet; denn die ukrainische Volkswirtschaft war zu dem Zeitpunkt die energieintensivste der Welt mit der zugleich ineffektivsten und teuersten thermischen Stromerzeugung. Das Programm sah eine weitere wirtschaftliche Verflechtung beider Vertragsparteien sowie die Klimaneutralität der Ukraine bis zum Jahr 2060 vor. Neben Flächen für den Ausbau der Wind- und Solarenergie verfügt die Ukraine außerdem über Infrastruktur, um grünen Wasserstoff in die EU zu transportieren. Außerdem sind 22 von 30 Rohstoffen, die die EU als strategisch wichtig einstufte, in großen Mengen in der Ukraine vorhanden. Russland könnte nur dann von der Energiewende in Europa profitieren, wenn es in den Besitz der Ressourcen und Infrastrukturen auf ukrainischem Boden kommt. Europa wäre dann noch abhängiger von Russland. Falls Russland seine Kriegsziele erreichen sollte, kann Russland mehr rauben und gewinnen, als es im Frieden durch einen verringerten Export nach Europa verlieren würde.
Laut Christoph Brumme hatte die russische Elite, insbesondere auch russische Generäle, ihr Vermögen und Eigentum in der Ukraine zur Geldwäsche angelegt.

### Meinungsbeiträge in russischen Staatsmedien

#### „Der Angriff Russlands und der neuen Welt“
Am 27. Februar 2022 veröffentlichten die russische Nachrichtenagentur RIA Novosti und das Propaganda-Portal Sputnik versehentlich einen Kommentar, der offensichtlich von einem Erfolg der Pläne Wladimir Putins als Szenario ausging und eigentlich erst nach dem erwarteten raschen „Sieg über die Ukraine“ veröffentlicht werden sollte. Der Kommentar war mit „Наступление России и нового мира“ betitelt, was sowohl mit „Der Aufbruch Russlands und der neuen Welt“ als auch mit „Der Angriff Russlands und der neuen Welt“ übersetzt werden kann. Demnach sollten nach dem „endgültigen und schnellen Sieg“ Russlands die drei Staaten Russland, Belarus und die Ukraine geopolitisch fortan als Union handeln. Durch den „Sieg“ habe Russland seine historischen Grenzen in Europa zurückerlangt, und der hilflose Westen könne sich nur lautstark darüber ärgern. Russland sei dabei, seine Einheit wiederherzustellen, und die „Tragödie von 1991“ (der Zerfall der Sowjetunion) sei überwunden.

#### „Was Russland mit der Ukraine tun sollte“
Am 3. April 2022 erklärte der Autor Timofei Sergeizew in einem Beitrag für RIA Novosti die „Vernichtung der Ukraine als Staat“ als Kriegsziel. Er fordert dazu auf, zum Zweck der „Entnazifizierung“ der Ukraine „solche zehntausenden Menschen zu bestrafen und zu töten, die sich an der Verteidigung der Ukraine während des Kriegs beteiligen“. Sergeizew schreibt weiter: „Die Entnazifizierung ist notwendig, wenn ein bedeutender Teil des Volkes – höchstwahrscheinlich die Mehrheit – von der nationalsozialistischen Politik beherrscht und in sie hineingezogen wurde. Das heißt, wenn die Hypothese ‚das Volk ist gut – die Regierung ist schlecht‘ nicht funktioniert. Die Anerkennung dieser Tatsache ist die Grundlage der Entnazifizierungspolitik, aller ihrer Maßnahmen, und die Tatsache selbst ist ihr Gegenstand.“ Die „Entnazifizierung“ der Überlebenden „besteht in der Umerziehung, die durch ideologische Repression (Unterdrückung) der nationalsozialistischen Gesinnung und strenge Zensur erreicht wird: nicht nur im politischen Bereich, sondern notwendigerweise auch im Bereich der Kultur und der Erziehung“.
In dem Text wird der ukrainischen Regierung und der Mehrheit der Menschen in der Ukraine unterstellt, vom Gedankengut des ukrainischen Ultranationalisten Stepan Bandera stark beeinflusst zu sein.
Der Philosoph Moritz Rudolph setzt sich kritisch mit der Idee auseinander, die Ukrainer seien „der kleine Bruder“ Russlands, und der „große Bruder“ sei verpflichtet, „im Interesse der Familie“ (der „ganzen Rus“, vgl. den Titel des orthodoxen „Patriarchen von Moskau und der ganzen Rus“) den „kleinen Bruder“ auf den „Pfad der Tugend“ zurückzuführen, ihn umzuerziehen, notfalls sogar zu töten. Seit der Französischen Revolution habe das Ideal der „Brüderlichkeit“ immer wieder zu Versuchen geführt, Menschen mit Gewalt zum Teil einer homogenen, autoritär regierten Masse zu machen.

### Faktenchecks
Das als Ziel des Krieges formulierte Argument des „Schutzes der seit acht Jahren im Donbas getöteten Menschen“ war insofern irreführend, als sich 90 Prozent aller Todesfälle in den Jahren 2014/2015 ereigneten, als Russland Söldner und eigene Militärverbände in die Region entsandt hatte.
Obwohl das Völkerrecht offenkundig keine Relevanz im Handeln der russischen Regierung hat, werde die Sprache des Völkerrechts genutzt, um sich zu rechtfertigen: So müssten gemäß Putins Argumentation russische Landsleute im Donbas vor Gräueln und Völkermord geschützt werden. Das Konzept sei Bestandteil der russischen Militärdoktrin und basiere daher nicht auf Responsibility to Protect, sondern auf der russischen Verfassung. Der militärische Einsatz basiere auf Kooperationsvereinbarungen mit den zuvor durch Russland anerkannten Volksrepubliken, erfolge also im Einklang mit den dortigen Behörden. Weiter sei kollektive Selbstverteidigung der Volksrepubliken gegen einen Angriff durch die Ukraine erforderlich. Zudem werde Russland durch den Westen angeblich existentiell bedroht, vor allem durch die NATO-Osterweiterung. Daher gebe es ein Recht zur Selbstverteidigung. Diese Argumentation ist nach Ansicht von Christian Schaller (Stiftung Wissenschaft und Politik) sachlich falsch und interpretiere ein Selbstverteidigungsrecht viel weitreichender als das Völkerrecht.
Während Putins Kritik an unterschiedlichen Bewertungsmaßstäben für völkerrechtsverletzende Handlungen der UNO-Vetomächte grundsätzlich berechtigt erscheine, könne dies keinesfalls als Verharmlosung oder gar Legitimation des Angriffs dienen. Die von ihm als „grundlos“ bezeichneten NATO-Interventionen während der Jugoslawienkriege verwendet Putin als angebliche Rechtfertigung für den russischen Überfall auf die Ukraine: Dies sei eine Manipulation der Geschichte, so der Tages-Anzeiger. Auch russische Truppen waren während der Jugoslawienkriege auf dem Balkan präsent. Putins Aussage zur „Ausdehnung des NATO-Blocks nach Osten, die Annäherung seiner militärischen Infrastruktur an die Grenze Russlands“ wurde (wie weitere) von der Deutschen Welle einem Faktencheck unterzogen, mit dem Ergebnis, sie sei „irreführend“. Zwar habe die NATO seit dem Zusammenbruch der Sowjetunion 14 osteuropäische Staaten aufgenommen und als Reaktion auf die Annexion der Krim 2014 logistische Vorbereitungen für eine Truppenverstärkung vorgenommen. Die zusätzlich in die Region entsandten NATO-Truppen (5.000 Soldaten) seien aber viel zu schwach, um Russland (850.000 Soldaten) zu bedrohen.
Ferner sei die Behauptung Putins falsch, der Überfall sei ein Verteidigungsfall im Sinne der Charta der Vereinten Nationen (Kapitel VII, Artikel 51). Es sei kein Angriff durch die Ukraine zu erkennen. Im Gegenteil habe die Ukraine in den Wochen vor dem 24. Februar 2022 alles getan, um Russland keinen Vorwand für eine Selbstverteidigung zu liefern, so Pia Fuhrhop (Stiftung Wissenschaft und Politik). Auch gebe es keinerlei Hinweise für einen Genozid in der Ukraine, den Putin lediglich behauptet hatte. Es sei nur ein „Propaganda-Narrativ“ Putins, dass er die Ukraine „entnazifizieren“ müsse. Bei den Präsidentschaftswahlen habe ein jüdischer Kandidat gewonnen, und bei den letzten Parlamentswahlen 2019 habe die Einheitsfront der rechtsradikalen Parteien nur 2,15 Prozent erhalten. Ulrich Schmid, Professor für Kultur und Gesellschaft Russlands, nannte Putins Aussage „eine perfide Unterstellung“.

#### Anerkennung der Staatlichkeit der Ukraine

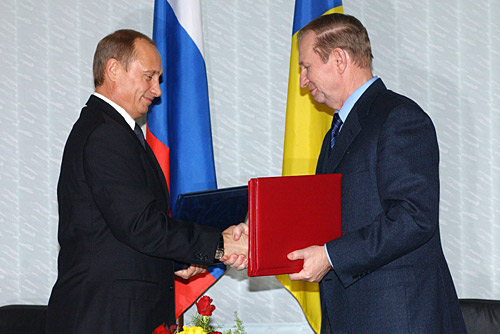
Putin und Kutschma, 2003

Im Budapester Memorandum vom Dezember 1994 verpflichtete sich Russland (von 1991 bis 1999 war Boris Jelzin Präsident), „die Unabhängigkeit und Souveränität sowie die bestehenden Grenzen der Ukraine zu respektieren“ sowie „auf die Androhung oder Anwendung von Gewalt gegen die territoriale Integrität oder politische Unabhängigkeit der Ukraine zu verzichten und keine ihrer Waffen jemals gegen die Ukraine einzusetzen“. Im Gegenzug gab die Ukraine ihre aus Sowjetzeiten stammenden Nuklearwaffen ab. Im Mai 1997 unterzeichneten Jelzin und der ukrainische Präsident Leonid Kutschma einen Freundschaftsvertrag, in dem Russland die territoriale Integrität der Ukraine anerkannte. Eine ergänzende Vereinbarung löste den jahrelangen Konflikt über die Zukunft der russischen Schwarzmeerflotte und ihres Marinehafens Sewastopol.
Im Jahr 2003 bestätigten die Präsidenten Putin und Kutschma die Anerkennung der territorialen Integrität erneut mit dem russisch-ukrainischen Grenzvertrag. Alle diese Vereinbarungen wurden von Russland gebrochen.
Später kritisierte Putin die Grenzziehung der Gebiete im Süden und Südosten der Ukraine, die im Zarenreich zeitweise Neurussland genannt worden waren. Putin sagte am 17. April 2014 (einen Monat nach der völkerrechtswidrigen Annexion der Krim): „Ich erinnere daran – das ist Neurussland. Charkiw, Donezk, Luhansk, Cherson, Mykolajiw, Odessa – sie gehörten in zarischer Zeit nicht zur Ukraine, sondern wurden ihr von der Sowjetregierung übergeben. Weshalb sie dies tat, das weiß allein Gott.“ Die Grenzen der Ukrainischen Sozialistischen Sowjetrepublik (USSR) fielen mit den in Volkszählungen ermittelten ethnischen Grenzen zusammen. Die USSR umfasste also die Gebiete mit einer ukrainischen Bevölkerungsmehrheit.
In seinem im Juli 2021 veröffentlichten Essay Zur historischen Einheit von Russen und Ukrainern behauptete Putin, Russen und Ukrainer seien ein einziges Volk. Dies wurde als Hinweis darauf gedeutet, dass Putin die Staatlichkeit der Ukraine nicht (mehr) anerkenne. In diese Richtung ging auch Putins Behauptung, das ukrainische Staatsgebiet bestünde großteils aus „Schenkungen“ Russlands. Im russischen Staatsfernsehen RT erschien dazu eine Landkarte, auf der Schenkungen einzelner russischer Herrscher eingezeichnet waren. Nur ein kleines Gebiet in der Mitte sähen Putin und der Kreml als Ukraine an.
Putins Behauptung, die Ukraine hätte „im Grunde nie eine gefestigte Tradition einer eigenen authentischen Staatlichkeit“ gehabt, nennt die Deutsche Welle „irreführend“. Dass der eigenständige ukrainische Nationalstaat von 1917 nicht lange existierte, lag am Einmarsch Sowjetrusslands. Laut dem Historiker Guido Hausmann ist es richtig, dass das Gebiet der heutigen Ukraine früher oft zu anderen Staaten gehört habe. Dies war aber auch bei anderen Staaten so. Im Referendum über die Unabhängigkeit der Ukraine am 1. Dezember 1991 stimmten 90,3 Prozent der abstimmenden Ukrainer für die Unabhängigkeit.
Der Historiker Joachim von Puttkamer wies 2022 auf die „lange ukrainische Nationalbewegung“ hin und nannte die Behauptung, die Ukraine wäre ein „Kunstprodukt der Bolschewiki“, „absurd“.

### Reaktionen auf den Propaganda-Begriff der „Entnazifizierung“

#### Organisationen
Christoph Heubner vom Internationalen Auschwitz Komitee äußerte kurz nach Beginn des russischen Überfalls:
„Der putinsche Überfall auf die Ukraine löst bei Überlebenden des Holocaust Abscheu und Entsetzen aus.“ „Mit besonderer Empörung stellen die Überlebenden des Holocaust fest, dass Wladimir Putin zur Begründung seines Krieges immer wieder die Begriffe ‚Völkermord‘ und ‚Entnazifizierung‘ heranzieht. Sie empfinden dies als eine zynische und tückische Lüge, die nicht nur die Überlebenden des Holocaust sondern auch all die Menschen mißbraucht, die als sowjetische Kriegsgefangene in deutschen Konzentrationslagern gelitten oder als Soldaten der Roten Armee Auschwitz und andere Lager befreit haben.“
David Harris, Geschäftsführer des American Jewish Committee, äußerte seine Zuversicht, dass Putins Nazi-Narrativ „nicht funktionieren wird“. Der Rabbiner Yaakov Dov Bleich, der als Oberrabbiner der Ukraine gilt, kommentierte Putins Behauptung, Russland werde mit der Militäraktion die Ukraine „entnazifizieren“, mit den Worten: „Der Nazi, der entnazifiziert werden müsste, trägt den Namen Wladimir Putin.“
Das United States Holocaust Memorial Museum (USHMM) verurteilte Putins Versuch, den Überfall mit einer angeblich erforderlichen „Entnazifizierung“ zu legitimieren. Der USHMM-Vorsitzende Stuart E. Eizenstat sagte: „Das Museum steht an der Seite des ukrainischen Volkes, einschließlich der Tausenden von Holocaust-Überlebenden, die noch im Lande leben“.

#### Rezeption
Leider, so Philipp Ther, Professor für Geschichte Ostmitteleuropas, habe das seit 2013 von Russland gepflanzte Narrativ damals einen erstaunlichen, für ihn gar „bestürzende[n] Erfolg“ gehabt. Es sei zwar richtig, dass in der ukrainischen Nationalgarde das in früheren Jahren von Rechtsextremen dominierte Regiment Asow integriert ist, es gebe aber keine Beweise für eine weitreichende Unterstützung neonazistischer Ideen in der ukrainischen Regierung oder Bevölkerung; der ukrainische Präsident Selenskyj ist selbst Jude und hat drei Großonkel im Holocaust verloren. Bei der Parlamentswahl 2019 konnte das Wahlbündnis rechtsextremistischer Parteien mit 2,4 Prozent der Stimmen nicht einmal die Hälfte der notwendigen Zustimmung für die Fünf-Prozent-Hürde erreichen und nur in einem von 186 Wahlkreisen ein Direktmandat erringen; es stellt damit nur einen von 450 Abgeordneten des ukrainischen Parlaments. Von den Präsidentschaftskandidaten der Ultranationalisten habe seit 2010 keiner mehr als 2 Prozent der Wählerstimmen erhalten. Das österreichische Momentum Institut bestreitet nicht, dass es in der Ukraine Ultranationalisten gibt. Es sei aber unsinnig, zu unterstellen, alle Institutionen des Staates seien nationalsozialistisch durchsetzt. Zudem gebe es in Russland mindestens genauso viele Ultranationalisten wie in der Ukraine. Gegen diese habe Putin bisher nichts unternommen. Indem er selbst Nazimethoden anwende, verkehre er das Täter-Opfer-Verhältnis. Auch der deutsche Politikwissenschaftler Andreas Umland vertrat schon 2020 die Ansicht, dass zwar trotz notorisch schlechter Wahlergebnisse der Einfluss Rechtsextremer auf die ukrainische Gesellschaft nicht unterschätzt werden solle, es aber dennoch im Vergleich zu anderen postkommunistischen Staaten im Osten Europas überraschend wenige Antidemokraten gebe. Yohanan Petrovksy-Shtern, ein gebürtiger Ukrainer und Professor für jüdische Geschichte an der Northwestern University, sagte, Putins Behauptung über die „Entnazifizierung widerspricht der elementaren Wahrheit“. Auf prorussischer Seite kämpfen gleichfalls organisierte Rechtsextreme, ihre militärische Bedeutung für den Konflikt im Donbas im Jahr 2014 wurde als deutlich stärker als die analoge Verwendung auf ukrainischer Seite eingeschätzt.

#### Von Putin behauptete Parallelen zum Zweiten Weltkrieg
Das Präsidialamt des französischen Staatspräsidenten Macron teilte am 3. März 2022 mit, dass Putin in einem Telefonat mit diesem sein Kriegsziel formuliert habe: die totale Unterwerfung der Ukraine. Es gebe keinerlei Anlass zur Hoffnung mehr, dass er etwas anderes als die vollständige Eroberung des ukrainischen Staatsgebietes zum Ziel habe. Putin sei in einem paranoiden Narrativ der „Entnazifizierung“ der Ukraine gefangen. Er habe geleugnet, dass die russische Armee zivile Ziele angreife. Er werde sich in jedem Fall holen, was er sich vorgenommen habe. Macron habe ihn offen mit seinen „Lügen“ konfrontiert und mit dem „hohen Preis“ gedroht, den Putin für den Angriffskrieg zahlen werde. Darauf habe Putin nicht reagiert.
Die Bezeichnung „Entnazifizierung“ ist mit der Geschichte des Zweiten Weltkrieges und insbesondere mit Deutschland in den Nachkriegsjahren verknüpft. Der Begriff der „Entnazifizierung“, der weltweit für die Wiederherstellung von Gerechtigkeit steht, diene Putin als Vorwand, um den ukrainischen Staat und das ukrainische Nationalbewusstsein zu zerstören. Im Narrativ von der Verteidigung „gegen blutige Verbrechen an Zivilisten, einschließlich Bürger der Russischen Föderation“ werden die vom Westen unterstützte Ukraine und die angeblich vertragsbrüchige NATO mit NS-Deutschland verglichen.

## Kriegsverlauf

### Militärisch
Um die Regierung der Ukraine zu stürzen, versuchten die russischen Streitkräfte am 24. Februar 2022 eine Luftlandeoperation auf dem Flughafen Kiew-Hostomel – die aber scheiterte. Bodentruppen rückten aus mehreren Stoßrichtungen rasch von Belarus aus nach, doch geriet der Vormarsch schon nach wenigen Tagen ca. 30 km vor Kiew ins Stocken. Nach wochenlanger Umklammerung der Stadt von Norden, Westen und Osten musste Russland den Versuch der Eroberung Kiews Ende März aufgeben und fing an, sich auf den Donbas zu fokussieren. Beim Abzug der russischen Truppen aus allen zuvor eroberten Gebieten nördlich von Kiew und Charkiw offenbarten sich Plünderungen und andere Kriegsverbrechen. Der Ort Butscha erlangte weltweite Bekanntheit durch die Gräueltaten, die russische Truppen dort begangen hatten.
Im Osten der Ukraine konnten die ukrainischen Truppen ihre Stellungen vor Donezk entlang der seit 2014 bestehenden Kontaktlinie den ganzen März und April durchgehend halten, ebenso die nahe der russischen Grenze liegende Großstadt Charkiw, die in der um sie geführten Schlacht erheblich zerstört wurde, bis eine ukrainische Gegenoffensive Anfang Mai die Angreifer hier zurückdrängen konnte. Zwischen Donezk/Luhansk und Charkiw liegende Gebiete wurden von Russland besetzt. Russische Truppen erzielten im April und Mai 2022 kleinere Geländegewinne, aber keinen Durchbruch. Noch weitaus stärker als Charkiw wurde die am Asowschen Meer liegende Hafenstadt Mariupol zerstört, wo sich die Verteidiger Mitte Mai nach langer Belagerung ergaben. Bis auf den Südwesten (Oblast Odessa und Oblast Mykolajiw) wurden alle Gebiete im Süden der Ukraine, wo seit 2014 die Einnahme einer Landbrücke von Russland zur Krim befürchtet worden war, besetzt. Dazu gehörte auch die Stadt Cherson, die bereits Anfang März eingenommen wurde.
Der russische Vorstoß von Cherson in Richtung Odessa war Anfang März 2022 bei Mykolajiw gescheitert. Eine amphibische Landung wurde nach der Versenkung des Flaggschiffs Moskwa Mitte April unwahrscheinlicher und mit dem Rückzug von der Schlangeninsel vor Odessa ausgeschlossen. Gleichwohl wurde weiterhin von Landverbindungen nach Transnistrien gesprochen. Das russische Militär war mit den politischen Beschränkungen der Ziele auf den Donbas unzufrieden; es forderte ehrgeizigere Ziele und eine Generalmobilmachung in Russland. Eine Bürgerplattform in Belarus hatte für die ersten 70 Tage des Krieges 631 Raketenstarts von Belarus aus in die Ukraine ermittelt.
Dazu sollen auch Cruise-Missiles von Flugzeugen im Luftraum von Belarus gestartet worden sein. Anfang Juli 2022 eroberten russische Truppen Lyssytschansk, die letzte größere Bastion der Ukraine im Gebiet Luhansk.
Den ganzen Juli und August 2022 hindurch bewegten sich die Frontlinien danach nur geringfügig.
Ende August 2022 begannen die ukrainischen Streitkräfte, zunächst in der Region Cherson und dann ab Anfang September überraschend auch in Charkiw, mit Gegenoffensiven. Ab dem 8. September 2022 brach die russische Front in der Oblast Charkiw zusammen, nachdem bei Balaklija ein Durchbruch gelungen war; ukrainische Kräfte konnten anschließend in zwei Tagen über 60 km hinter die Front bis zu dem Eisenbahnknotenpunkt Kupjansk vorstoßen und bedrohten damit auch die weiter südlich gelegenen russischen Truppenkonzentrationen bei Isjum mit Einkesselung. Russische Truppen flohen daraufhin unter großem Materialverlust aus ihren Stellungen, um der Einkesselung zu entgehen. Insgesamt wurden bis zum Abend des 10. September 2022 über 3.000 km² durch die Ukraine zurückgewonnen, bis zum 14. September 2022 konnte der Umfang der ukrainischen Geländegewinne ungefähr verdoppelt werden. Damit verlor das russische Militär nach Einschätzung des Royal United Services Institute innerhalb einer Woche mehr Gelände als es in den vorhergehenden vier Monaten eingenommen hatte. Die russische Seite wollte entlang des Oskil eine Verteidigungslinie aufbauen, die aber von ukrainischen Truppen schon am 19. September 2022 überschritten wurde. Am 28. September 2022 bildeten die ukrainischen Streitkräfte fünf Brückenköpfe am Ostufer des Oskil, und Einheiten stießen entlang des Oskil auf Gebiete nördlich des Eisenbahnknotenpunktes Lyman vor. Am 1. Oktober meldete das russische Verteidigungsministerium, dass die russischen Streitkräfte Lyman wegen drohender Einkesselung geräumt hätten.
Das russische Verteidigungsministerium räumte am 3. Oktober 2022 im Süden der Ukraine einen Durchbruch überlegener ukrainischer Panzertruppen bei Solota Balka ein. Mitte Oktober wurde entlang der Frontlinie schwer gekämpft, insbesondere am westlichen Ende, wo russische Truppen den Flankenschutz durch den Fluss Inhulez verloren hatten.
Russische Truppen begannen am 10. November 2022, sich vom westlich des Dnepr liegenden Teil der Oblast Cherson (darunter aus der namensgebenden Oblasthauptstadt) auf das östlich des Dnepr liegende Gebiet zurückzuziehen. Am 11. November 2022 zogen erste ukrainische Einheiten in die Stadt Cherson ein; wenig später wurde bestätigt, dass das gesamte rechte Ufer des Dnepr von den Russen geräumt worden war und dass alle Brücken über den Fluss zerstört waren. Beide Kriegsparteien verlegten anschließend zahlreiche Soldaten in den Osten der Ukraine.
Seit Ende Oktober 2022 versuchte Russland, den Konflikt einzufrieren. Vor allem im Raum Bachmut kommt es weiterhin zu schweren Stellungskämpfen. In der für beide Kriegsparteien verlustreichen Schlacht um Bachmut setz(t)en die Ukraine und Russland auch Truppen ein, die zuvor bereits, westlich des Dnepr, gegeneinander gekämpft hatten.
Am frühen Morgen des 6. Juni 2023 wurde der Damm des Kachowka-Stausees mit Sprengladungen zerstört. Russische Besatzungstruppen und die ukrainische Regierung machten sich zunächst gegenseitig für die Sprengung verantwortlich.
Am 23. Juni 2023 kam es zu einem Aufstand der Gruppe Wagner in Russland.
Im Sommer 2023 startete die Ukraine eine Gegenoffensive mit dem Ziel, das Asowsche Meer zu erreichen und den Landkorridor zur Krim zu durchbrechen. Anfang November 2023 schrieb der ukrainische Armeechef Walerij Saluschnyj, die Ukraine habe die Ziele ihrer Offensive seit dem Sommer weit verfehlt und habe derzeit nicht die Mittel, die russischen Angreifer zu besiegen. Offensichtlich sei ein Patt eingetreten, aus dem sich ein langwieriger Stellungskrieg entwickeln könne.
Laut New York Times sei die Sommeroffensive anstelle eines Hauptschlags in Richtung Melitopol aus politischen Gründen mit einem zusätzlichen Schlag bei Bachmut verzettelt worden.
Ab dem 6. August 2024 unternahmen ukrainische Truppen die Kursk-Offensive, einen Vorstoß in die russische Grenzregion Kursk. Im März 2025 zogen sie sich zurück.
Russische Truppen rücken seit Herbst 2023 an vielen Frontabschnitten vor, allerdings nur sehr langsam und unter hohen Verlusten. Nach einer Einschätzung der exil-russischen Internetzeitung The Insider vom Februar 2025 würde Russland mit dem Tempo des Vormarsches im Jahr 2024 noch weitere zwei Jahre benötigen, um allein die Region Donezk ganz zu erobern. Für die etwa 3.600 Quadratkilometer Landgewinn starben 2024 vermutlich 70.000 Russen. In der Folgezeit intensivierten beide Kriegsparteien insbesondere den Einsatz von Drohnen, um die feindliche Infrastruktur hinter der Front zu treffen.

### Annexionen

Karte mit den südostukrainischen Oblasten in Gelb und dem rot gestrichelten Frontverlauf, der die Grenze der von Russland Ende September 2022 kontrollierten Gebiete markiert

Die russische Regierung hatte zu Beginn der Invasion beteuert, keine Eroberung ukrainischen Territoriums zu beabsichtigen. Am 20. September 2022 – vor dem Hintergrund des militärischen Misserfolgs Russlands – wurden in den selbsternannten Volksrepubliken Lugansk und Donezk und in den russisch besetzten Gebieten der Oblaste Cherson und Saporischschja jedoch „Referenden“ über den Beitritt zur Russischen Föderation angekündigt, nachdem solche nur Tage zuvor ein weiteres Mal in die Zukunft verschoben worden waren, Im direkten Zusammenhang mit den vortags angekündigten Pseudoreferenden erklärte der russische Präsident Wladimir Putin am 21. September die Mobilmachung Russlands. Die „Referenden“ fanden vom 23. bis 27. September statt und am 28. September wurden die längst zuvor erwarteten „Ergebnisse“ veröffentlicht. Am 29. September unterzeichnete Präsident Putin Dekrete, nach denen die Russische Föderation die ukrainischen Regionen Cherson und Saporischschja als „unabhängige Territorien“ anerkennt, und die russische Regierung kündigte für den Folgetag (30. September) den „Anschluss“ der ukrainischen Regionen an das russische Staatsgebiet an. Die russische Annexion der Süd- und Ostukraine wurde am selben Tag erklärt, an dem ukrainische Streitkräfte die Stadt Lyman einkesselten. Am 3. Oktober 2022 stimmte die Duma für die Annexion von Cherson, Donezk, Luhansk und Saporischschja. Am Folgetag beschloss auch der Föderationsrat als russisches Oberhaus einstimmig die Gebiete zu annektieren. Am Mittwoch, dem 5. Oktober 2022 fertigte Präsident Putin die Annexionsbeschlüsse aus.
Am 19. Oktober rief Putin in den annektierten Gebieten das Kriegsrecht aus. Unter dem Kriegsrecht können die Bewohner zum Rüstungsdienst gezwungen und an Reisen gehindert werden.

## Kriegsführung

### Cyberkrieg
Schon vor dem militärischen Einmarsch begann Russland 2021 mit Cyberangriffen, welche auch nach dem 24. Februar 2022 als Teil des Hybridkriegs fortgeführt wurden. Auch die Kriegsführung der Ukraine beinhaltet das Führen eines Cyberkriegs.

### Drohnenkrieg
Der Russland-Ukraine-Krieg ab 2022 ist der erste Konflikt, in dem massiv auf Drohnen zurückgegriffen wird. In keinem Krieg zuvor wurden so viele Drohnen eingesetzt wie im Russisch-Ukrainischen Krieg ab 2022.

## Kriegsverbrechen

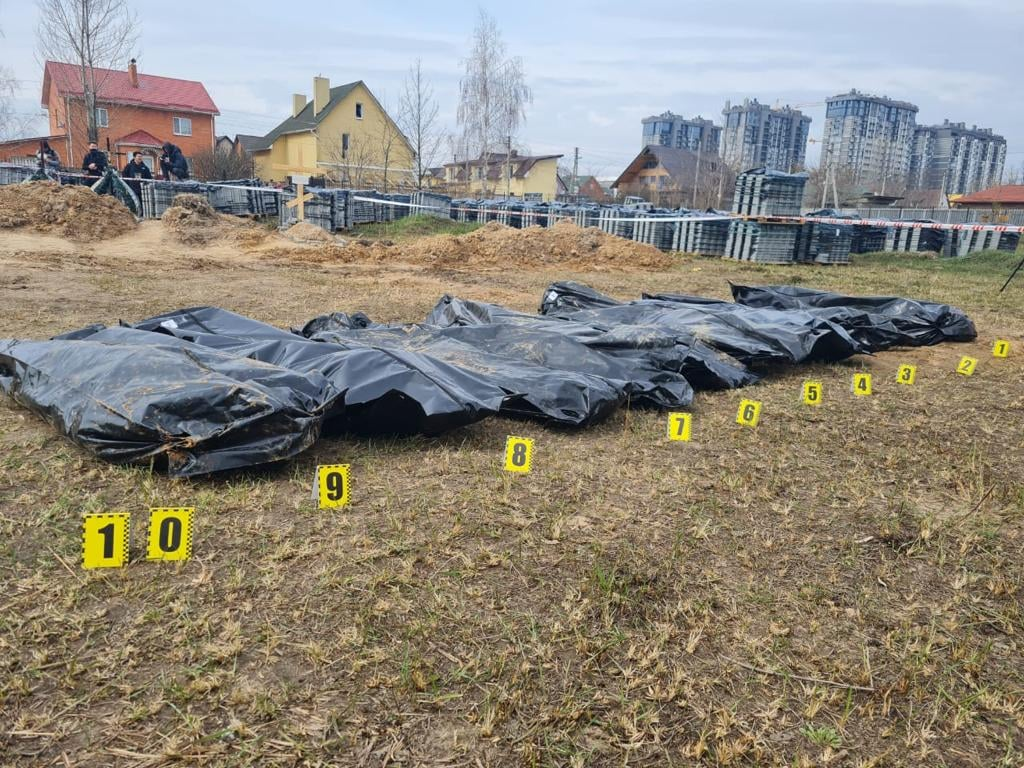
Zehn in Butscha exhumierte Leichen aus Massengrab
(Bildquelle: Ukrainische Polizei)

Im Russisch-Ukrainischen Krieg ab 2014 wurden vielfach, teils systematisch, Kriegsverbrechen begangen, insbesondere von russischer Seite nach dem Stocken des Überfalls vom 24. Februar 2022.

## Genozid- und Ethnozid-Vorwürfe gegenüber Russland
Im Juli 2022 erhob der ukrainische Außenminister Dmytro Kuleba gegenüber Russland den Vorwurf, einen „Genozid gegen das ukrainische Volk“ zu verüben.
Der emeritierte Hamburger Professor für Öffentliches Recht Otto Luchterhandt kam in einer Untersuchung der russischen Kriegsführung in Mariupol zum Schluss, dass die russischen Angriffe „den objektiven und auch den subjektiven Tatbestand des Völkermordes“ erfüllen. Der Osteuropahistoriker Karl Schlögel schrieb, Russlands Krieg habe „die Vernichtung des ukrainischen Staates, die Unterjochung der Ukraine und die Vernichtung ihrer Kultur zum Ziel“. Der Historiker Ulrich Herbert sieht hingegen die Einordnung eines kulturellen Völkermords als Genozid problematisch. Dem widerspricht Martin Schulze Wessel. Die Völkerrechtskonvention der UNO definiere Völkermord als „Handlungen, begangen in der Absicht, eine nationale, ethnische, rassische oder religiöse Gruppe als solche ganz oder teilweise zu zerstören“. Russland nehme gezielt zivile Infrastruktur wie Krankenhäuser, Kindergärten und Einkaufszentren unter Beschuss. Eine Million Ukrainer, darunter etwa zweihunderttausend Kinder, wurden durch sogenannte Filtrationslager nach Russland verbracht und so würde der Krieg auch Merkmale ethnischer Säuberungen aufweisen. Nicolas Tenzer geht von zwei Millionen deportierten Ukrainern aus. In dem Artikel Was Russland mit der Ukraine tun sollte, der von der staatlichen Nachrichtenagentur RIA Novosti veröffentlicht wurde und in dem offen von der „Endlösung der Ukrainefrage“ die Rede sei, so der in der Ukraine geborene und an der Johns Hopkins University tätige Historiker und Politologe Eugene Finkel, sei „eine der explizitesten Absichtserklärungen zur Vernichtung einer nationalen Gruppe“, die ihm je untergekommen sei. Timothy Snyder sieht in dem Text eine „Anleitung zum Völkermord“. Auch weitere Historiker und Politikwissenschaftler sehen Indizien für einen Völkermord in der Ukraine.
Eine im Juli 2023 veröffentlichte Studie geht davon aus, dass Russland nicht nur zum Genozid aufruft, sondern dass es auch ein Muster von Taten gebe, aus dem auf die Absicht der russischen Führung geschlossen werden könne, die Ukrainer als nationale Gruppe teilweise zu vernichten. Die Studie sieht erhebliche Anhaltspunkte für sämtliche in der UN-Völkermordkonvention geregelten Tatbestandsvarianten des Völkermords. Dass in den von Russland annektierten ukrainischen Gebieten eine Russifizierung (d. h. ein Ethnozid) eingeleitet wurde, gilt wegen der Vernichtung ukrainischer Bücher, der Deportation ukrainischer Waisen nach Russland, der Umstellung auf den russischen Lehrplan zum Zwecke der Umerziehung sowie wegen des Aufbaus von Junarmija-Verbänden als bestätigt.
Eugene Finkel schrieb 2024, der Gedanke, dass Russland die Ukraine als Nation zerstören wolle, sei mittlerweile bei Genozid-Forschern Konsens.

## Beistandsmaßnahmen
| Land                   | Hilfe in Milliarden EUR | Hilfe in % des BIP |
| ---------------------- | ----------------------- | ------------------ |
| Vereinigte Staaten     | 75,1                    | 0,3 %              |
| Europäische Union      | 39,3                    |                    |
| Deutschland            | 14,6                    | 0,4 %              |
| Vereinigtes Königreich | 13,0                    | 0,5 %              |
| Japan                  | 09,0                    | 0,2 %              |
| Kanada                 | 07,2                    | 0,4 %              |
| Dänemark               | 06,4                    | 1,8 %              |
| Niederlande            | 05,7                    | 0,6 %              |
| Frankreich             | 04,4                    | 0,2 %              |
| Polen                  | 04,3                    | 0,7 %              |
| Schweden               | 04,2                    | 0,8 %              |
| Österreich             | 00,7                    | 0,2 %              |
| Schweiz                | 00,7                    | 0,1 %              |

### Militärisch
Die Mitgliedstaaten der NATO schlossen von Beginn des Krieges an ein militärisches Engagement in der Ukraine auf dem Boden oder in der Luft (z. B. eine Flugverbotszone) aus.
Im Juni 2024 beschloss die NATO – vor dem Hintergrund eines möglichen Kurswechsels der USA, falls Donald Trump die Präsidentenwahl Ende 2024 gewinnen sollte –, die bis dahin von den USA wahrgenommene Koordinierung von Waffenlieferungen und Ausbildungsaktivitäten für die Ukraine als eigene Aufgabe der NATO zu übernehmen. Das Hauptquartier der NATO für diesen Einsatz soll seinen Standort in Wiesbaden haben.

#### Waffenlieferungen

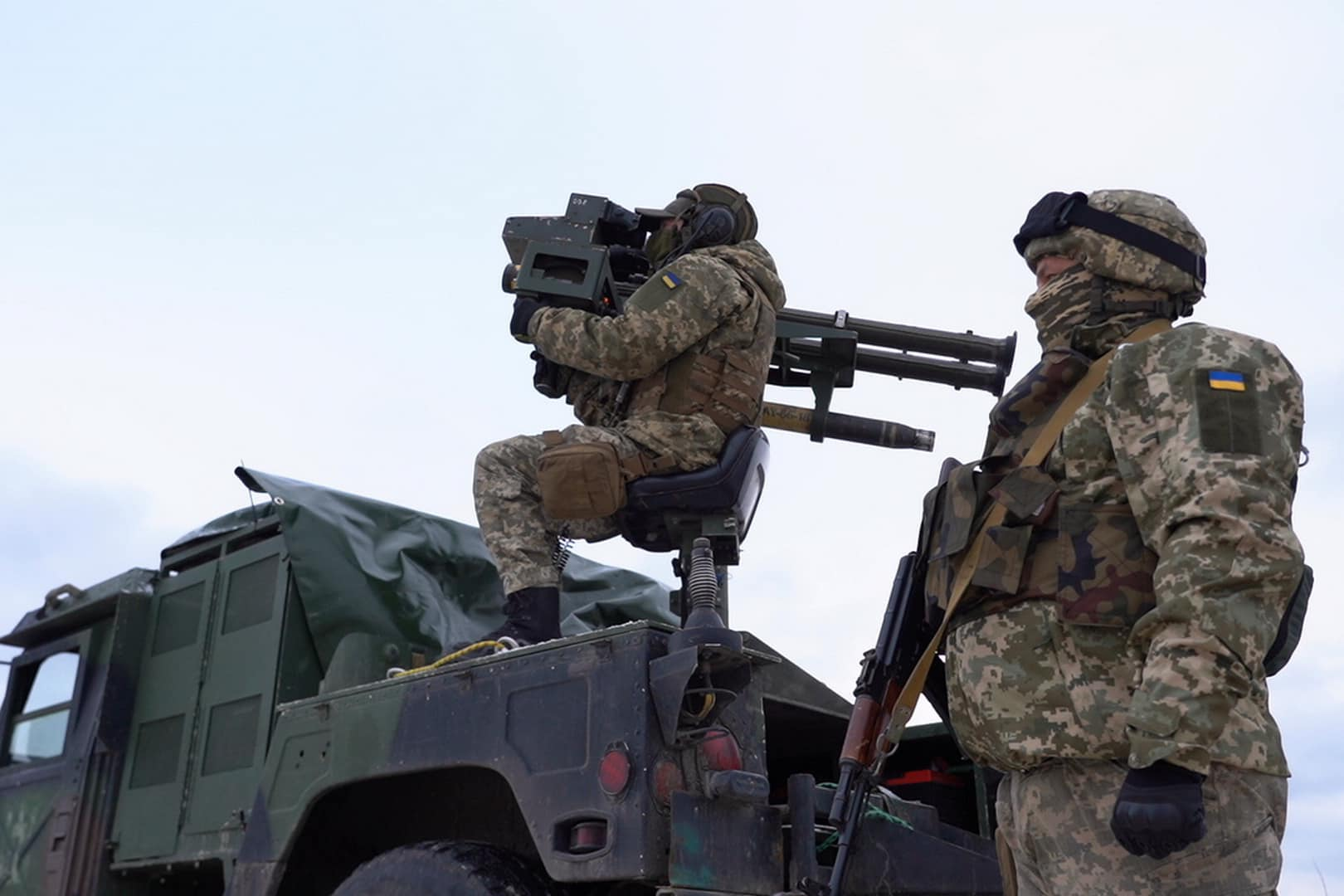
FIM-92 Stinger DMS auf einem M1113 HMMWV
(Bildquelle: ukr. Verteidigungsministerium)

In den ersten Monaten des russischen Überfalls erhielt die Ukraine überwiegend Handwaffen, wie Panzerabwehrwaffen. Danach erhielt sie erste Flugabwehrsysteme und Kurzstreckenwaffen, gefolgt von Kampf- und Schützenpanzern sowjetischer Bauart. Im Sommer erfolgten erste Lieferungen von Artilleriesystemen und HIMARS-Mehrfachraketen. Im Herbst 2022, als Russland vermehrt die Energieinfrastruktur anzugreifen begann, bekam die Ukraine weitere Flugabwehrsysteme, wie IRIS-T und Patriots. In den ersten Monaten des Jahres 2023 wurden der Ukraine Kampfpanzer westlicher Bauart zugesagt. Im Mai 2023 starteten nach der dafür notwendigen Zusage von Joe Biden die Vorbereitungen einiger Staaten zur zukünftigen Lieferung von US-amerikanischen Kampfjets (Modell F-16). Am 3. März 2025 gab die US-Regierung unter Donald Trump bekannt, jegliche Waffenlieferungen aus den USA vorläufig auszusetzen.

#### Versorgung mit Geheimdienstinformationen
Die Ukraine erhält von der NATO bzw. deren Mitgliedstaaten Geheimdienstinformationen zum Kriegsgeschehen.

#### Aus- und Fortbildung ukrainischer Soldaten
Die US-Army setzte die Schulungen ukrainischer Soldaten, die sie vor Beginn der Invasion in der Ukraine vorgenommen hatte, außerhalb der Ukraine in mehreren Staaten fort. Auch die deutsche Bundeswehr begann im Mai 2022 mit der Weiterbildung ukrainischer Soldaten. Im Juli 2022 begann Großbritannien auf vier eigenen Militärstützpunkten mit einer dreimonatigen Ausbildung von ukrainischen Soldaten. Das Programm hat das Ziel, vierteljährlich 10.000 Ukrainer an der Waffe auszubilden. Im November 2022 startete die Europäische Union mit der European Union Military Assistance Mission Ukraine die Ausbildung ukrainischer Soldaten. Nach Angaben der Regierung des Vereinigten Königreichs bildeten die britischen Streitkräfte im Rahmen der Operation Interflex bis November 2024 insgesamt 50.000 Soldaten aus der Ukraine aus.

#### Präsenz von westlichen „Kräften“ in der Ukraine
Die britische Regierung von Rishi Sunak bestätigte im Januar 2024, dass sich eine „geringe Anzahl“ von britischen „Kräften“ zur Unterstützung in der Ukraine aufhält. Nach Angaben des britischen Parlaments handelt es sich zum einen um Militärausbilder, die das Vereinigte Königreich bereits seit der im Jahr 2015 begonnenen britischen Mission Orbital in die Ukraine entsendet, sowie um Sicherheitskräfte der britischen Botschaft. Durch den Taurus-Abhörfall wurde bekannt, dass sich nach Erkenntnissen des Inspekteurs der Luftwaffe, Ingo Gerhartz, britisches Personal zur Qualitätsprüfung von Waffen und Ausrüstung, die die Ukraine durch Auslandshilfe erhält, in der Ukraine befindet.

#### Verstärkung der NATO-Ostflanke

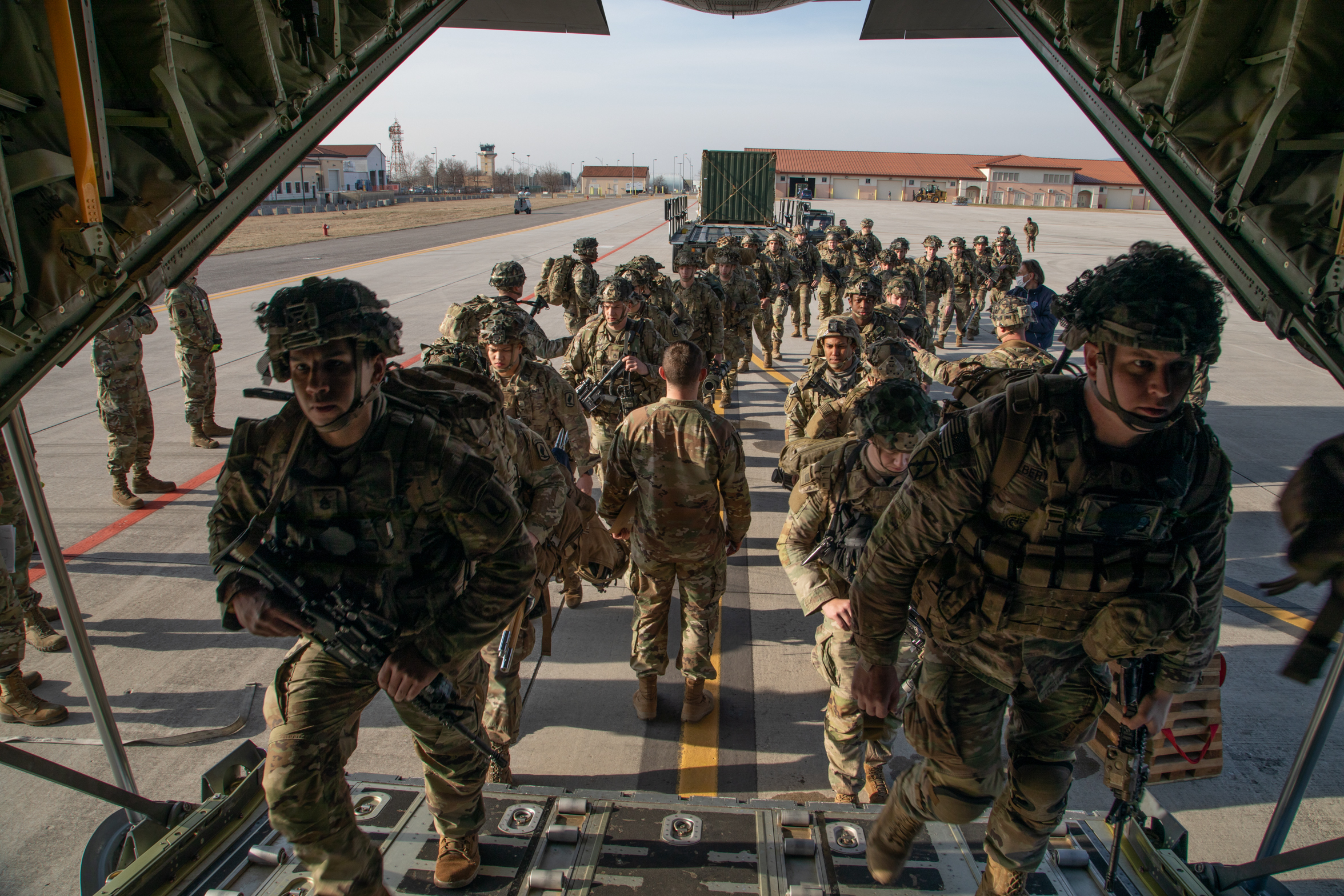
Verlegung eines Regiments des 173rd Airborne Brigade Combat Team von Italien nach Lettland am 24. Februar 2022
(Bildquelle: US-Streitkräfte)

Die an der NATO Enhanced Forward Presence Battlegroup teilnehmenden Staaten verstärkten im Februar 2022 ihre Kontingente.
US-Präsident Biden kündigte am 24. Februar an, dass weitere Luft- und Bodentruppen zur Ostflanke der NATO geschickt werden. Er wiederholte, dass US-Truppen sich nicht direkt am Konflikt in der Ukraine beteiligen werden. Sie seien in Osteuropa, um die NATO-Verbündeten zu verteidigen.
Am selben Tag wurden von der NATO, aus Sorge vor einer Ausbreitung des Konflikts auf Bündnispartner, die für Osteuropa vorhandenen Verteidigungspläne aktiviert und demgemäß Truppenteile in Bereitschaft versetzt. Am 25. Februar wurde die NATO Response Force durch den Supreme Allied Commander Europe Tod D. Wolters zum ersten Mal in ihrer Geschichte aktiviert. Die aus Land-, Luft- und Seeeinheiten bestehende Truppe soll die Ostflanke des NATO-Bündnisgebiets schützen und verstärken. Den Beschluss dazu hatten die Regierungschefs der NATO-Mitgliedstaaten am Morgen gefasst.
Nach dem russischen Angriff auf die Ukraine verlegten die USA bis zum 7. März ca. 7.000 weitere Soldaten nach Europa und verstärkten damit die US-Truppen in Europa auf rund 100.000 Soldaten. In der zweiten Märzwoche verlegten die USA auf Bitten Polens zwei Patriot-Flugabwehrraketensysteme nach Polen. Am 10. März 2022 begann in Norwegen die lange vor Kriegsbeginn geplante NATO-Übung Cold Response, an der 30.000 Soldaten teilnahmen. Das Angebot der NATO an Russland, einen Beobachter zu der Übung zu schicken, lehnte Russland dankend ab. Mitte März verlegte Deutschland mindestens ein Patriot-Raketenabwehrsystem in die Slowakei, während das Vereinigte Königreich sich zur Verlegung eines Luftverteidigungssystems des Typs Sky Sabre nach Polen entschloss. Auf einem NATO-Gipfel am 24. März verständigten sich die NATO-Mitglieder auf die Entsendung und Stationierung vier zusätzlicher „Battlegroups“ in die Slowakei, nach Ungarn, Bulgarien und Rumänien. Aus Sorge vor dem Einsatz von Massenvernichtungswaffen durch Russland wurden zudem ABC-Abwehrmaßnahmen aktiviert. Am 19. Mai waren unter dem Kommando der NATO in Europa 42.000 Soldaten, 120 Kampfflugzeuge und mehr als 20 Schiffe in ständiger Alarmbereitschaft.

#### Verwundetenversorgung
Krankenhäuser in der EU nahmen im Rahmen des EU-Katastrophenschutzverfahrens ukrainische Verwundete auf. Bis März 2023 wurden mehr als 2.000 verletzte ukrainische Soldaten in Krankenhäusern der EU versorgt.

### Sanktionen
Am 22. Februar 2022 beschloss die Europäische Union erste Sanktionen. Die EU-Außenminister beschlossen außerdem umgehende Sanktionen für russische Personen, Organisationen und Banken sowie gegen alle 351 Mitglieder der Duma, die dem Antrag zur völkerrechtlichen Anerkennung der abtrünnigen Gebiete zugestimmt hatten. Nach den angeordneten Einreiseverboten, Kontensperrungen und Zugangsbeschränkungen zu europäischen Handels- und Finanzmärkten verhängte die EU-Kommission auch Handelsverbote mit russischen Staatsanleihen, mit denen Russland sonst den Konflikt finanzieren könnte.
Die Europäische Union kündigte am 24. Februar ein „scharfes Sanktionspaket“ gegen Russland an. Man werde russische Vermögen in der EU einfrieren. Russische Banken sollten keinen Zugang mehr zu den Finanzmärkten haben. Flugzeugteile, Halbleiter und Güter für die Energiewirtschaft werden nicht mehr nach Russland verkauft. In der Folge wurden mehrere russische Banken aus dem Zahlungssystem SWIFT ausgeschlossen. Russische Energielieferungen sind davon aus Gründen der Energiesicherheit und befürchteter wirtschaftlich-gesellschaftlicher Auswirkungen zunächst nicht betroffen, werden aber zumindest perspektivisch gefordert. Außerdem gaben die USA die Gründung einer transatlantischen Arbeitsgruppe, die die Vermögenswerte der sanktionierten russischen Unternehmen und Oligarchen aufspüren und einfrieren soll, bekannt. Des Weiteren sollen zusätzlich Sanktionen gegen die russische Zentralbank erfolgen. Am 25. und 26. Februar sperrten mehrere europäische Staaten, darunter das Vereinigte Königreich, Estland, Lettland, Litauen, Polen, Tschechien, Rumänien und Bulgarien, ihren Luftraum für russische Flugzeuge. Ab der Nacht zum 28. Februar war der Luftraum EU-weit für russische Luftfahrzeuge gesperrt. Die Sanktionen treffen nicht nur die in den Sanktionen genannten Warengruppen. Weltweit nahmen mehrere Transporteure keine Buchungen mehr nach Russland an und stornierten bestehende Buchungen. Bei Maersk werden nur noch Lebensmittel, medizinische und humanitäre Lieferungen transportiert.
Nach den Sanktionen vom 25. bis 28. Februar 2022 wurden in der Folge eine Reihe weiterer Sanktionspakete verkündet. Mehr als zwei Drittel der EU-Bürger befürworten einer im September 2022 veröffentlichten Umfrage der EU-Kommission zufolge sowohl die gegen Russland verhängten Sanktionen als auch die Waffen- und humanitären Hilfslieferungen an die Ukraine.

### Weitere
Die Washington Post berichtete, dass ukrainische Beamte mit Hilfe von Gesichtserkennungssoftware des US-Technologieunternehmens Clearview AI über 8.600 getötete russische Soldaten per Gesichtserkennung untersucht haben. Die Scans dienten teilweise der Identifizierung von Leichen und der Kontaktaufnahme mit Familienangehörigen in Russland. Bis Mitte April 2022 konnten die Familien von 582 Russen informiert werden. Ziele der Maßnahme sind, innerhalb Russlands aufzuklären, Soldaten zu entmutigen und ein Ende des Kriegs zu beschleunigen.

## Politische Reaktionen

### Ehemalige Sowjetrepubliken

#### Ukraine

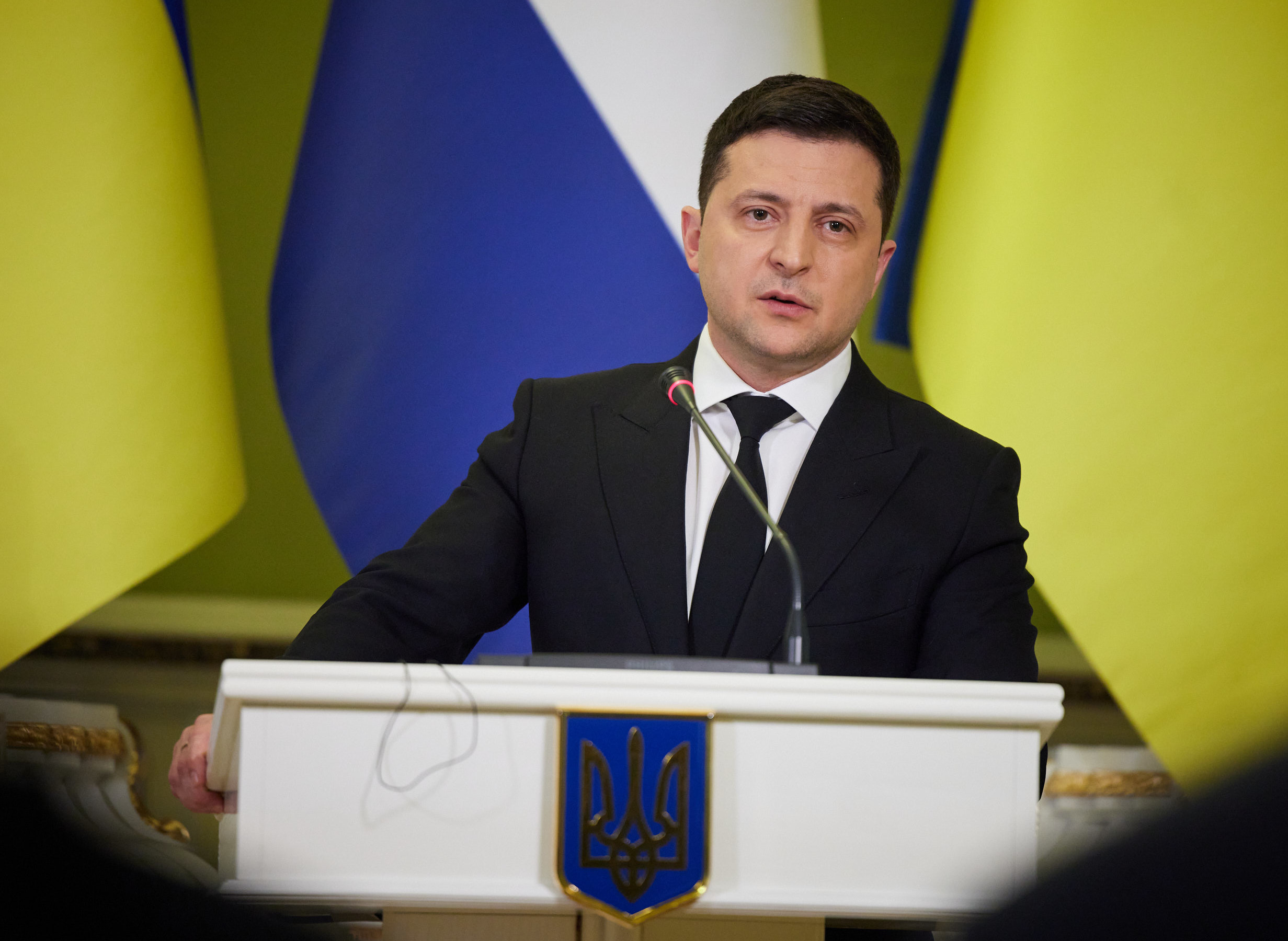
Wolodymyr Selenskyj am 2. Februar 2022

Der ukrainische Präsident Wolodymyr Selenskyj gilt als ein „Hauptziel für russische Aggressionen“. Ein Angebot der USA, den Präsidenten aus Kiew in Sicherheit zu bringen, lehnte dieser ab. Für seinen Satz „Ich brauche Munition, keine Mitfahrgelegenheit“ erhielt er im März den Axel Springer Award. Nach Angaben aus seinem Umfeld hat Selenskyj diesen Satz jedoch nie so gesagt.
Am 28. Februar unterzeichnete Selenskyj einen Beitrittsantrag seines Landes zur Europäischen Union. Am 1. März hielten Selenskyj und der Präsident der Werchowna Rada, Ruslan Stefantschuk, eine per Video übertragene Rede von Kiew aus an das Europäische Parlament, in der sie weitere Unterstützung forderten.
In der ersten Kriegswoche bat der ukrainische Außenminister Dmytro Kuleba seinen chinesischen Amtskollegen Wang Yi um diplomatische Vermittlung im Konflikt. Die Volksrepublik China signalisierte daraufhin eine grundsätzliche Bereitschaft.

#### Kasachstan
Kasachstan hatte schon vor dem Beginn des Überfalls am 24. Februar 2022 die Anerkennung der Souveränität der Volksrepubliken Lugansk und Donezk abgelehnt. Die kasachische Regierung verweigerte am 25. Februar Russland die Entsendung eigener Soldaten in die Ukraine, obwohl russische Truppen im Rahmen der OVKS im Januar dabei geholfen hatten, Proteste in Kasachstan zu bekämpfen.
Der kasachische Staatspräsident Qassym-Schomart Toqajew verweigerte jegliche verbale Unterstützung für Moskau, vielmehr bekräftigte er wiederholt: „Die territoriale Integrität eines Staates muss unveräußerlich sein.“ Auch sprach er entgegen der russischen Sprachregelung von einem „großen Krieg“. Nach der von Putin im September 2022 verkündeten Teilmobilmachung sicherte Toqajew allen nach Kasachstan geflohenen russischen Staatsbürgern Schutz zu.
Vor dem Hintergrund vieler Geflüchteter aus Russland meldete die staatliche kasachische Nachrichtenagentur Kazinform am 17. Januar 2023 unter Berufung auf ein Gesetz, das am 27. Januar 2023 in Kraft treten soll, die Verschärfung der Einreise- und Aufenthaltsbestimmungen für Ausländer aus der von Russland geführten Eurasischen Wirtschaftsunion. Diese dürften sich ohne Visum künftig nur noch maximal 90 Tage pro Halbjahr in Kasachstan aufhalten.

#### Kirgisistan
Nach dem russischen Überfall auf die Ukraine blieb Kirgisistan politisch weitgehend neutral. In einem Telefonat mit Wladimir Putin soll der Präsident Sadyr Dschaparow seine Unterstützung für die Invasion bekundet haben. Russische Propaganda ist weitverbreitet, Kanäle wie Rossija 1 oder Perwy kanal laufen im Fernsehen und erzielen hohe Einschaltquoten. Das Land ist ein beliebtes Ziel bei Russen, die der Rekrutierung entkommen wollen, allerdings sind Länder wie Kasachstan oder Georgien beliebter. Die kirgisische Polizei soll Druck auf Russen ausüben, wenn diese sich kritisch über den Krieg äußern. Vor dem Krieg arbeiteten viele Kirgisen im Ausland, vorwiegend in Russland. Einige von ihnen wurden rekrutiert, es sollen schon mehrere im Krieg gestorben sein. Deshalb wurde davor gewarnt, nach Russland auszuwandern.

#### Georgien
Vor der Invasion galt Georgien, das 2008 in einen Krieg mit Russland verwickelt war und dessen Territorien Südossetien und Abchasien seitdem von Russland als unabhängig anerkannt werden, als enger außenpolitischer Partner der Ukraine. Die Regierung um Premierminister Irakli Gharibaschwili verurteilte den Angriff, verhängte aber keine Sanktionen gegen Russland, woraufhin tausende Georgier für ihren Rücktritt demonstrierten. Der Parteivorsitzende der georgischen Regierungspartei Georgischer Traum, Irakli Kobachidse, warf der Ukraine im Oktober 2022 vor, Georgien zum Öffnen einer „zweiten Front“ gegen Russland zu drängen.

### Westliche Staaten

#### Deutschland

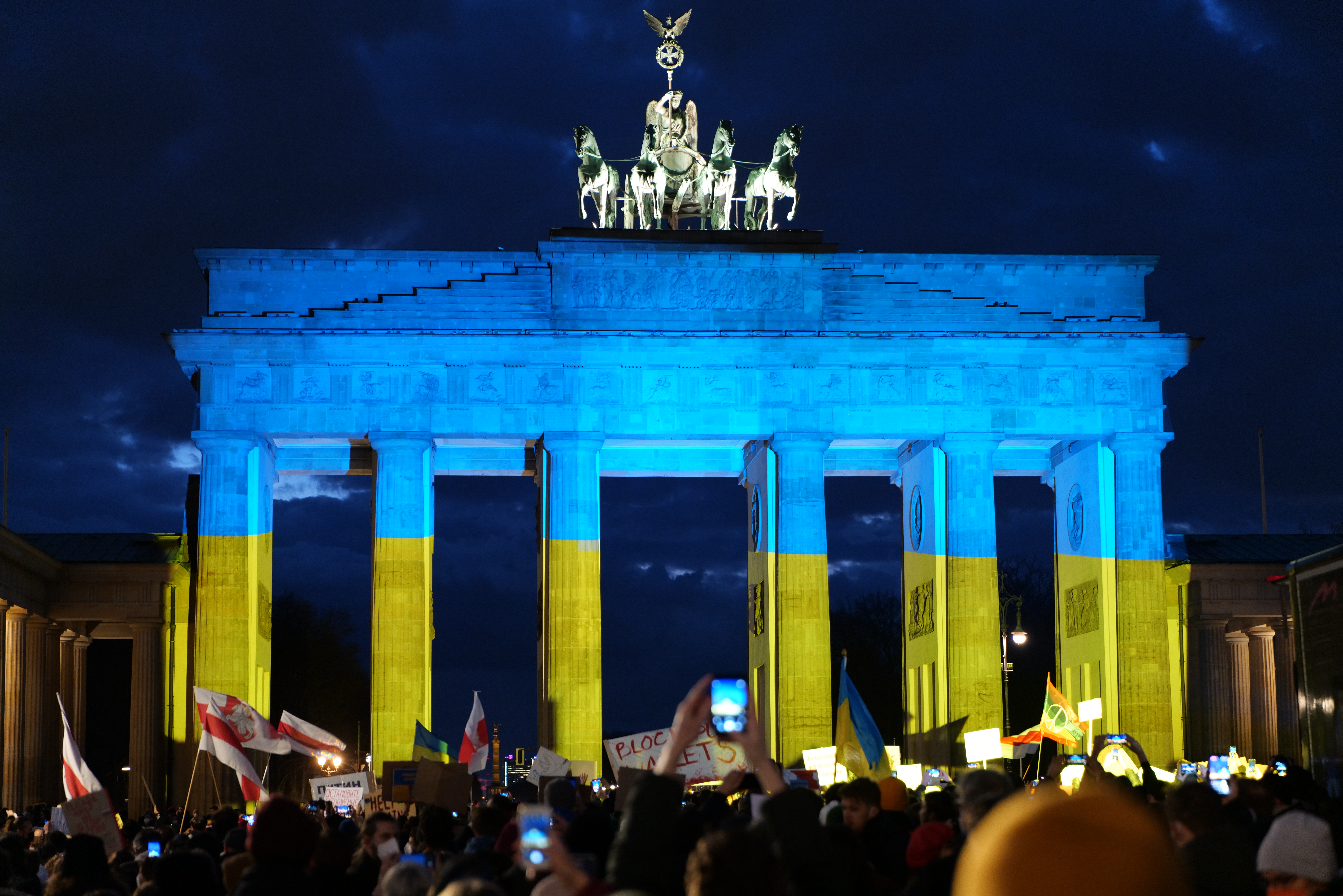
Das Brandenburger Tor am 24. Februar 2022, angestrahlt in den Nationalfarben der Ukraine

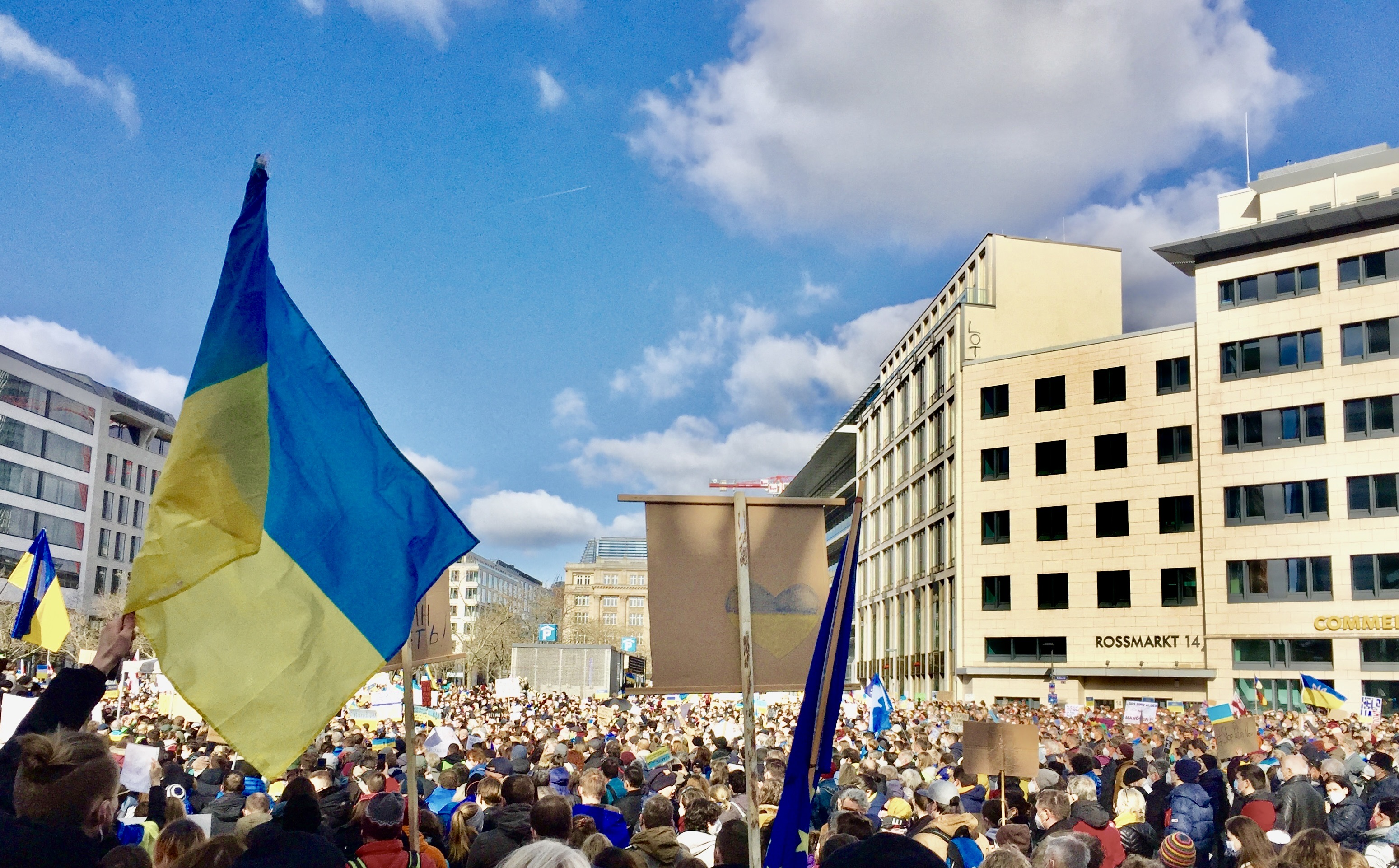
Kundgebung in Frankfurt am Main, 26. Februar 2022

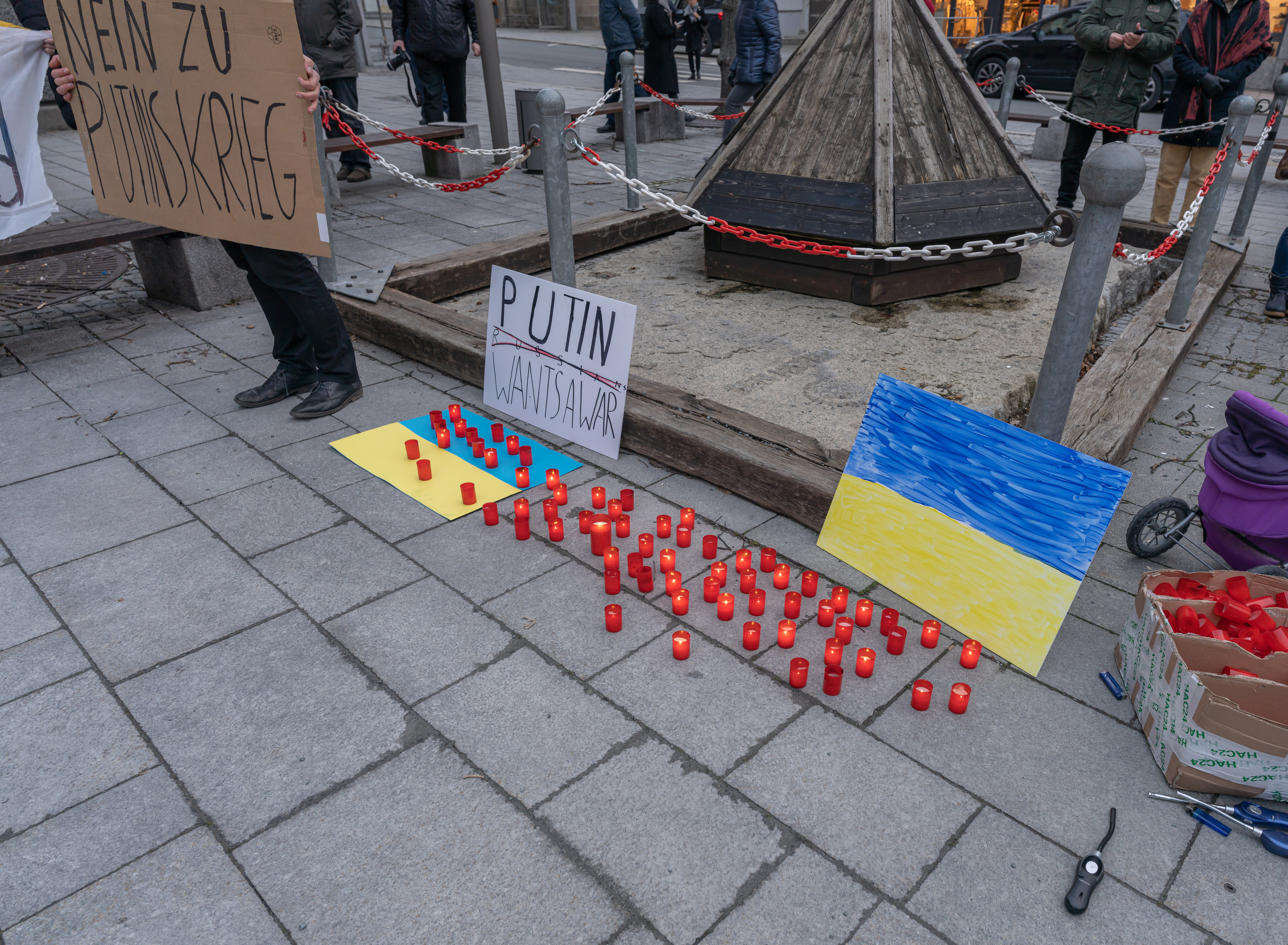
Gedenkkerzen in Hof für die Opfer des Überfalls

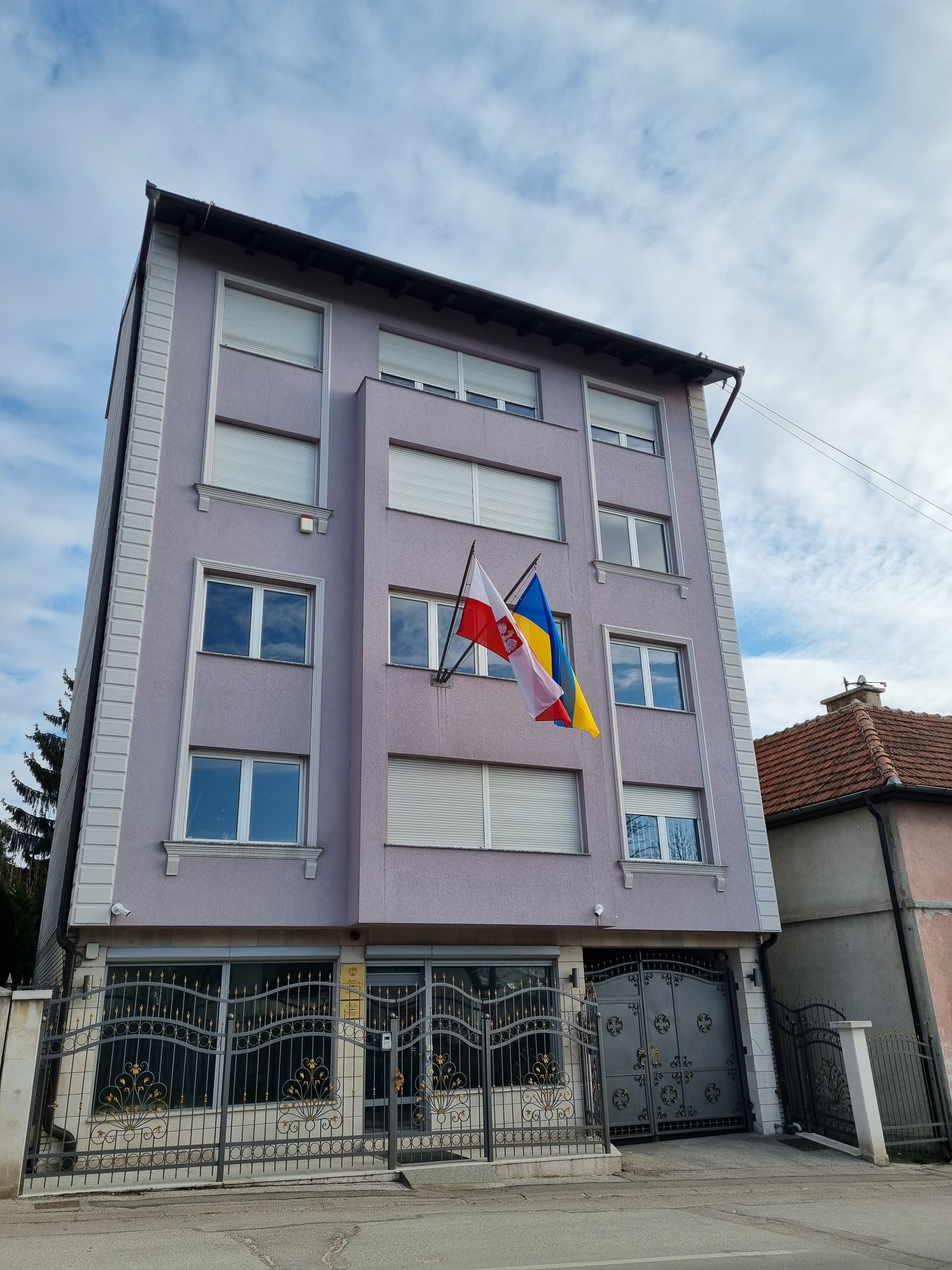
Polnische und ukrainische Fahnen an der Botschaft der Republik Polen in Sarajevo

Bundesaußenministerin Annalena Baerbock äußerte am 23. Februar 2022 (dem Tag vor dem Beginn des Überfalls), Putin habe das Gegenteil von dem gesagt, was er eine Woche zuvor behauptet hatte. Er habe das Minsker Abkommen einseitig „zertrümmert“. Russland solle seine Eskalationsschritte zurücknehmen. Nach dem Beginn des Einmarschs warf sie Putin „vollkommen entgrenztes Agieren“ vor. Nach den Treffen mit Putin und Außenminister Lawrow in Moskau müsse nun gesagt werden: „Wir wurden eiskalt belogen. Der Kanzler wurde belogen, ich vom russischen Außenminister, die gesamte internationale Gemeinschaft.“
In seiner Zeitenwende-Rede auf einer Sondersitzung des Deutschen Bundestages am 27. Februar 2022 erklärte Bundeskanzler Olaf Scholz: „Wir erleben eine Zeitenwende. Und das bedeutet: Die Welt danach ist nicht mehr dieselbe wie die Welt davor.“
Bis zum Beginn des russischen Überfalls hatte Deutschland eine nach dem Zweiten Weltkrieg eingeführte Politik verfolgt, an kriegführende Staaten keine todbringende Militärtechnik zu liefern. Als Reaktion auf den Überfall beendete Deutschland diese Politik – es liefert seitdem Waffen an die Ukraine und erlaubt Drittstaaten, in Deutschland hergestellte Waffen dorthin zu liefern (siehe Deutscher Rüstungsexport). Der russische Überfall auf die Ukraine führte zu weiteren bedeutenden Positionswechseln, die andere Staaten schon lange gefordert hatten, worauf Deutschland aber nicht eingegangen war: So stoppte Deutschland das Projekt Nord Stream 2 und gab bekannt, seinen Verteidigungshaushalt auf über zwei Prozent des Bruttoinlandsprodukts zu erhöhen. Mit der Erhöhung des Verteidigungshaushalts kündigte Bundeskanzler Olaf Scholz die Schaffung eines Sondervermögens für die Bundeswehr in Höhe von etwa 100 Milliarden Euro an.
Der bisherige außenpolitische Ansatz der Wirtschaftskooperation, zivilgesellschaftlicher Beziehungen sowie des politischen Dialogs mit Russland gilt als gescheitert; Außenpolitik und Sicherheitspolitik wurden neu ausgerichtet.
Am 11. Juni 2024 hielt Selenskyj eine Rede im Deutschen Bundestag, in der er erneut für die Unterstützung der Ukraine und die Aufnahme ukrainischer Flüchtlinge dankte. Er richtete sich auch an den Westen und bestärkte eine baldige Beendigung des Krieges.

#### Weitere westliche Staaten
Die G7 zeigten sich geschlossen und verurteilten die russische Invasion als „eine schwerwiegende Verletzung des Völkerrechts und einen schweren Verstoß gegen die Charta der Vereinten Nationen“. Alle Mitglieder erklärten, Wirtschafts- und Finanzsanktionen zu verhängen.
US-Präsident Biden nannte Russlands Vorgehen einen „unprovozierten und ungerechtfertigten Angriff durch die russischen Streitkräfte […] Die Welt wird Russland zur Rechenschaft ziehen.“ Er versprach der Ukraine Unterstützung. In der Folge des Geschehens in der Ukraine wiesen die USA am 28. Februar zwölf Diplomaten der russischen Botschaft aus. Die als Gefahr für die Sicherheit der Vereinigten Staaten bezeichneten Botschaftsmitarbeiter mussten das Land binnen einer Woche verlassen.
Auch NATO-Staaten, die engere Beziehungen mit Russland pflegten, verurteilten die russische Anerkennung der ostukrainischen „Volksrepubliken“ und den russischen Überfall, darunter die Türkei und Ungarn. Der für seine Russlandnähe bekannte tschechische Präsident Miloš Zeman verurteilte die „unprovozierte Aggression“ Russlands gegen die Ukraine, sprach sich für Sanktionen anstatt nur Worte aus und fügte mit Blick auf Wladimir Putin an: „Der Verrückte muss isoliert werden“.
Eine Reihe westeuropäischer Spitzenpolitiker fuhren zu Solidaritätsbesuchen nach Kiew. Wegen der russischen Luftüberlegenheit in der Ukraine nutzten sie dazu in der Regel die ukrainische Eisenbahn, die dafür einen Sonderzug mit Salon- und Schlafwagen zur Verfügung stellte. Den Beginn machten am 15. März 2022 die Ministerpräsidenten von Polen (Mateusz Morawiecki), Slowenien (Janez Janša) und Tschechien (Petr Fiala), die von Przemyśl aus in die Ukraine fuhren. Es folgten am 7. April die EU-Kommissionspräsidentin Ursula von der Leyen zusammen mit dem Ministerpräsidenten der Slowakei, Eduard Heger, und am 9. April 2022 der britische Premierminister Boris Johnson.
Laut dem Wall Street Journal glaubt innerhalb der NATO (Stand Februar 2023) „niemand“ daran, dass die Ukraine die verlorenen Gebiete vollständig zurückerobern kann.
Finnland
Finnland stellte als Reaktion auf den Überfall einen Antrag auf Aufnahme in die NATO und wurde im April 2023 offiziell aufgenommen.
Auf Weisung des finnischen Verkehrsministers hat die finnische Eisenbahn (VR) den Personenverkehr nach Russland am 28. März 2022 komplett eingestellt. Der Güterverkehr soll stufenweise heruntergefahren werden. Bereits ab dem 27. März 2022 hat die VR Güterzüge aus Russland einige Tage lang nicht mehr angenommen.
Schweden
Unter dem Eindruck einer veränderten Bedrohungslage beantragte Schweden neben Finnland 2022 seine Aufnahme in die NATO. Schweden trat im März 2024 der NATO bei.
Aufgrund der Kontakte von Vertretern der russisch-orthodoxen Kirche (RUK) in Schweden zu Mitarbeitern russischer Nachrichten- und Sicherheitsdienste sowie des Vorwurfs, die RUK würde Gelder aus Russland erhalten und die russische Position im Ukrainekrieg unterstützen, erhält die Kirche im Jahr 2024 keine Gelder vom schwedischen Staat.
Schweiz
Die Schweiz verurteilte die russische Aggression nicht nur diplomatisch, sondern zusätzlich mit einer Erklärung beider Parlamentskammern. In einem in diesem Umfang einmaligen Schritt schloss sie sich den EU-Sanktionen an, der Bundespräsident erklärte: «Einem Aggressor in die Hände zu spielen, ist nicht neutral.» Die Aufnahme von Verletzten aus der Ukraine wurde, wegen der mit der Neutralität der Schweiz verbundenen anschließenden Internierungspflicht der kombattanten Patienten bis Kriegsende, abgelehnt. Im September 2022 suspendierte der Schweizer Bundesrat, wie kurz zuvor die Europäische Union, das Visumerleichterungsabkommen mit Russland.

### Türkei
Der türkische Staatspräsident Recep Tayyip Erdoğan nannte die Anerkennung der beiden Volksrepubliken Donezk und Lugansk „inakzeptabel“. Das Außenministerium wertete sie als „klare Verletzung der politischen Einheit und territorialen Integrität der Ukraine“.
Nach einem Treffen mit Putin am Rande einer Konferenz im usbekischen Samarkand sagte Erdoğan im September 2022 dem US-Fernsehsender PBS, Voraussetzung für einen Frieden in der Ukraine sei, dass Russland alle eroberten Gebiete räume, einschließlich der seit 2014 besetzten Krim. Er fügte hinzu: „Das wird erwartet. Das wird gewünscht.“

### VR China
Die Volksrepublik China erklärte zunächst Verständnis für Russland und dessen „Sicherheitsbedenken“. Laut Tagesschau befürchtet China, dass Sanktionen gegen Russland zu steigenden Rohstoffpreisen führen. Außerdem sei die Ukraine ein Transitland für Chinas neue Seidenstraße, ein System von Landwegen in Richtung Westen. Am 26. Februar sagte der chinesische UNO-Botschafter Zhang im Sicherheitsrat, der Konflikt sei an einem Punkt angelangt, den man nicht sehen wolle. Die Souveränität und territoriale Integrität aller Staaten müssten respektiert werden. Diese allgemeine Formulierung geht allerdings – laut Angela Stanzel absichtlich – nicht auf den Einzelfall der Ukraine ein. Am 7. März erklärte der chinesische Außenminister Wang Yi, dass China und Russland „ihre strategische Entschlossenheit aufrechterhalten und die umfassende kooperative Partnerschaft in der neuen Ära vorantreiben“. China bezeichnete seine Position auch als „neutral“ und unterstützte Friedensaufrufe. Außerdem verwahrte sich China gegenüber Druck von außen und bewertete die eigene Position als eigenständig, objektiv und fair. Nach Angela Stanzel orientierte sich die chinesische Rhetorik allerdings an russischen Narrativen; eine Verurteilung des Krieges erfolgte nur äußerst zurückhaltend. Zudem werden in den sozialen Medien Kommentare, die sich mit den ukrainischen Positionen solidarisieren, zensiert, während russlandfreundliche Kommentare von den Zensoren unbehelligt bleiben.
Russlands Ukraine-Krieg hat mit zunehmender Dauer immer stärkere globale Folgen – darunter Hunger und Destabilisierung in Weltteilen, in denen China wirtschaftliche Expansion sucht oder geopolitische Projekte verfolgt.
Die chinesische Wirtschaft hielt sich in ihren Grundlinien an einige der westlichen Sanktionen; der russische Markt ist für sie wirtschaftlich weniger wichtig als der Westen.
Präsident Xi Jinping sagte bei einem Treffen mit Putin am 17. September 2022, dass Peking „Besorgnisse“ im Zusammenhang mit dem Krieg habe.
Die VR China veröffentlichte am 24. Februar 2023 zwölf Punkte zur friedlichen Beilegung der Ukrainekrise: 1) Respekt vor der Souveränität aller Länder gemäß der UN-Charta; 2) Abwendung von der Mentalität des Kalten Krieges; 3) Beruhigung der Feindseligkeiten; 4) Förderung friedlicher Gespräche; 5) Lösungen für die humanitäre Krise; 6) Schutz für Zivilisten und Kriegsgefangene; 7) Sicherung von Atomkraftwerken; 8) Reduktion nuklearer Risiken durch Langstreckenwaffen; 9) Erleichterung von Getreideausfuhren; 10) Beendigung einseitiger Sanktionen; 11) Aufrechterhaltung der Lieferketten für industrielle und Unterstützungsprodukte; 12) Förderung des Wiederaufbaus nach Beendigung des Konflikts. Diplomatisch spielt China an der Seite Russlands eine wichtige Rolle im Umgang mit dem Ukraine-Krieg. Einige Beobachter sehen Potenzial für eine Verhandlungslösung in dem Zwölf-Punkte-Plan, andere lesen darin eher Pekings Absicht, sein Image aufzupolieren. Im Mai 2023 entsandte die VR China mit dem Ex-Botschafter und ehemaligen Vize-Außenminister Li Hui einen Sondergesandten in die Ukraine, nach Deutschland, Frankreich, Polen und Russland, wo dieser Gespräche über eine politische Lösung des Krieges führte.
Im Juli 2023 wurde durch Recherchen der japanischen Zeitung Nikkei Asia bekannt, dass China zwischen Dezember 2022 und April 2023 mehr als 37 Drohnen im Wert von etwa 100.000 Euro nach Russland geliefert hatte. In den Zollunterlagen zu diesen Lieferungen wurde unter anderem vermerkt: „zur Verwendung im Rahmen der Sonder-Militäroperation“. Dem Bericht zufolge hat China bis Mai 2023 insgesamt mehr als 30.000 Drohnen an Russland geliefert. Laut New York Times belief sich der Gesamtwert der Drohnenlieferungen bis März 2023 auf 12 Millionen US-Dollar.
Chinesische Firmen liefern Motoren für Drohnen, in den Zolldokumenten als „industrielle Kühleinheiten“ getarnt.

### Indien
Indiens Regierung hielt sich bedeckt. Premierminister Narendra Modi erklärte direkt nach Kriegsbeginn nur: „Die Welt erlebt derzeit eine Zeit des Aufruhrs, und Indien muss in solchen Zeiten nicht nur für sich selbst, sondern für die gesamte Menschheit stärker sein.“ Indien bezieht einen Großteil seiner Waffen aus Russland.
Laut einer Meldung von Reuters vom 18. Juni 2022 hat Indien in der Zeit vom 27. Mai bis zum 16. Juni 2022 seine Einfuhr von Kohle und Öl aus Russland gegenüber dem entsprechenden Vorjahreszeitraum beträchtlich gesteigert: Kohle um mehr als das 6-Fache auf 331,17 Millionen US-Dollar und Öl um mehr als das 31-Fache auf 2,22 Milliarden US-Dollar. Russische Lieferanten gewähren indischen Abnehmern einen Rabatt von bis zu 30 Prozent. Berichten zufolge seien die russischen Händler bei den Zahlungsmodalitäten sehr großzügig und akzeptierten Zahlungen in indischen Rupien oder Dirham (Vereinigte Arabische Emirate). Diese Volumina sind im Vergleich zu den Gesamtausfuhren Russlands unbedeutend.
Indiens Premierminister Narendra Modi sagte dem russischen Präsidenten am 17. September 2022: „Die heutige Zeit ist keine Zeit für Krieg.“

### Iran
Der Iran werde Russland, wie der Nationale Sicherheitsberater von US-Präsident Biden, Jake Sullivan, am 11. Juli 2022 mitteilte, „Hunderte“ Drohnen für den Angriffskrieg gegen die Ukraine liefern, darunter auch waffenfähige Drohnen. Es sei im Juli 2022 unklar gewesen, ob schon Lieferungen erfolgt seien. Irans Außenminister Hussein Amirabdollahian dementierte dies wenige Tage später, bestätigte es dennoch im November 2022 mit der Behauptung, Drohnen seien „vor dem Krieg“ geliefert worden.
Im Oktober 2022 waren iranische Drohnenspezialisten auf der Krim tätig. Nach Angaben der US-Regierung waren die ersten iranischen Drohnen im August in Russland eingetroffen. Die britische Regierung verhängte daraufhin am 20. Oktober Sanktionen gegen den Iran. Auch die USA und die Europäische Union sowie die Schweiz bereiteten wegen der Drohnenangriffe auf die Ukraine zusätzliche Sanktionen gegen den Iran vor. Nach einem Bericht der Washington Post steht die Lieferung iranischer Raketen mit einer Reichweite von bis zu 700 km an Russland bevor, laut Reuters wurde die Vereinbarung dazu am 6. Oktober abgeschlossen.

### Israel
Israel hatte im Vorfeld gute Beziehungen sowohl zur Ukraine als auch zu Russland; Israels Regierungschef Bennett versuchte zunächst zu vermitteln. Beim Werben um stärkere Parteinahme und zur Lieferung von Raketenabwehr vor dem israelischen Parlament verglich Selenskyj Israels Bedrohung durch seine Nachbarn mit der Lage der Ukraine. Eine Anlehnung des ukrainischen Präsidenten an den Zweiten Weltkrieg – er hatte auf das erklärte Ziel Russlands der Vernichtung der Ukraine hingewiesen und darauf, dass in Russland dieselben Formulierungen zur Auslöschung gebraucht würden, wie sie von den Nationalsozialisten verwendet worden waren – stieß teils auf Kritik. Israel beteiligt sich bislang nicht an den Wirtschaftssanktionen gegen Russland. Im Februar 2023 äußerte sich der nunmehr ehemalige Regierungschef Bennett in einem knapp fünfstündigen Interview über seinen Vermittlungsversuch in den ersten Kriegsmonaten. Er habe damals eine 50:50-Chance auf einen Waffenstillstand gesehen. Auf eine Nachfrage, ob der Westen einen möglichen Waffenstillstand verhindert habe, antwortete Bennett: „Grundsätzlich ja“. Er sei sich allerdings unsicher, ob ein Waffenstillstand auf der damals gefundenen Basis aus heutiger Sicht überhaupt wünschenswert gewesen wäre, ohnehin seien ab dem Bekanntwerden der russischen Kriegsverbrechen in Butscha Verhandlungen über einen Waffenstillstand nicht mehr möglich gewesen.

### Serbien
Serbiens Präsident Aleksandar Vučić erklärte, dass Serbien die territoriale Integrität der Ukraine unterstütze, sich westlichen Sanktionen gegen Russland aber nicht anschließen werde.

### Nordkorea
Nordkorea bot Russland im Jahr 2022 an, 10.000 nordkoreanische „Freiwillige“ zur Beteiligung an dem Angriffskrieg gegen die Ukraine zu entsenden. Im Jahr 2023 wurden nach US-amerikanischen Regierungsangaben mehr als 1.000 Container mit Militärausrüstung aus Nordkorea nach Russland verschifft. Ab 2023 hat Nordkorea nach Informationen westlicher Geheimdienste etwa 3 Millionen Artilleriegranaten pro Jahr an Russland geliefert. Nach US-amerikanischen Geheimdiensterkenntnissen setzte Russland auch ballistische Raketen aus Nordkorea gegen die Ukraine ein.
Laut ntv und dem österreichischen Militäroffizier Markus Reisner erhielten die russischen Streitkräfte im Jahr 2024 in zwei Lieferungen jeweils drei Millionen Artilleriegranaten aus Nordkorea.
Im Juni 2024 wurde eine strategische Partnerschaft mit militärischem Beistand im Angriffsfall entworfen. Die Duma ratifizierte den Vertrag im Oktober desselben Jahres.
Im Oktober 2024 entsandte Nordkorea nach Informationen von Geheimdiensten aus Südkorea, den USA und der Ukraine zwischen 1.500 und 12.000 Soldaten nach Russland oder entschied dies zu tun, um Russland im Kampf gegen die Ukraine zu unterstützen. Dem südkoreanischen Geheimdienst NIS zufolge wurden die nordkoreanischen Soldaten in Russland mit gefälschten russischen Pässen bzw. Identitäten und Uniformen ausgestattet. Südkorea sieht in der Ankunft nordkoreanischer Soldaten im Krieg einen Bruch zahlreicher Sanktionen des UN-Sicherheitsrats gegen Nordkorea durch Russland. Die ukrainische Regierung berichtete dem UN-Sicherheitsrat Ende Oktober, dass nach ihren Erkenntnissen etwa 500 Offiziere (darunter mindestens drei Generäle) unter den nordkoreanischen Soldaten seien. Dem UN-Sicherheitsrat wurde außerdem seitens der Ukraine mitgeteilt, dass mindestens fünf nordkoreanische Brigaden (jeweils etwa 2.000 bis 3.000 Soldaten) den russischen Streitkräften unterstellt bzw. in diese eingegliedert werden sollen. Nach Erkenntnissen des US-Verteidigungsministeriums waren Ende Oktober 10.000 nordkoreanische Soldaten in der umkämpften Grenzregion Kursk angekommen. Laut Einschätzung von Simon Gauseweg (Jurist mit Spezialisierung auf Völkerrecht, Europarecht und ausländisches Verfassungsrecht) ist es – Stand Oktober 2024 – fraglich, ob es sich bei Nordkoreas Unterstützung Russlands um eine direkte Kriegs- oder Konfliktbeteiligung handelt bzw. ob Nordkorea zur Kriegspartei im Russisch-Ukrainischen Krieg wurde, wenn die nordkoreanischen Soldaten unter russischem Kommando und in russischen Uniformen in den Krieg zogen.
Laut einer an der Hankuk University of Foreign Studies durchgeführten Studie hat Nordkorea im Verlauf des Russland-Ukraine-Kriegs bis Oktober 2024 Waffen im Wert von bis zu 5,5 Milliarden US-Dollar an Russland geliefert. Im November 2024 erhielt Russland knapp 50 schwere Artilleriegeschütze des Typs M-1978 Koksan, eine Selbstfahrlafette der nordkoreanischen Armee sowie knapp 20 Mehrfachraketenwerfer aus Nordkorea.

### Weitere Staaten
Kuba warb für eine diplomatische Lösung des Konflikts. Es behauptete, an der Invasion seien eindeutig der Westen und die NATO schuld; sie würden Russlands Sicherheit gefährden. Bei der Abstimmung in der UN-Vollversammlung zur Verurteilung der Invasion enthielt Kuba sich der Stimme. Tage zuvor hatte Russland die Stundung von Kubas Auslandsschulden angekündigt.
Japan – als G7-Mitglied – setzte wie angekündigt Sanktionen um. Für Halbleiter wurde eine Ausfuhrbeschränkung eingeführt, russische Vermögen wurden eingefroren und bestimmte russische Bürger erhalten kein Visum mehr.
Südkorea schloss sich den Sanktionen an.
Pakistans Premierminister Imran Khan drückte bei seinem Treffen mit Putin am 24. Februar 2022 sein „Bedauern“ darüber aus, dass ein militärischer Konflikt nicht abgewendet werden konnte.
Indonesien und Singapur verurteilten die russische Gewalt, ebenso Brasilien, Kenia, Ghana und Gabun.
Afrika droht durch den Konflikt eine Steigerung der Treibstoff- und Getreidepreise. Kenia fürchtet um seine Tee-Exporte nach Russland. Die Regierung Nigerias erklärte, dass ihre Bürger in der Ukraine selbst für ihre Sicherheit verantwortlich seien. Über 4.000 Nigerianer studieren derzeit in der Ukraine und bilden damit die fünftgrößte Gruppe von Ausländern in dem Staat. Der nigerianische Botschafter in der Ukraine war zu dem Zeitpunkt bereits aus dem Land geflohen. In der Ukraine leben außerdem 8.000 Studenten aus Marokko, 3.500 aus Ägypten und über 1.000 aus Ghana.
Südafrika hielt zum ersten Jahrestag des Einmarschs gemeinsam mit Russland Flottenübungen ab. Die größte Oppositionspartei Democratic Alliance kritisierte die Politik der südafrikanischen Regierung und erklärte: „Es wird immer deutlicher, dass sich die südafrikanische Regierung offen auf die Seite Russlands stellt.“

### Supranationale Organisationen

#### Vereinte Nationen
Im UNO-Sicherheitsrat scheiterte am 25. Februar 2022 die Resolution 2623, in der der russische Einmarsch in die Ukraine kritisiert wurde, am Veto Russlands. China, Indien und die Vereinigten Arabischen Emirate enthielten sich, während die anderen elf Mitglieder dafür stimmten. Die Resolution war zuvor abgeschwächt worden, um noch mehr Gegenstimmen vorzubeugen. So wurde beispielsweise das Wort „verurteilen“ durch „bedauern“ ersetzt.
| Dafür | Dagegen            | Enthaltung                                              |
| --- | ------------------ | ------------------------------------------------------- |
| Albanien Brasilien Frankreich Gabun Ghana Irland Kenia Mexiko Norwegen Vereinigtes Königreich Vereinigte Staaten | Russland (Vorsitz) | Volksrepublik China Indien Vereinigte Arabische Emirate |

Am Sonntag, den 27. Februar 2022, trat der UNO-Sicherheitsrat erneut zusammen, um über eine Verweisung des Themas an die UN-Vollversammlung abzustimmen. In der Abstimmung votierten elf Staaten mit „Ja“, drei (Indien, VR China, Vereinigte Arabische Emirate) enthielten sich und Russland votierte dagegen. Nötig war eine Mehrheit von neun Stimmen. Es wurde erwartet, dass die am 28. Februar 2022 beginnende Dringlichkeitssitzung der Generalversammlung, erst die elfte seit Bestehen der UNO, mehrere Tage lang beraten wird. Am 28. Februar 2022 brachten mehr als 90 Staaten, darunter Deutschland, Österreich und die Schweiz, einen Entwurf zur Beschlussfassung in die Vollversammlung der Vereinten Nationen ein. In dem Entwurf wurde die russische Invasion der Ukraine verurteilt und festgestellt, dass eventuelle territoriale Änderungen infolge der Invasion nicht anerkannt würden. Ebenso wurden die Angriffe der russischen Streitkräfte auf zivile Ziele in der Ukraine und die erhöhte Einsatzbereitschaft der russischen Nuklearstreitkräfte verurteilt. In der Abstimmung am 2. März 2022 stimmten 141 Mitglieder der UNO für den Resolutionsentwurf ES-11/1. 35 Staaten enthielten sich, 5 stimmten gegen die Resolution: Russland, Belarus, Syrien, Eritrea und Nordkorea. 12 Staaten, die meisten davon aus Afrika, nahmen nicht an der Abstimmung teil. Die nicht völkerrechtlich bindende Resolution, für deren Annahme eine Zweidrittelmehrheit der abgegebenen Stimmen notwendig war, „fordert, dass die Russische Föderation unverzüglich ihre Gewaltanwendung gegen die Ukraine einstellt und von jeder weiteren rechtswidrigen Androhung oder Anwendung von Gewalt gegen einen Mitgliedstaat absieht“.

Abstimmungsverhalten in der UN-Generalversammlung am 2. März zur Verurteilung der Invasion in die Ukraine
Dafür
Dagegen
Enthaltung
Abwesend
Kein Mitglied

Weil Russlands Außenminister Lawrow aufgrund der EU-Luftraumsperren für russische Flugzeuge am 1. März 2022 nicht persönlich vor dem UN-Menschenrechtsrat in Genf sprechen konnte, wurde seine Ansprache per Video übertragen. Mehr als 140 Diplomaten boykottierten diese Rede durch das Verlassen des Sitzungssaals. Nur Vertreter einiger weniger Staaten, darunter Jemen, Syrien, Venezuela und Tunesien, blieben im Saal.
Russland wurde damit wie nie zuvor in der UNO global isoliert. Gleichwohl wurde Deutschland bei diplomatischen Vorbereitungen der Generalversammlung mitunter Doppelmoral beispielsweise im Hinblick auf andere Militärinterventionen vorgehalten.
Am 7. April 2022 entschieden die Mitgliedstaaten der Vereinten Nationen (Generalversammlung), Russlands Mitgliedschaft im UN-Menschenrechtsrat zu suspendieren. 93 Mitglieder stimmten dafür, 24 dagegen, 58 enthielten sich.
Am 12. Oktober 2022 verurteilten 143/195 Mitgliedsstaaten der Vereinten Nationen (Vollversammlung) die Annexion der ukrainischen Oblaste Cherson, Saporischschja, Donezk und Luhansk durch die Russische Föderation. Es gab fünf Gegenstimmen aus Belarus, Nicaragua, Nordkorea, Russland und Syrien. Unter 35 Enthaltungen waren auch die Voten aus Brasilien, China, Indien und mehreren Staaten Afrikas und des Mittleren Ostens. In der Aussprache wurde nicht nur die besondere Verantwortung der Russischen Föderation – als ständiges Mitglied des UNO-Sicherheitsrats und Atommacht – für den Frieden in der Welt, sondern auch die Verbindlichkeit der Charta der Vereinten Nationen hervorgehoben. Neben der nach Möglichkeit umfassenden Abrüstung im Nuklearbereich wurde die vollständige Ächtung und Vernichtung biologischer und chemischer Waffen sowie aller Landminen, Streumunition und unbemannter Waffensysteme gefordert. Eine strukturelle Veränderung des Sicherheitsrates der Vereinten Nationen und multilaterales Handeln gelten in vielen Ländern als friedensfördernd. Die Integrität des eigenen Territoriums und die Unverletzlichkeit der Grenzen wurden durchgängig betont, die Förderung von Bildung, Gesundheit und nachhaltiger Entwicklung praktisch einvernehmlich gefordert, das Veto Russlands bei der 10. Überprüfungskonferenz für den Atomwaffensperrvertrag im August 2022 fast von allen verurteilt. Als latente Konfliktherde wurden in der Aussprache Israel, Palästina und der Iran, Nord- und Südkorea, China und Taiwan, Ruanda und Kongo, Indien und Pakistan sowie weitere Staaten und Gegenden, deren Bevölkerung aus verschiedenen Ethnien besteht, deutlich.
Am 23. Februar 2023 forderten 141 von 195 Mitgliedsstaaten der Vereinten Nationen (Vollversammlung) die Russische Föderation auf, den Krieg in der Ukraine zu beenden und alle bewaffneten Kräfte gemäß der UN-Charta vom Territorium der Ukraine zurückzuziehen. Dagegen stimmten sieben Länder (Belarus, Nordkorea, Eritrea, Mali, Nicaragua, Russland, Syrien), 32 enthielten sich, darunter China, Indien und Pakistan. Dabei berief sich die UNO-Vollversammlung auf die Resolution 377A(V) von 1950, die wegen der Handlungsunfähigkeit des UNO-Sicherheitsrats anzuwenden sei. Es gab zwei Eingaben zur Abänderung des Wortlauts der Resolution durch Belarus.
Vom 21. Februar bis 1. März 2023 traf sich, diesmal im Auftrag der 77. Vollversammlung der UNO, der Unterausschuss des Sicherheitsrats zur Bekräftigung der Durchsetzung der UN-Charta zu seiner alljährlichen Aussprache. Mit großer Mehrheit wurde der Einmarsch der Russischen Föderation in die Ukraine verurteilt. Besonders die humanitären und wirtschaftlichen Folgen von Sanktionen für Dritte wurden immer wieder hervorgehoben. Die Eingangsstatements vom 21. Februar 2023, darunter die der Europäischen Union und ihrer Beitrittskandidaten sowie des Irans als Sprecher der bündnisfreien Staaten, unterschieden für den Reformprozess der UNO und die Bekräftigung der UN-Charta, insbesondere angesichts des Ukrainekriegs, unterschiedliche Schwerpunkte. Viele Länder befürworteten eine Stärkung regionaler Befriedungen von regionalen Konflikten, andere wünschten eine Beibehaltung oder sogar Stärkung der Sanktionsgewalt des Sicherheitsrats zu Lasten von Sanktionen durch einzelne Länder oder Bündnisse. Auch die Zusammensetzung des Sicherheitsrates und sein mögliches Eingreifen in die Kompetenzen anderer UN-Organe wurden kritisiert. Belarus und die Russische Föderation schlugen am 24. Februar 2023 vor, den Einmarsch in der Ukraine durch den Internationalen Gerichtshof in Den Haag dahingehend begutachten zu lassen, ob er mit der UN-Charta vereinbar ist.
Am 24. Februar 2025, dem dritten Jahrestag des Kriegsbeginns, stimmte die Delegation Russlands zusammen mit den Delegationen der Vereinigten Staaten, Israels, Ungarns, Nordkoreas, Syriens, Nicaraguas, Sudans und 10 weiterer Staaten in der UN-Generalversammlung gegen eine Resolution, die den Rückzug der russischen Armee aus der Ukraine forderte. Die Resolution wurde aber mit der erforderlichen Zweidrittelmehrheit angenommen, weil die Delegationen von 93 Staaten (darunter die Türkei, Japan und Australien) dafür stimmten; die Delegationen von 65 Staaten (darunter China und Südafrika) enthielten sich.

#### Europarat
Der Europarat – in dem Russland seit 1996 Mitglied war – setzte die russische Vertretung im Ministerrat und in der Parlamentarischen Versammlung am 25. Februar 2022 aus. Der von Russland entsandte Richter am Europäischen Gerichtshof für Menschenrechte bleibt hingegen im Amt. Am 15. März erklärte Russland seinen Austritt aus dem Europarat, am Folgetag schloss das Ministerkomitee des Europarats Russland endgültig aus.
Auf einem Gipfeltreffen im Mai 2023 beschloss der Europarat die Errichtung eines sog. Schadensregisters mit Sitz in Den Haag. Darin sollen Informationen und Beweise über Schäden, Verluste und Verletzungen dokumentiert werden, die Personen, Einrichtungen oder der ukrainische Staat seit dem 24. Februar 2022 durch russische Angriffe erlitten haben. Ziel ist ein Entschädigungsmechanismus, der beispielsweise durch Inanspruchnahme russischen Auslandsvermögens die volle Wiedergutmachung für die Opfer der russischen Aggression gewährleistet.

#### Europäische Union
Bereits am 16. Dezember 2021 hatte das EU-Parlament u. a. den großangelegten Aufmarsch russischer Streitkräfte an der Grenze zur Ukraine verurteilt und sämtliche diesbezüglichen Rechtfertigungen Russlands zurückgewiesen.
In seiner Entschließung vom 1. März 2022 zu Russlands Aggression gegen die Ukraine verurteilte das Europäische Parlament den völkerrechtswidrigen Einmarsch Russlands in die Ukraine auf das Schärfste und forderte die Organe der EU auf, darauf hinzuwirken, dass die Ukraine den Status eines EU-Bewerberlandes erhält. Weiterhin begrüßten die Abgeordneten, dass die EU rasch Sanktionen ergriffen hatte, und befanden darüber hinaus, dass einige davon auch für Belarus gelten sollten. Befürwortet wurden u. a. auch eine schnellere Lieferung von Verteidigungswaffen an die Ukraine und eine engere nachrichtendienstliche Zusammenarbeit der EU mit der Ukraine. Für die Entschließung stimmten 637 und dagegen 13 Abgeordnete, darunter die aus der Republik Lettland entsandte Tatjana Ždanoka (Die Grünen/Europäische Freie Allianz).
Auf eine Staatenbeschwerde der Ukraine forderte der Europäische Gerichtshof für Menschenrechte (EGMR) am 1. März 2022 die russische Regierung auf, militärische Angriffe auf Zivilisten und zivile Objekte wie Schulen und Krankenhäuser sowie medizinisches Hilfspersonal zu unterlassen.
Am 3. März 2022 beschloss der Rat für Justiz und Inneres den „Fall eines Massenzustroms von Vertriebenen“ nach Art. 5 der Richtlinie 2001/55/EG (Massenzustrom-Richtlinie) vom 20. Juli 2001, die nun erstmals zur Anwendung kommt. Die ukrainischen Flüchtlinge genießen danach vorübergehenden Schutz in den Mitgliedstaaten durch Gewährung eines entsprechenden Aufenthaltstitels. Am 28. Februar 2022 hatte das Europäische Parlament in einem Entschließungsantrag die Mitgliedstaaten dazu aufgefordert, diesen Vorschlag zu billigen.

#### Bank für Internationalen Zahlungsausgleich
Nach Beginn des Angriffskrieges schloss die Bank für Internationalen Zahlungsausgleich die Zentralbank der Russischen Föderation am 10. März 2022 von allen Treffen und Dienstleistungen aus.

## Gesellschaftliche Reaktionen

### Proteste in der Zivilbevölkerung

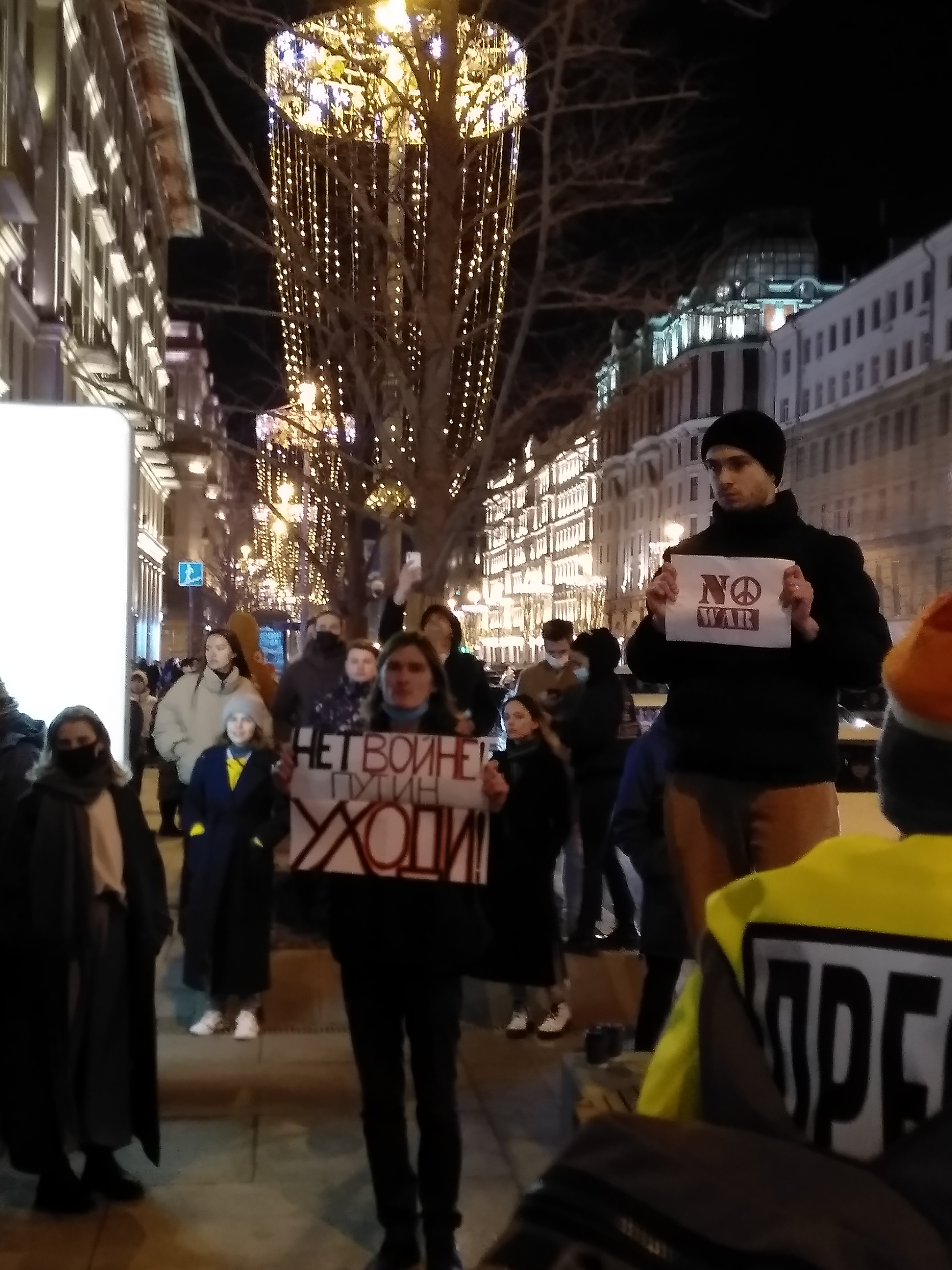
Protestkundgebung am 24. Februar in Moskau, russische Plakataufschrift: „Nein zum Krieg! Putin verschwinde!“

Im Mai 2022 trat Boris Bondarew, ein Diplomat bei der russischen UNO-Vertretung in Genf, von seinem Posten zurück. Er erhielt Asyl in der Schweiz.
Ab dem Tag des Überfalls gab es in zahlreichen Städten Russlands Protestkundgebungen, bei denen allein am ersten Tag mehr als 1.700 Personen festgenommen wurden (davon 957 in Moskau). Auch außerhalb Russlands fanden in zahlreichen Städten Großkundgebungen gegen die russische Invasion statt.
Der Protest in Russland wurde brutal unterdrückt und es wurden ab Anfang März willkürlich anwendbare und vermutlich verfassungswidrige Gesetze erlassen. Am 8. Juli wurde dadurch ein lokaler Parlamentsabgeordneter Moskaus, Alexei Gorinow, wegen angeblicher Kritik an den russischen Streitkräften zu sieben Jahren Gefängnis verurteilt, weil er in einer Sitzung über Kinderfeste Zurückhaltung üben wollte und darauf hingewiesen hatte, dass in der Ukraine Kinder stürben. Die Gesetze unterbinden so nicht nur Demonstrationen, sondern jegliche angeblich kritischen Äußerungen durch die Androhung von Höchststrafen. Neun Ermittler hätten einige wenige Sätze wie unter dem Mikroskop untersucht, um seine „geheimen Gedanken“ zu entschlüsseln, mokierte sich Gorinow in seinem Schlusswort vor Gericht. Die NZZ nannte es das glasklar politische Verdikt einer Diktatur. Der Journalist Michail Fischman nannte das Urteil „stalinistisch“.
Der Protest in Russland wurde leise und subtil; „die Menschen protestierten im Flüsterton“, schrieb die Nowaja gaseta.

### Auswanderung aus Russland
Infolge des Angriffskriegs wanderten laut einem am 10. März 2022 veröffentlichten Bericht des US-amerikanischen Senders NPR zwischen 100.000 und 200.000 Russen aus, darunter Wissenschaftler, Gründer und IT-Fachkräfte. Allein nach Georgien emigrierten bzw. flohen nach Angaben des dortigen Innenministers im März 30.000 Russen. Nach Armenien wanderten nach einer Schätzung des armenischen Wirtschaftsministers etwa 43.000 Russen aus. Der russische Digitalisierungsminister Maxut Schadajew räumte Ende 2022 ein, dass circa 100.000 russische IT-Spezialisten nach Beginn des Angriffskriegs das Land verlassen hatten.
Um die Talentabwanderung zu stoppen, verfügte Russland höhere Löhne, und es wurde die Wehrpflicht für IT-Fachkräfte zeitweise ausgesetzt. Allgemein wollte Russland von April bis Juni 2022 134.500 Männer zwischen 18 und 27 Jahren einberufen. Im März 2022 erhielten 553.000 Menschen in Russland einen Reisepass, das waren 36 % mehr als im Februar.
Im Verlauf des Jahres 2022 verabschiedete die russische Regierung mehrere Gesetze, die faktisch jede aktive Tätigkeit russischer Bürger im Ausland kriminalisieren. Dies umfasst auch Kontakte zu lokalen und internationalen Organisationen, die bei einer Auswanderung unvermeidlich sind. Da Urteile auch in Abwesenheit der Angeklagten ausgesprochen werden, bedeutet dies unter Umständen eine sofortige Verhaftung bei der Rückkehr nach Russland.
Nach Angaben der Internetzeitung Meduza, die sich auf Zahlen des russischen Geheimdienstes FSB beruft, reisten nach der am 21. September 2022 ausgerufenen Teilmobilmachung in Russland innerhalb von vier Tagen (bis zum 24. September) 261.000 Männer aus Russland aus. Nach Angaben der europäischen Grenzschutzagentur Frontex reisten vom 21. bis zum 26. September 2022 fast 66.000 russische Staatsbürger in die Europäische Union ein. Die kasachische Migrationsbehörde vermeldete am 27. September die Einreise von etwa 98.000 russischen Staatsbürgern nach dem 20. September. Bereits vor der Teilmobilmachung hatten Russlands Nachbarländer Estland, Lettland, Litauen und Polen (zum 19. September 2022) die Einreisebestimmungen für Russen verschärft: Einfache Schengen-Visa sollten nicht mehr für die Einreise ausreichen. Auch Finnland kündigte Verschärfungen an. Asylanträge wegen drohender Einberufung wurden in der EU restriktiv behandelt.
In Deutschland werden Visa-Anträge aus Russland sehr restriktiv gehandhabt; im Jahr 2022 stellten 2.851 russische Staatsbürger dort einen Erstantrag auf Asyl.
Nachdem Russland im September 2022 hohe Strafen für Fahnenflüchtige in Kraft gesetzt hatte, kündigte Selenskyj an, dass russische Soldaten, die sich freiwillig in Kriegsgefangenschaft begeben, zivilisiert behandelt würden und dass auch Wege gefunden würden, sie nicht gegen ihren Willen in einen Gefangenenaustausch einzubeziehen. Bis Februar 2023 sind innerhalb eines Jahres zwischen 500.000 und ca. eine Million Menschen aus Russland ausgewandert.

### Unterstützung für Putin bzw. den russischen Einmarsch

#### Außerhalb Russlands
Anders als die weltweiten Proteste, die sich gegen den russischen Einmarsch richteten, bekundeten etwa zehntausend Menschen in Serbiens Hauptstadt Belgrad am 4. März ihre Unterstützung für den russischen Einmarsch in die Ukraine. Auch aus der Querdenker-Szene und der Community der Russlanddeutschen gibt es teilweise Zustimmung. Antiamerikanisch eingestellte Internetnutzer aus dem chinesischen und auch arabischen Raum verlautbarten ebenfalls prorussische Statements.
In Deutschland ist die Unterstützung des russischen Einmarsches als Billigung eines Angriffskrieges nach § 140 Nr. 2 StGB i. V. mit § 138 Abs. 1 Nr. 5 StGB und § 13 VStGB strafbar. Die Strafbarkeit könnte schon dann vorliegen, wenn man ein „Z“ auf sein Auto klebt.
Siehe auch: Prorussische Proteste zum russischen Überfall auf die Ukraine 2022

#### In Russland
Durch den russischen Überfall auf die Ukraine erlebte Russland einen „Denunziationsrekord“. Im ersten Halbjahr 2022 verzeichnete eine russische Behörde insgesamt 145.000 Denunziationen. Damit stieg die Zahl solcher Beschuldigungen in Russland um 25 Prozent gegenüber dem entsprechenden Vorjahreszeitraum an.
Umfragen ermittelten zu Beginn (Februar/März) eine mehrheitliche Zustimmung der russischen Bevölkerung zum Überfall (71 % laut Radio Liberty, 59 % laut Washington Post, 58 % laut Russian Field). Unter jüngeren Menschen war die Zustimmung allgemein niedriger als unter älteren. Laut einer in Russland durchgeführten und im April 2022 veröffentlichten repräsentativen Umfrage des Lewada-Zentrums, des laut Spiegel „einzigen unabhängigen Meinungsforschungsinstituts in Russland“, sprachen sich 81 Prozent der Befragten „definitiv“ oder „eher“ für das „Vorgehen“ der russischen Streitkräfte in der Ukraine aus. 14 Prozent lehnten eine Unterstützung ab, die übrigen 6 Prozent blieben unentschieden. Gaben 51 Prozent der Befragten „Stolz“ als dominierendes Gefühl in Bezug auf die „militärische Operation“ an, beschrieben es 12 Prozent für sich persönlich als „Schock“. In der Altersgruppe zwischen 18 und 24 Jahren lehnten 20 Prozent der Befragten das militärische Vorgehen Russlands ab, 71 Prozent stimmten ihm zu (Russian Field hatte hier nur 29 % ermittelt). In der Altersgruppe ab 55 Jahren befürworteten insgesamt 86 Prozent die „militärische Operation“. 42 Prozent aller Befragten glaubten, Russland habe seine „Spezialoperation“ gestartet, um die „russischsprachige Bevölkerung“ und „Zivilisten“ in der Ostukraine zu schützen. 25 Prozent der Befragten glaubten außerdem, so solle ein „Angriff auf Russland verhindert werden“.
Meinungsumfragen sagten in der sich etablierenden „Militärdiktatur“ nichts aus. 94 Prozent der Russen verweigerten die Antworten. Spezielle Fragestellungen und Doppelfragen ermöglichten dennoch Erkenntnisse.
Unter anderem aufgrund der vielen Rückeroberungen durch die Ukraine und spätestens seit den Ereignissen rund um die Mobilmachung im September wurde in westlichen Medien vielfach von einem Rückgang der Unterstützung der Bevölkerung berichtet. Anfang Dezember 2022 lag sie laut dem britischen Militärgeheimdienst nur noch bei einem Viertel. Laut Aussage des Leiters des Lewada-Zentrums Anfang März 2023 liegt die Unterstützung seit Kriegsbeginn allerdings durchgehend stabil bei 70–75 % – und das obwohl gleichzeitig über die Hälfte der Russen „eine Einstellung der Feindseligkeiten und die Aufnahme von Friedensverhandlungen“ wünscht.
Patriarch Kyrill I. der Russisch-Orthodoxen Kirche stellte sich nach dem Einmarsch auf die Seite des russischen Staats und legitimierte mit seiner geistlichen Autorität die „militärische Spezialoperation“ als Verteidigungskampf gegen die „Kräfte des Bösen“. In einer Predigt garantierte er jedem, der „in Ausübung seiner militärischen Pflicht“ stirbt, den Eintritt ins Himmelreich. Kyrills Predigten enthalten Thesen zur Rechtfertigung des Krieges, die auch von Putin verwendet werden: die These von der historischen Einheit der Russen und der Ukrainer, es gehe um die Verteidigung „traditioneller Werte“ und um die Verteidigung der Souveränität Russlands.
53 Prozent von Russian Field befragter Russen wollten im November 2024 Friedens-Verhandlungen. Hätte Putin ein Friedensabkommen unterzeichnet, hätten das 79 Prozent der befragten Russen im November 2024 unterstützt. Nur 13 Prozent hätten das kritisiert. Der Anteil der Befürworter der Fortsetzung der SWO war kleiner als zuvor während des Kriegs. Laut Lewada würden 72 Prozent eine Entscheidung Putins, „den Krieg in dieser Woche zu beenden“, unterstützen.

### In der Ukraine
Nachdem sich in einem digitalen Abstimmungsprozess eine Mehrheit von 6,5 Millionen Ukrainern für die Umbenennung von Straßen, deren Namen an russische und sowjetische Persönlichkeiten sowie an kommunistische Vordenker erinnern, ausgesprochen hatte, gab der Bürgermeister von Kiew, Vitali Klitschko, die Umbenennung von 95 solcher Kiewer Straßen und Plätze bekannt. Unter den entfernten Straßennamen sind auch solche mit Bezügen zu russischen Städten.

## Einordnungen

### Völkerrecht
Der Europäische Gerichtshof für Menschenrechte verpflichtete die Russische Föderation, militärische Angriffe gegen die Zivilbevölkerung und zivile Einrichtungen zu unterlassen. Der Internationale Gerichtshof sprach auf Antrag der Ukraine gegen Russland die einstweilige Anordnung aus, die militärischen Operationen gegen die Ukraine sofort zu beenden. Der Chefankläger des Internationalen Strafgerichtshofs eröffnete auf Antrag von 39 Mitgliedsländern des Römischen Statuts ein Ermittlungsverfahren im Zusammenhang mit möglichen Kriegsverbrechen, Verbrechen gegen die Menschlichkeit oder Völkermord auf dem Gebiet der Ukraine, betreffend den Zeitraum ab dem 21. November 2013. Am 2. März 2022 verabschiedete die Generalversammlung der Vereinten Nationen mit der überwältigenden Mehrheit von 141 Stimmen (73 % der stimmberechtigten Nationen, 78 % der abgegebenen Stimmen) die Resolution ES-11/1, die den Einmarsch in die Ukraine als Aggression auf das Schärfste missbilligt und Russland unter anderem zum sofortigen Rückzug seiner Truppen auffordert.
- Charta der Vereinten Nationen (UN-Charta): Bereits die Annexion der Krim 2014 und deren Aufnahme in die Russische Föderation verstießen gegen das Völkerrecht. Das wurde in der Resolution 68/262 der UN-Generalversammlung vom 27. März 2014 bestätigt. Weder das gegen demokratische Prinzipien verstoßende Aufnahme-Referendum noch die anschließende Unabhängigkeitserklärung waren völkerrechtlich legitimiert.[483] Die Anerkennung der separatistischen „Volksrepubliken“ in Donezk und Lugansk durch Russland hat die territoriale Integrität und die Souveränität der Ukraine verletzt.[484] Der russische Einmarsch in die Ukraine verletzt die Souveränität der Ukraine und das Gewaltverbot nach Art. 2, Nr. 4 der Charta der Vereinten Nationen.[485] Die Ukraine hat das Recht zur Selbstverteidigung nach Art. 51 der UN-Charta. Andere Staaten dürfen ihr gegen den Angriff auch ohne UN-Mandat Beistand leisten.[486]

- Internationaler Gerichtshof (IGH): Am 26. Februar 2022 reichte die Ukraine vor dem Internationalen Gerichtshof in Den Haag Klage gegen Russland ein. Die Klagepunkte beziehen sich auf die Auslegung, Anwendung und Erfüllung der Konvention über die Verhütung und Bestrafung des Völkermordes.[487][488] Russland betreibe Völkermord in der Ukraine und rechtfertige seine Invasion der Ukraine mit einem missbräuchlichen Völkermord-Vorwurf gegenüber der Ukraine.[489] Am 16. März 2022 ordnete der IGH vorläufig, aber völkerrechtlich bindend, an, dass Russland die militärische Gewalt sofort beenden müsse. Er hat allerdings keine Mittel, Russland dazu zu zwingen.[490] Die Entscheidung erging mit 13 zu 2 Stimmen; dagegen stimmten nur der russische Richter und die chinesische Richterin.[491] Das Urteil stellt im Punkt 2 klar, dass dies neben den regulären russischen Truppen explizit auch für andere Streitkräfte „unter seiner Kontrolle oder unterstützt von Moskau“ gilt, deren Einstellung der Feindseligkeiten Russland ebenfalls sicherzustellen habe.[492]

- Internationaler Strafgerichtshof (IStGH): Der Chefankläger des Internationalen Strafgerichtshofs, Karim Ahmad Khan, kündigte am 28. Februar 2022 die Einleitung von Ermittlungen gegen alle Kriegsparteien wegen möglicher Kriegsverbrechen und Verbrechen gegen die Menschlichkeit auf dem Territorium der Ukraine an.[493] Am 2. März 2022 wurden diese offiziell aufgenommen und mit der Erhebung von Beweismitteln begonnen. Russland erkennt das Gericht nicht an, sodass ein richterlicher Beschluss zu Ermittlungen gegen Russland notwendig ist. Die Ukraine akzeptiert die Zuständigkeit des Gerichts für Ermittlungen auf seinem Territorium für Verbrechen ab dem 21. November 2013.[493][494][495][496][497] Carla Del Ponte, eine Leiterin der Anklagebehörde des Internationalen Strafgerichtshofs für das ehemalige Jugoslawien und des Internationalen Strafgerichtshofs für Ruanda, forderte Anfang April 2022 vom Internationalen Strafgerichtshof die Ausstellung eines internationalen Haftbefehls gegen den russischen Präsidenten Wladimir Putin.[498] Im März 2023 erließ der IStGH zwei internationale Haftbefehle gegen Wladimir Putin und Maria Lwowa-Belowa (siehe Haftbefehl gegen Wladimir Putin).[499]

- Der Generalbundesanwalt beim Bundesgerichtshof (GBA): Der Generalbundesanwalt beim Bundesgerichtshof hat am 8. März 2022 von Amts wegen ein sogenanntes Strukturermittlungsverfahren eingeleitet, um mögliche Kriegsverbrechen in der Ukraine aufzuklären.[500] Unter anderem geht es dabei um verbotene Methoden der Kriegsführung, wie etwa den Einsatz von Streubomben.[501] Zur Verfolgung von bestimmten Tatbeständen des Völkerstrafrechts sind nach dem Weltrechtsprinzip deutsche Gerichte befugt, auch wenn die Tat im Ausland begangen wurde und keinen Bezug zum Inland aufweist (§ 1, § 12 VStGB).[502]

### Sicherheitspolitik
UN-Generalsekretär António Guterres nannte den Krieg „eine der größten Herausforderungen für die internationale Ordnung und die globale Friedensarchitektur“ seit dem Zweiten Weltkrieg. Der deutsche Bundespräsident Frank-Walter Steinmeier sah ein Scheitern im bisherigen „Ansatz, Russland in eine gemeinsame Sicherheitsarchitektur einzubinden“. Insbesondere europäische Länder revidierten teils jahrzehntelange sicherheitspolitische Überzeugungen. Die Europäische Union griff das Konzept der EU-Eingreiftruppe wieder auf, Deutschland priorisierte im Rahmen der NATO-Mitgliedschaft Rüstungsausgaben und neutrale Staaten stellten ihren Status infrage. Die Schweizer Armee kämpft derweil mit großen Finanzierungsengpässen. Auch Länder außerhalb Europas, wie Japan oder Australien, forderten gemeinsame Anstrengungen und zeigten Bereitschaft, sich an diesen zu beteiligen. Johannes Plagemann vom German Institute for Global and Area Studies weist allerdings darauf hin, dass „die große Mehrzahl der Staaten […] in Asien, Afrika und Lateinamerika“ den Konflikt als „europäisches Problem“ einschätzen, in den sie vor allem nicht involviert werden wollen.
In einem Interview im März 2025 mit Sean Hannity von Fox News brachte US-Außenminister Marco Rubio die Sichtweise von Präsident Trump auf den Krieg zum Ausdruck, dass es sich um einen langwierigen, festgefahrenen Konflikt handele. Rubio bezeichnete den Krieg als einen Stellvertreterkrieg zwischen Atommächten – den die Ukraine unterstützenden Vereinigten Staaten und Russland – und erklärte, dass dieser Krieg zu einem Ende kommen müsse. Aus Sicht westlicher Vertreter kann die Annahme – dass es sich um einen Stellvertreterkrieg handelt – als russische Propaganda angesehen werden. Laut Erklärung des Kreml vom Donnerstag, 6. März 2025 stimmt die Aussage des US-Außenministers mit der Einschätzung des russischen Präsidenten Wladimir Putin überein.

### Historiker und Politikwissenschaftler

#### Kurzfristige Reaktionen nach dem Überfall
Der deutsche Politikwissenschaftler Herfried Münkler stellte fest, der Westen habe die Wirkung von Sanktionsdrohungen überschätzt. Wirtschaftliche Macht entfalte ihre Wirkung langsam, während militärische Macht in kürzester Zeit zerstören könne, was über Jahre aufgebaut wurde. Putins Kalkül sei offensichtlich gewesen, in einem raschen militärischen Schlag Fakten zu schaffen, um danach die Sanktionen des Westens auszusitzen; „nach einer kurzen Zeit missmutigen Grollens“ würde der Westen die geschaffenen Fakten akzeptieren. Die ukrainische Bevölkerung habe die russischen Truppen jedoch nicht als Befreier begrüßt. Auch der russische Journalist Alexei Wenediktow bestätigte die Erwartung der Verantwortlichen dieser Invasion, „mit Blumen begrüßt zu werden“. Die russische Journalistin Julija Leonidowna Latynina beschrieb, genau aufgrund Putins Sicht auf die Welt sei die „Spezialoperation“ geplant worden, die laute: Es gibt in der Ukraine ein Russland brüderlich liebendes Volk und es gibt Nazis, die mit Hilfe der Amerikaner die Macht ergriffen haben. Aufgrund dieser „Fakten“ sei der Einmarsch geplant worden, in der Erwartung, dass die Brüder die Befreier mit Blumen erwarteten. Der ganze Plan sei an zwei „unvorhergesehenen Hindernissen“ gescheitert, von denen eines das ukrainische Volk und das andere die ukrainische Armee sei. Der Schweizer Historiker und Politikwissenschaftler Jeronim Perović meinte, Putin habe sich während der COVID-19-Pandemie isoliert und „zusehends radikalisiert“, was auch der deutsche Politikwissenschaftler Dieter Ruloff so einschätzte: „Während dieser Krise sass er einsam im Kreml, umgeben einzig von ein paar Jasagern.“ Es sei tatsächlich „Putins Krieg“, weil davon auszugehen sei, dass kaum jemand anderer auf diese Entscheidung einen Einfluss hatte, so der Politikwissenschaftler Michael Staack. Gegenüber der BBC hatte Andrei Kortunow, Generaldirektor des Russian International Affairs Council (RIAC), der sich für Internationale Zusammenarbeit einsetzt, angegeben, dass der russische Plan offenbar von einer zweiwöchigen Operation ausgegangen sei. Der Krieg sei als Blitzkrieg geplant gewesen und diese Strategie sei gescheitert, so der Historiker Jörg Baberowski am 6. März 2022. Putin habe aus Gründen seines eigenen Machterhalts gar keine Alternative, als so lange weiter zu eskalieren, bis er Bedingungen stellen könne.
Philipp Ther nannte es besorgniserregend, dass der Krieg mit unrealistischen Zielen begonnen wurde; „wie kommt man dann aus diesem Krieg wieder raus?“ Laut dem Historiker Andreas Rödder zerstört Putin diese „regelbasierte internationale Ordnung, die auf der Herrschaft des Rechts statt auf dem Recht des Stärkeren beruht“. Der Journalist und Politikwissenschaftler Nikolas Busse hatte schon Ende 2021 in FAZ.net daran gezweifelt, dass Putin selbst an den Erfolg seiner wenig realistischen Forderung glaubte. „Die NATO-Staaten würden ihre Glaubwürdigkeit aufs Spiel setzen, wenn sie einem Dritten, noch dazu einem potentiellen Gegner, ein Vetorecht über den Beitritt zur Allianz und ihr militärisches Dispositiv zugestehen würden.“ Einen Tag vor dem Angriff erklärte der russische Historiker Nikita Petrow, dass es Putin nur um Machterhalt und die Manipulation des (eigenen) Volkes gehe. Putin sei durch die schwache Haltung des Westens schon im Kaukasuskrieg 2008 ermutigt worden. Der Unwille zum Krieg sei im Westen so tief verankert, dass man in dieselbe Falle wie 1938 getappt sei, als die europäischen Mächte Adolf Hitler die Sudetengebiete überließen. Münkler nannte den Angriff eine Zeitenwende: Vertrauen in eine regelgebundene und wertegestützte Weltordnung könnte fast nur mit der sehr unwahrscheinlichen Aburteilung Putins vor dem Internationalen Strafgerichtshof wegen des Führens eines Angriffskrieges wiederhergestellt werden. Olivier Roy erklärte, dass Putin durch den Angriff auf die Ukraine seine gesamte über 20 Jahre aufgebaute Soft Power verloren habe, die bis dahin für seine Rolle in der Weltpolitik entscheidend gewesen sei.

#### Während der Folgemonate
Der rumänische Historiker Armand Gosu erklärte im Mai 2022 in einem Interview, dass Russland sich „schon seit langem im Kriegszustand mit dem Westen“ befinde, nur dass dieser mit dem Überfall auf die Ukraine die Form eines konventionellen Kriegs angenommen habe.
Der Politologe Wladimir Pastuchow sah in einer der letzten Ausgaben der Nowaja gaseta, die am 23. März 2022 erschien, in Russland eine „totalitäre Matrix“ am Werk. Das russische Volk lebe innerhalb dieser Matrix, die sich von Epoche zu Epoche reproduziere und von den in Russland kursierenden Ideen erzeugt werde. Ein „Gebräu […] aus Kommunismus, Orthodoxie, Nationalismus, Imperialismus, Mystizismus“ bilde die Grundlage von Putins Herrschaft. Pastuchow vermutet, „dass die erdrückende Mehrheit der Umgebung des Präsidenten tatsächlich“ mit dem „Virus“ des Hypernationalismus „infiziert ist und das, was wir beobachten, keine Verstellung, kein Zynismus ist, sondern eine Art kollektive Ekstase der Mitglieder eines semireligiösen Ordens“. Pastuchow sieht seine einzige Hoffnung darin, dass der entstandene „emotionale Flächenbrand“ des Kriegs in der Ukraine „nicht ewig andauern“ könne. Das Risiko, dass der Überfall auf die Ukraine in einen Atomkrieg einmünden könnte, schätzte Pastuchow mit den Worten ein: „Könnte natürlich auch sein, dass da jemand kollektiven Selbstmord begehen will, dann kann man ihn schlecht davon abhalten, aber Selbstmörder bauen keine Paläste.“
Der Historiker und Spezialist für russische Geschichte Orlando Figes kennt kaum ein Land, „in dem Geschichte und Mythos so ineinander übergehen“. Im Spiegel-Gespräch zieht er Parallelen zwischen Putin und Zar Nikolaus I. Dieser habe zur Abwehr der seinerzeitigen revolutionären Freiheitsbewegungen in Russland wie im europäischen Ausland einen Dreiklang aus Autokratie, Orthodoxie und Nationalismus entwickelt, eine starke Zensur angeordnet und harte Strafen gegen die Dekabristen wie gegen alle Regimegegner verhängt. Die womöglich deutlichste Parallele: Dieser Zar zog im Krimkrieg „gegen fast ganz Europa in den Krieg, um russische Prinzipien zu verteidigen“. Als Nationalstaat im westlichen Sinne habe Russland nie bestanden, sei vielmehr immer ein Imperium gewesen, seit in der Mitte des 16. Jahrhunderts das Wort vom „Sammeln der russischen Erde“ aufkam. Für Figes handelt es sich beim russischen Krieg in der Ukraine vor allem um Landraub: „Russland will eine Landbrücke zur Krim.“ In der langen gemeinsamen Geschichte von Russen und Ukrainern seien die Ukrainer, wie Geschichtsbücher aus dem 19. Jahrhundert zeigten, als minderwertig angesehen worden, als die „kleinen Russen“ (für die es auch mancherlei Schimpfwörter gibt) im Gegensatz zu den „großen Russen“ Russlands. Putin habe in seinem Aufsatz Zur historischen Einheit von Russen und Ukrainern diesem Verhältnis noch einen „neuen Dreh“ gegeben, indem er ausführte, dass die „kleinen Russen“ jedes Mal, wenn sie sich aus der Umarmung der „großen Russen“ hätten lösen wollen, feindlichen Mächten in die Hände gefallen seien: den Polen und Schweden im 17. Jahrhundert, den Österreichern im 19. Jahrhundert, den Deutschen im Ersten und im Zweiten Weltkrieg, zuletzt eben der NATO. Dieser Lesart nach könne Putin die Ukraine nicht gehen lassen, weil der Westen sie gegen Russland instrumentalisieren werde.
Agnieszka Graff und Elżbieta Korolczuk betonen die Rolle der traditionellen Geschlechter- und Sexualitätsnormen sowie die Angst vor westlichen Werten, wie einem liberalen Umgang mit Homosexualität und Transgender, die in der russischen Bevölkerung erfolgreich durch staatliche und kirchliche Anti-Gender-Rhetorik verbreitet worden sei. Die Invasion sei schließlich auch als Abwehr gegen eine angebliche „kulturelle Kolonisierung“ inszeniert worden, der der Osten durch die westlichen Werte ausgesetzt sei, was die Akzeptanz in der Bevölkerung für den Angriffskrieg erhöht habe.

#### Nach einem Jahr Krieg
Ein Jahr nach dem Beginn des russischen Angriffskriegs fand Herfried Münkler in einem Beitrag für den Spiegel, man habe es inzwischen mit einem „Erschöpfungskrieg“ zu tun, aus dem derzeit nur „Erschöpfungsverhandlungen“ resultieren könnten. „Keine Seite rückt von ihren Maximalforderungen ab, solange sie darauf setzen kann, im weiteren Fortgang ihre Position zu verbessern.“ Die Ermattungsstrategie ziele darauf, die Zeit zur strategischen Ressource zu machen. Bewegung komme in die festgefahrene Lage erst, wenn die Seite mit den weiterreichenden Zielen (per definitionem der Angreifer) „einsieht, dass sie diese Ziele nicht oder nur zu einem für sie unbezahlbaren Preis erreichen kann“. Als Aufgabe des Westens sieht es Münkler, die Ukraine im Erschöpfungskrieg mit Waffen und Munition durchhaltefähig zu machen. Die Ukraine könne westlicherseits zu Verhandlungen vermutlich nur bewogen werden durch Sicherheitsgarantien, „die sicherstellen, dass die russische Seite, sollte sie nach einiger Zeit den Krieg wieder eröffnen, es mit stärkeren Kräften als nur denen der Ukraine zu tun hätte“.
Ebenfalls im Februar 2023 wies der US-Historiker Timothy Snyder im Spiegel-Gespräch darauf hin, was die Ukrainer mit ihrem Widerstand gegen den russischen Überfall bewirkt hätten. Wäre die Ukraine, wie von Putin wohl erwartet, binnen drei Tagen gefallen, „würden wir uns heute fragen, warum Diktaturen besser funktionieren als Demokratien, oder was wir tun würden, wenn Chinesen und Russen die Welt regieren sollten“. Hätten die Ukrainer der russischen Armee nicht widerstanden, wäre in Deutschland kein Jahr Zeit gewesen, über Zeitenwende und Panzerlieferungen zu diskutieren. „Der Zusammenhalt des Westens hängt davon ab, dass die Ukrainer gewinnen.“ Der ukrainische Widerstand habe die Wahrscheinlichkeit eines Atomkriegs „für die nächsten Jahrzehnte minimiert“. Eine NATO-Russland-Konfrontation erscheint Snyder angesichts der sich unterdessen abzeichnenden Kräfteverhältnisse sehr unwahrscheinlich.
Die Historikerin Marci Shore, die sich als amerikanische Jüdin bezeichnet, erwog im Umfeld des Jahrestags der russischen Ukraine-Invasion Alternativen des Kriegsausgangs: „Die realpolitische Fantasie, Teile der ukrainischen Bevölkerung unter russischer Besatzung zu belassen, ist nicht tragbarer als die Vorstellung, man hätte Teile der jüdischen Bevölkerung unter Nazi-Besatzung lassen können.“ Politstrategen dächten an ein Opfern von Land. Dagegen zitiert Shore Oleksandra Matwijtschuk: „Wir Ukrainer kämpfen nicht um Gebiete, wir kämpfen für die Menschen, die in diesen Gebieten leben. Wir werden diese Menschen niemals der Folter und dem Tod preisgeben, dazu haben wir nicht das moralische Recht.“ Aus Shores Sicht sollte der Krieg mit einem ukrainischen Sieg enden und mit einem Wiederaufbau der Ukraine „in einer Weise, die anerkennt, dass die Ukrainer für uns alle gekämpft haben“.

### Sport

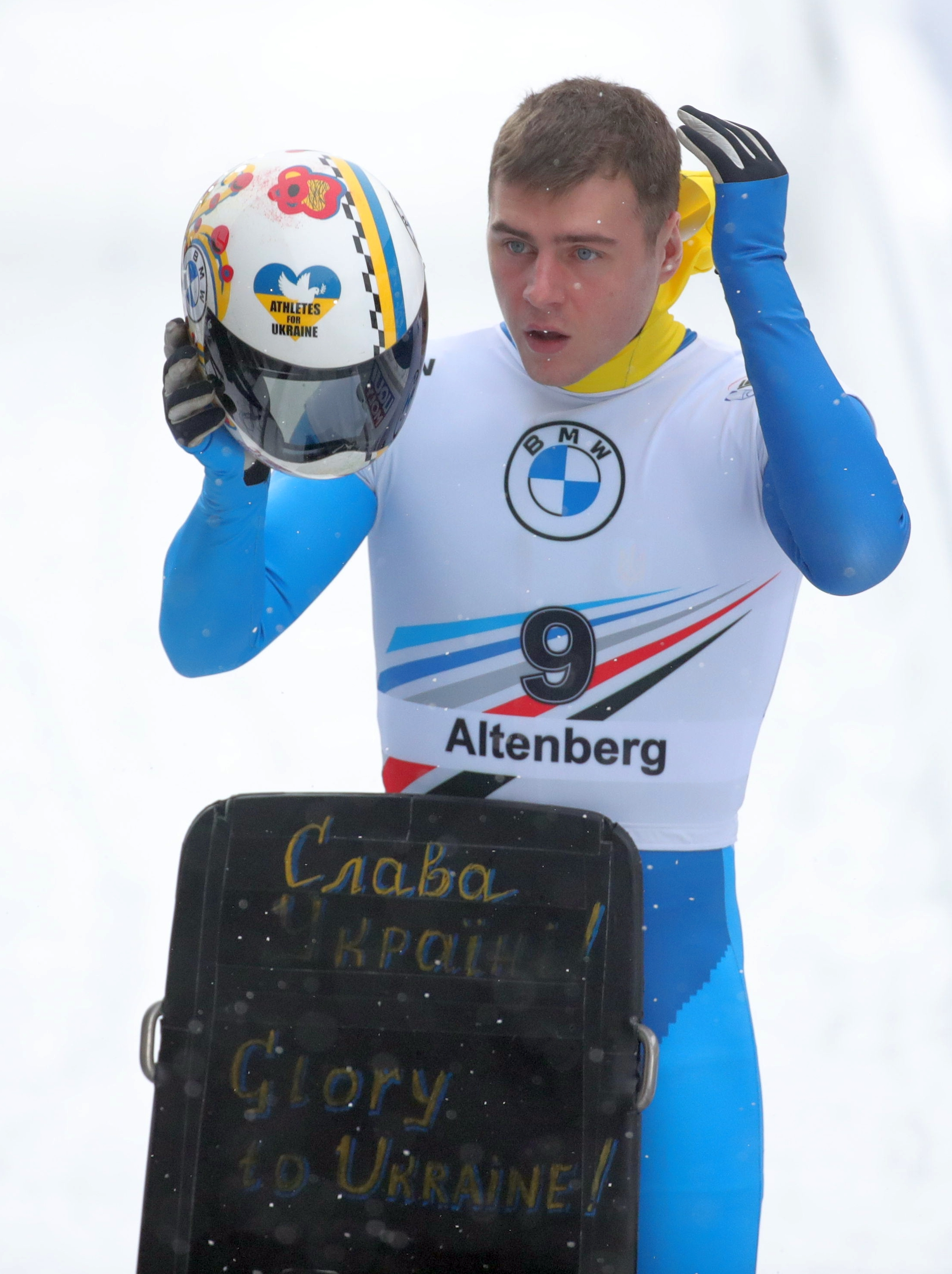
W. Heraskewytsch bei der Skeleton-EM 2023 mit „Athletes-for-Ukraine“-Aufkleber sowie zweisprachig „Ruhm für die Ukraine!“ auf dem Schlitten

Ein Großteil der internationalen Sportverbände suspendierte russische Sportverbände und zum Teil auch Athleten von der Teilnahme an ihren Wettbewerben. In Deutschland wurde schon gut zwei Wochen nach dem Überfall als Reaktion von einer Reihe namhafter gegenwärtiger und ehemaliger Athleten sowie weiteren Vertretern der deutschen Zivilbevölkerung der Verein Athletes for Ukraine gegründet, der zum einen Hilfsgüter für die Ukraine sammelt und bis an die Grenze bringt, zum anderen geflüchtete Ukrainer in Deutschland unterstützt.

## Humanitäre Lage
Die Nichtbeachtung des humanitären Völkerrechts verursachte humanitäre Katastrophen und löste die größte Fluchtbewegung in Europa seit dem Zweiten Weltkrieg aus. Bis zum 20. März 2022 waren rund 10 Millionen Menschen vor dem Krieg geflohen, davon ein Drittel ins Ausland. Im Oktober 2022 lebten mindestens 14,5 Millionen Menschen als Geflüchtete an einem anderen Ort, mehr als die Hälfte davon im Ausland.

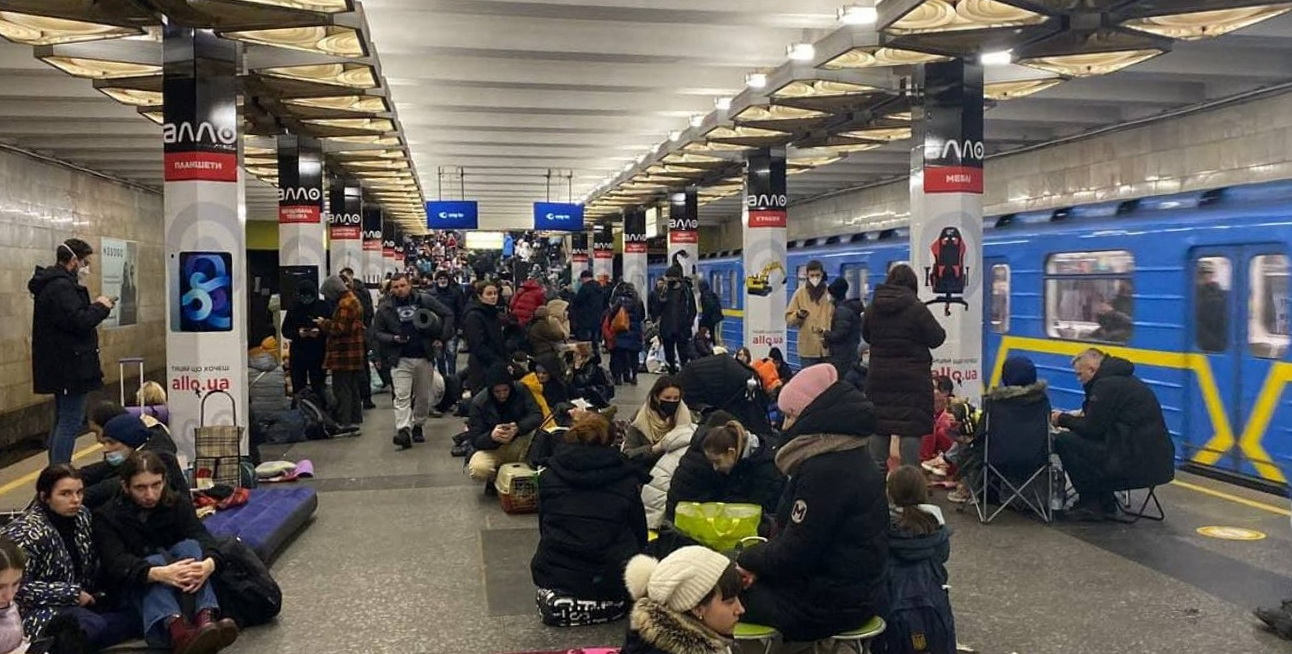
Vor Bomben Schutz suchende Zivilisten in einer U-Bahn-Station der Kiewer Metro vor dem 27. Februar 2022

Das komplexe System der Wasserversorgung des Donbas war früh im Krieg zerstört.

### In der Ukraine
Amnesty International beklagt, dass die russischen Truppen Streumunition gegen Zivilisten einsetzten. Am 25. Februar 2022 wurde die Stadt Ochtyrka mit Streumunition beschossen. Dabei wurden ein Krankenhaus und ein Kindergarten getroffen, wobei drei Zivilisten getötet wurden, darunter ein Kind. Russland und die Ukraine sind dem Übereinkommen über Streumunition nicht beigetreten. Die USA warfen dem russischen Militär im März zudem vor, im Widerspruch zu seinen bisherigen Behauptungen ungelenkte Bomben einzusetzen.
Am 2. März brach im belagerten Mariupol, nachdem die Stadt beschossen worden war, die Versorgung mit Wasser, Heizung und Strom zusammen. Vier Tage später war die Lage laut Ärzte ohne Grenzen für die Zivilbevölkerung in Mariupol katastrophal. Ärzte ohne Grenzen gab am 13. März an, dass erstmals Tote aufgrund Medikamentenmangels zu beklagen seien. Die Menschenrechtsorganisation Human Rights Watch konnte in einer Untersuchung Beweise für mindestens 8.000 Zivilisten sammeln, die seit dem Beginn der russischen Invasion getötet wurden. Vorläufigen Schätzungen zufolge starben in Mariupol rund 25.000 Einwohner aufgrund des russischen Angriffs.
Am 3. März einigten sich Russland und die Ukraine bei den Verhandlungen in Belarus nach Auskunft von Mychajlo Podoljak, dem Chef des ukrainischen Präsidialamts, auf die Schaffung humanitärer Korridore für eingeschlossene Städte. Der Internationale Strafgerichtshof (IStGH) nahm am 3. März Ermittlungen zu möglichen Kriegsverbrechen in der Ukraine auf. Die russischen Truppen griffen nach Angaben des britischen Militärgeheimdienstes besiedelte Gebiete in Charkiw, Tschernihiw und Mariupol an. Die Weltgesundheitsorganisation (WHO) erklärte, es habe mehrere Angriffe auf Gesundheitszentren in der Ukraine gegeben. Nach Angaben des ukrainischen Gesundheitsministers Wiktor Ljaschko sind vom Beginn der russischen Invasion bis zum 13. März sieben Krankenhäuser zerstört und 100 weitere Gesundheitseinrichtungen beschädigt worden. Am 13. Mai waren nach ukrainischen Angaben 570 Gesundheitseinrichtungen im Land durch russische Angriffe zerstört, darunter 101 Krankenhäuser.
Ärzte berichteten, dass sie infolge des Krieges Verletzungen behandeln, auf die sie sowohl mental als auch handwerklich kaum vorbereitet sind.
 Humanitäre Lage in den sogenannten „Volksrepubliken“
Kurz vor Beginn der russischen Invasion wurde ukrainischen Männern in den als russischen „Volksrepubliken“ proklamierten östlichen Gebieten der Ukraine, Donezk und Lugansk, die Ausreise untersagt; viele wurden zwangsrekrutiert und nach einer militärischen Kurzeinführung ohne Verpflegung an die Front gegen ihre eigenen Landsleute geschickt.
In kleinen Dörfern im besetzten Süden der Ukraine wurden den Menschen die Mobiltelefone weggenommen, damit sie keine Fotos machen konnten; außerdem wurden sie für Zwangsarbeit eingesetzt. Unter großem Aufwand versuchen Ukrainer, ihre Landsleute aus den besetzten Gebieten herauszuholen.
Es werden Deportationen aus den besetzten Gebieten durchgeführt, die Russland als „Evakuierungen“ bezeichnet. Am 18. Juni 2022 teilte ein Vertreter des russischen Verteidigungsministeriums mit, Russland habe 1,936 Millionen Menschen aus der Ukraine „evakuiert“, darunter 307.000 Kinder.

### Flucht vor der russischen Invasion
Der Überfall führte zu einer großen Fluchtbewegung innerhalb der Ukraine. Die Menschen flüchteten zu den Grenzen und ins Ausland; schon Tausende hätten bis zum 25. Februar das Land verlassen. Laut UN-Flüchtlingshilfswerk (UNHCR) waren bis dahin bereits mehr als 100.000 Menschen betroffen. Sollte sich die Situation im Land weiter verschlechtern, könnten bis zu vier Millionen Ukrainer betroffen sein. Verschiedene Nachbarstaaten und weitere Staaten kündigten an, Flüchtlinge aufzunehmen. Aus den Separatistengebieten im Osten seien bereits 110.000 Personen nach Russland geflohen, gab Außenminister Lawrow am 25. Februar an.
Das UNHCR sprach am 27. Februar 2022 davon, dass 368.000 Menschen auf der Flucht seien. Bis zum 28. Februar war die Anzahl der externen Flüchtlinge laut UNHCR auf 500.000 Menschen angewachsen. Am 3. März waren es nach Schätzungen der UNO über eine Million und am 8. März wurde die Marke von zwei Millionen Menschen überschritten. Drei Tage später, am 11. März 2022, waren es mehr als 2,5 Millionen. Hatte das UNHRC noch am 15. März von 1,85 Millionen Binnenvertriebenen berichtet, gab es laut UNHCR am 18. März bereits 6,5 Millionen inländische Flüchtlinge in der Ukraine.
UNICEF schätzte im April 2022, dass seit Beginn des Kriegs mehr als 4,5 Millionen Menschen ins Ausland geflohen sind, davon rund 90 Prozent Frauen und Kinder. Weitere rund sieben Millionen Menschen sind Binnenflüchtlinge. Fast zwei Drittel aller 7,5 Millionen Kinder bis 18 Jahren sind geflohen, davon rund zwei Millionen ins Ausland und rund 2,8 Millionen innerhalb der Ukraine. Laut UNHCR-Schätzung vom November 2022 haben seit dem 24. Februar rund 7,9 Millionen Menschen aus der Ukraine im Ausland Schutz gesucht, davon mehr als 1,5 Millionen in Polen, rund 119.000 in Frankreich, rund 173.000 in Italien und rund 154.000 in Spanien. Laut Bundesinnenministerium sind 1.027.789 (13 %) dieser Menschen in Deutschland registriert.
Auch zahlreiche Wehrpflichtige flohen ins Ausland. Laut Eurostat waren 2023 in den 27 EU-Staaten, Norwegen, Schweiz und Liechtenstein insgesamt 650.000 Ukrainer im Alter von 18 bis 64 Jahren als Flüchtlinge registriert. Im April 2024 beschloss das ukrainische Parlament ein Wehrdienstgesetz, das ukrainische Männer im Alter zwischen 18 und 60 Jahren dazu verpflichtet, ihren Wehrpass bei sich zu führen und binnen zwei Monaten ihre persönlichen Daten in einem elektronischen Einberufungssystem auf den aktuellen Stand zu bringen. Bei Nichtbeachtung von Einberufungen oder Musterungsbescheiden sieht das Wehrdienstgesetz Geldstrafen sowie in der Regel den Entzug der Fahrerlaubnis vor.

### Spenden und Privataufnahme
In den Kriegstagen wurden in der Ukraine zehntausende Airbnb-Buchungen aus aller Welt registriert, durch die Geld an Ukrainer gespendet wurde. Zielführende Hilfe ist auch im deutschsprachigen Raum und insbesondere zu Gunsten von Frauen möglich.
Die Deutsche Bahn richtete Annahmestellen für Großspenden zum Transport in die Ukraine ein. Spenden aus Deutschland wurden dazu in zentralen Sammelstellen in Container verladen und dann per Schiene in die Ukraine transportiert. Ein erster Zug mit 15 Containern und 350 t Hilfsgütern verließ in der Nacht vom 11. auf den 12. März 2022 den Bahnhof Seddin in Richtung Kiew. Eine ähnliche Aktion organisierte Gepard Express in Tschechien unter der Bezeichnung Železnice promáhá (Eisenbahn hilft): Über ein Netz von Sammelstellen wurden die Hilfsgüter zu Bahnverladestellen gebracht und dann ab dem 26. Februar mit Zügen über die Slowakei nach Tschop transportiert. Später verkehrten die Züge zum polnischen Grenzbahnhof Przemyśl und weiter nach Mostyska. Dafür wurde von der ukrainischen Eisenbahn (UZ) und Gepard Express eigens der normalspurige Streckenabschnitt zwischen den Bahnhöfen Mostys’ka 2 und Mostys’ka 1 wieder befahrbar hergestellt (die UZ fährt überwiegend auf russischer Breitspur) sowie eine provisorische Einstiegsstelle und Passkontrolle eingerichtet. Aus der Schweiz wurde ein Zug aus 19 Güterwagen mit Hilfsgütern für die Ukraine zusammengestellt, der am 7. März 2022 in Dietikon nach Sławków in Polen abfuhr, wo er am 9. März ankam. Hier endet die Linia Hutnicza Szerokotorowa (LHS), eine aus der Ukraine kommende Bahnstrecke, die in russischer Breitspur gebaut ist. Hier wurden die Hilfsgüter auf Breitspurfahrzeuge umgeladen. Im März 2022 wurde mit der Ukraine Air Rescue eine spendenfinanzierte Luftbrücke geschaffen, an der sich über 100 Piloten beteiligen.

### Staatliche Hilfslieferungen
Um über eine „Schienenbrücke“ eine permanente Logistik von Containerzügen mit Hilfsgütern (die von Produzenten und Großhändlern eingesammelt werden) für die Zivilbevölkerung in der Ukraine zu gewährleisten, verständigten sich die Bahnverkehrsbetriebe mehrerer europäischer Staaten auf eine Zusammenarbeit.

### Nachrichtenversorgung
Um die Versorgung mit Rundfunkmeldungen sicherzustellen, betreibt die Ukraine mehrere über das Land verteilte, teils nach dem russischen Einmarsch reaktivierte Mittelwellensender. Mehrere ukrainische Rundfunkveranstalter haben sich zu einem Gemeinschaftsprogramm zusammengeschlossen, in dem sie jeweils einige Stunden Sendestrecke beitragen; es bietet Nachrichten und Informationen zum Überleben unter Kriegsbedingungen. Neben dem Satelliten- und terrestrischen Rundfunk werden auch Internet-Verbreitungswege, insbesondere Telegram, genutzt. Der Chef des ukrainischen Rundfunks  appellierte an die westlichen Kollegen, das ukrainische Radiosignal auf AM-Frequenzen aus ihren Ländern in die Ukraine zu senden. Die britische BBC sendet ein englischsprachiges Kurzwellenprogramm gezielt in die Ukraine. Der polnische Rundfunk sendet auf Ukrainisch über Langwelle 225 kHz. Auch der österreichische Auslandsrundfunk hat sein Programm ergänzt und sendet dreimal täglich deutschsprachige Nachrichten mit einer speziellen Kurzwellen-Richtantenne aus der Nähe von Wien in die Ukraine. Der Anbieter Starlink spendete Satelliten-Internet-Zugangsausrüstung in die Ukraine.
Nachdem der ukrainische Staat am 15. März 2022 damit begonnen hatte, auch über den Instant-Messaging-Dienst Telegram vor russischen Luftangriffen zu warnen, verging bis Ende Januar 2023 kein Tag, an dem nicht auf diesem Wege Luftalarm ausgerufen wurde.

### Kulturrevisionismus
Russland wurde vorgeworfen, gezielt ukrainische Kultureinrichtungen zu zerstören. In den russisch besetzten Gebieten wurden in den Schulen alle ukrainischen Lehrmittel entfernt und die geschichtsrevisionistischen Materialien Russlands eingeführt, Lehrer wurden „umgeschult“ oder aus der russischen Föderation dorthin zum Unterricht gebracht. In Cherson wurden Kindern, die in die „bewachten“ Schulen gingen, „Belohnungen“ in Höhe von 10.000 Rubeln versprochen. Eltern, die sich weigerten, ihre Kinder in solche Schulen zu schicken, wurde angedroht, dass ihnen das Sorgerecht für ihre Kinder entzogen würde. Im Herbst 2024 verurteilte der Europarat die Zerstörungen des kulturellen Erbes in der Ukraine durch den russischen Angriffskrieg als Verstöße gegen das humanitäre Völkerrecht.

## Ökonomische Auswirkungen
Durch den Überfall stiegen zunächst weltweit die Preise für Lebensmittel und Energie. Die hohen Energiepreise trieben die Lebensmittelpreise noch weiter in die Höhe. Es kam daher zu Wirtschaftskrisen in verschiedenen Ländern weltweit, darunter auch in Deutschland. Die Wirtschaft der Ukraine wurde besonders hart getroffen, aber auch die Wirtschaft Russlands erleidet derzeit eine schwere Krise, ihre schwerste seit der Russlandkrise 1998. Bis August 2022 verlor die russische Wirtschaft das Wachstum der letzten 10 Jahre.

### Energie

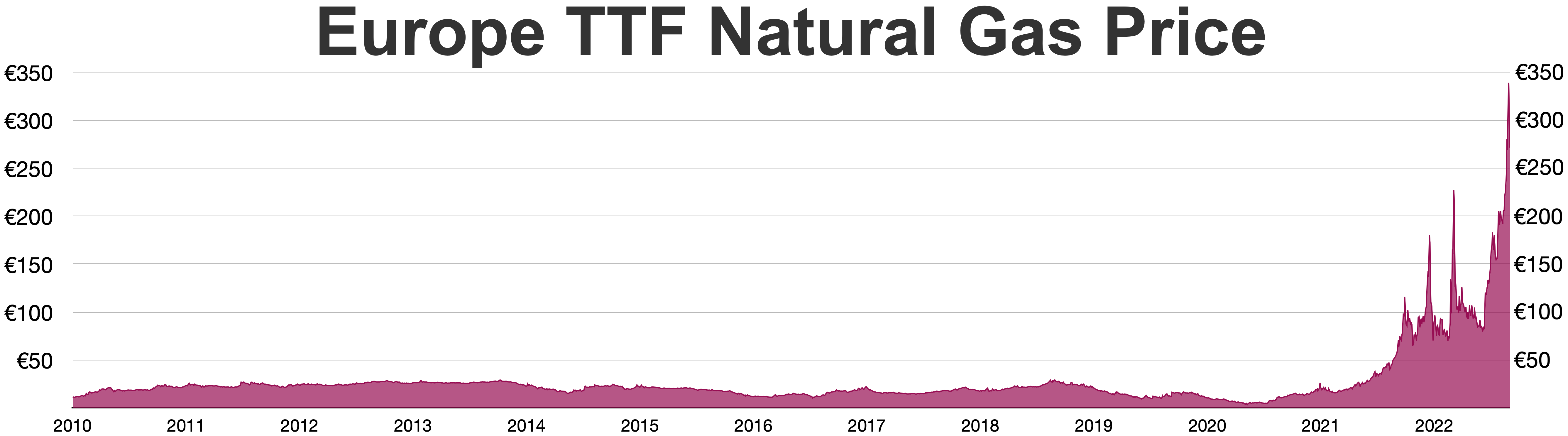
Europe TTF natural gas

Das für Europa maßgebliche Referenzöl Brent und das für den US-Markt relevante WTI erreichten eineinhalb Wochen nach Kriegsbeginn Preise wie zuletzt 2008.
Der für europäische Erdgaspreise bedeutende Dutch TTF Natural Gas Futures stand nach über 200 Euro pro MWh in der Woche nach dem Überfall mit über 100 Euro/MWh Anfang April 2022 noch deutlich über den Preisen von 80 Euro/MWh zu Jahresbeginn 2022.
In der Bilanz erzielten mehrere Energiekonzerne aufgrund der rasant gestiegenen Energiepreise im Jahr 2022 Spitzengewinne. Die Gewinne der sechs großen Mineralölkonzerne Equinor (23 Mrd. US$), BP (28 Mrd. US$), TotalEnergies (36 Mrd. US$), Chevron (37 Mrd. US$), Shell (40 Mrd. US$), ExxonMobil (59 Mrd. US$) beliefen sich auf zusammen 223 Milliarden US$, mehr als doppelt so viel wie im Vorjahr 2021. Dies rief in der Öffentlichkeit viel Kritik und die Forderung nach Sondersteuern für exorbitante Unternehmensgewinne hervor.
Laut dem in Finnland ansässigen Centre for Research on Energy and Clean Air überstiegen Russlands Einnahmen aus fossilen Energieexporten in den ersten sechs Monaten des Ukraine-Krieges die Kosten der Invasion deutlich.

### Weizen
Der Krieg Russlands gegen die Ukraine führte, da die beiden Länder der acht- bzw. der drittgrößte Weizenproduzent (Stand 2020) der Welt waren, zu einem Versorgungsrisiko nicht nur für die Ukraine selbst, sondern – da es um einen riesigen Agrarexporteur geht – auch für Drittstaaten.
Die großen Importregionen der Welt im Mittleren Osten, in Nordafrika und Südostasien fürchten bei einem Stillstand des Getreidehandels in der Schwarzmeerregion um ihre Versorgung.
In den Tagen nach dem Angriff stiegen die Weltmarktpreise um über 50 Prozent, Anfang April 2022 bewegten sie sich auf einem um 20 Prozent (USA) bzw. 40 Prozent (Europa) höheren Niveau als vor dem Krieg. Der Getreideexport aus der Ukraine und Russland kam weitgehend zum Erliegen. Dadurch können viele afrikanische Länder nicht ausreichend importieren, was zu einer Verschärfung der globalen Hungerkrise führt.
Angesichts der Blockade ihrer Seehäfen bemühte die Ukraine sich im Sommer 2022 darum, einen Teil ihres Getreides auf anderen Wegen auszuführen, so insbesondere über ihre Donauhäfen – zum Teil donauaufwärts zum weiter südlich gelegenen rumänischen Seehafen Constanța, der über den Donau-Schwarzmeer-Kanal mit der Donau verbunden ist, zum Teil auch donauabwärts zur Mündung des nördlichen Mündungsarms der Donau, der an die Ukraine grenzt, mit der Abkürzung durch den ganz auf ukrainischem Gebiet liegenden Bystre-Kanal zum Schwarzen Meer, das in diesem Gebiet seit der Befreiung der Schlangeninsel Ende Juni wieder unter ukrainischer Kontrolle steht. Zudem wurde, vermittelt von der Türkei und den Vereinten Nationen, am 22. Juli 2022 die Vereinbarung Initiative für den sicheren Transport von Getreide und Lebensmitteln aus ukrainischen Häfen geschlossen. Die auch als „Getreideabkommen“ bezeichnete Initiative soll den sicheren Export von Getreide und weiteren Lebensmitteln aus den ukrainischen Häfen Odessa, Tschornomorsk und Piwdenne gewährleisten. Das Abkommen wurde am 17. November 2022 um weitere vier Monate verlängert.

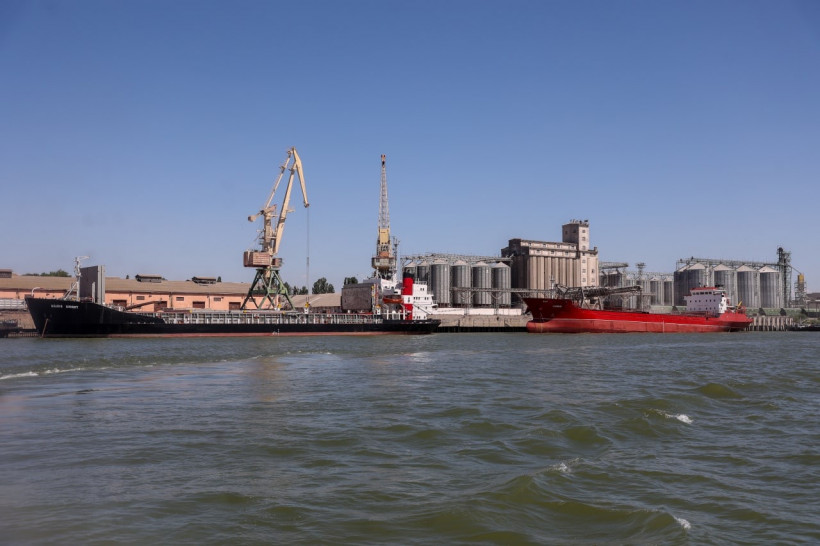
Hafen von Reni (2022)

Bereits wenige Tage nachdem das Getreideabkommen am 17. Juli 2023 ausgelaufen war, wurde die ukrainische Hafenstadt Reni – insbesondere die Hafenanlagen – in der Nacht zum 24. Juli 2023 von 15 russischen Drohnen angegriffen; sechs Menschen wurden verletzt und drei Getreidesilos zerstört. Vor dem weiter flussabwärts liegenden ukrainischen Hafen Ismail stoppten nach dem Angriff auf Reni rund 30 Frachter ihre Fahrt. Am 23. August 2023 wurde bei einem russischen Luftangriff auf Odessa ein Getreidelager getroffen; nach ukrainischen Angaben wurden 13.000 Tonnen Getreide vernichtet.

### Unternehmen
Ein in Deutschland ansässiger Großhändler von essentiellen Bauelementen für Waffen, die Smart Impex GmbH, lieferte diese noch während des Krieges über die Türkei an Russland.

## Auswirkungen auf Umwelt und Klima

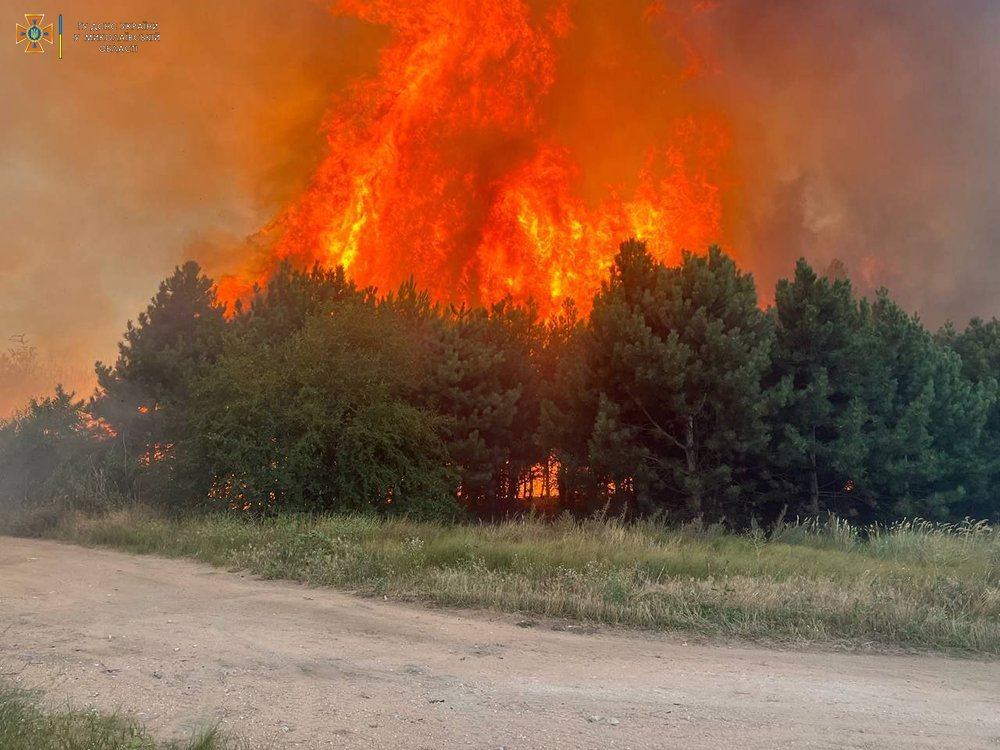
Waldbrand in der Oblast Mykolajiw, durch den Beschuss russischer Einheiten verursacht (August 2022)
(Bildquelle: Ukrainischer Katastrophenschutz)

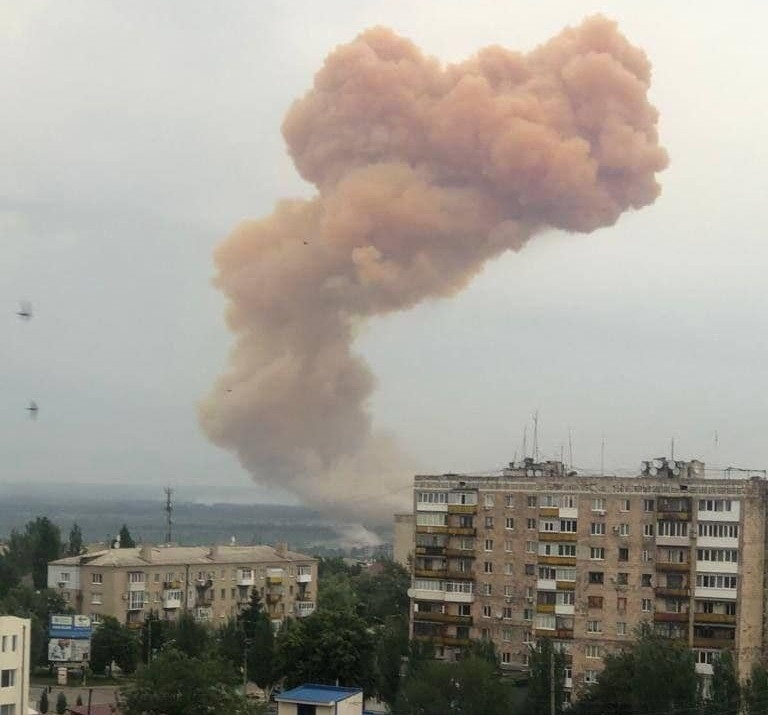
Emissionen nach dem Angriff auf eine Chemiefabrik in Sewerodonezk (Mai 2022)
(Bildquelle: Ukrainisches Innenministerium)

Greenpeace und die Umweltorganisation Ecoaction konstatierten bis Februar 2023 fast 900 durch den Krieg verursachte schwere Umweltschäden in der Ukraine.
Mehr als 12.406,6 km² Naturschutzgebiet liegen (Stand 1. März 2022) im Kriegsgebiet. Viele Populationen endemischer Pflanzen- und Tierarten haben erhebliche Verluste erlitten, Zugvogelarten wurden ihrer gewohnten Routen und Nistplätze beraubt und die Erfolge langjähriger Renaturierungsprojekte wurden zerstört. Im Schwarzen Meer sterben durch den Lärm der Explosionen auf See sowie die Sonartechnik von Kriegsschiffen tausende Delfine, da die Schallwellen ihren Orientierungssinn zerstören. Die Menge der an die Küsten angeschwemmten toten Delfine hat sich im Vergleich zu den Vorjahren verhundertfacht, von etwa einem Dutzend auf weit über Tausend. Die meisten der getöteten Delfine gehen aber im Meer unter; Ökologen schätzten Ende 2022 die Zahl der insgesamt verendeten Individuen der drei vorkommenden Arten Gemeiner Delfin, Großer Tümmler und Gewöhnlicher Schweinswal auf 50.000. Das wäre die Hälfte aller Delfine im Schwarzen Meer. Die Kriegshandlungen lösen auch Waldbrände aus und erschweren deren Bekämpfung. Beispielsweise brannten auf der Kinburn-Halbinsel während der russischen Besatzung im Juni 2022 300 Hektar Wald eines Schutzgebietes. Neben dem Schaden für die natürliche Umwelt und ihre Biodiversität trägt der Überfall auch zur derzeitigen globalen Erwärmung bei. Die kriegsbedingten Emissionen von CO₂ betragen mehrere hundert Millionen Tonnen und gefährden so die Ziele des Klimaabkommens von Paris 2015. Mehrere der wichtigsten planetaren Grenzen werden durch den russischen Überfall also weiter überschritten. Der Krieg erhöht auch das Risiko von Nuklearkatastrophen. Kämpfe in der Nähe von Atomkraftwerken und Atommülllagern können zu Katastrophen führen, die mit denen in Tschernobyl oder Fukushima vergleichbar sind.
Kampfbedingte Explosionen und Schüsse verursachen neben direktem physischem Schaden auch indirekten toxischen Schaden für den Menschen, da giftige Substanzen und Karzinogene wie Quecksilber, Blei oder abgereichertes Uran freigesetzt werden. Einmal im menschlichen Körper, führen Sprengstoffe wie TNT, DNT oder RDX auch ohne Explosion zu ernsthaften Störungen aller Organe. Im Kampfgebiet gibt es eine hohe Dichte an Unternehmen der Schwerindustrie. Dies führt regelmäßig zu chemischen Unfällen durch Lecks. Giftmüll und Treibstoff können so weit austreiben und haben daher negative Auswirkungen auch auf weiter entfernt liegende Gebiete in Europa und Russland. Zerstörte Gebäude geben jahrzehntelang krebserregenden Staub ab. Schwermetalle und Chemikalien sickern ins Grundwasser und vergiften Trinkwasserquellen, wodurch Flüsse und Stauseen unbrauchbar werden. Aufgrund der Zerstörung der zivilen Infrastruktur wurde schon mehr als vier Millionen Menschen in der Ukraine der Zugang zu sauberem Trinkwasser verwehrt. Böden in Kriegsgebieten werden für die Landwirtschaft ungeeignet, da sich Schadstoffe in Pflanzen anreichern und über diese in menschliche und tierische Organismen gelangen.
Um den gesamten verursachten Schaden zu bewerten, ist eine vollständige Einstellung der Feindseligkeiten erforderlich. Ein Teil der angerichteten Schäden kann nur durch jahrelange Arbeit wiedergutgemacht werden, ein Teil ist irreversibel.

## Propaganda und Desinformation

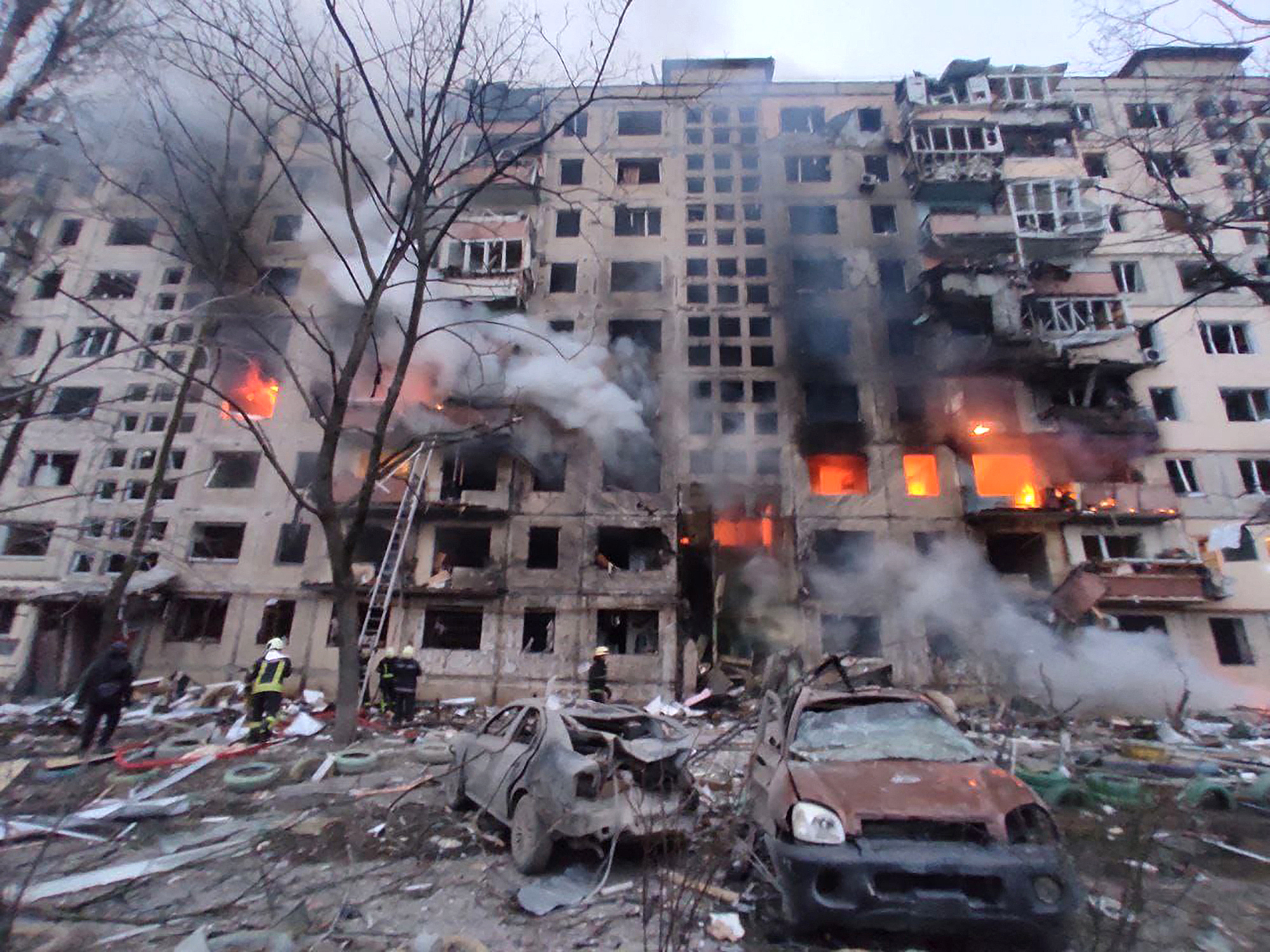
Beschossener Wohnkomplex am 14. März 2022 in Kiew (Bohatyrska-Straße).
Staatliche Medien in Russland spielen die Zerstörungen herunter, bezeichnen Berichte über russische Angriffe auf Zivilisten als „gefälscht“ oder behaupten, die Zerstörungen seien von ukrainischen Streitkräften verübt worden.
(Bildquelle: Ukrainischer Katastrophenschutz)

### Russland
Bereits im März 2014 beschrieb Andreas Umland die minutenlangen Hass-Salven der russischen Propaganda; das UN-Hochkommissariat für Menschenrechte (UNHCR) schrieb im April, die Propaganda im Fernsehen Russlands hätte auch völkerrechtlich verbotene Hasspropaganda umfasst:

“Media monitors indicated a significant raise of propaganda on the television of the Russian Federation, which was building up in parallel to developments in and around Crimea. Cases of hate propaganda were also reported.”

„Parallel zu den Entwicklungen in und um die Krim verzeichnete Media Monitors eine signifikate Zunahme der Propaganda im Fernsehen der Russischen Föderation. Es wurden auch Fälle von Haßpropaganda berichtet.“

Im Juni 2014 wurde vom UNHCR nochmals und explizit auf das auch von Russland unterschriebene völkerrechtliche Verbot von Hass- und Kriegspropaganda hingewiesen.
Die teils inszenierte und Jahre anhaltende, vor dem Überfall der Ukraine nochmals intensivierte Kriegspropaganda diente auch dem Schüren von Hass gegenüber oppositionell gesinnten Russen. Stefan Meister sah darin eine „Rechtfertigungsgrundlage für militärische Gräueltaten“ auch gegen die Zivilbevölkerung. Desinformation wird von Russland auch eingesetzt, um Belege russischer Kriegsverbrechen zu untergraben. In der Datenbank der EU über Fälle von Desinformation, die seit Januar 2015 gesammelt werden, beziehen sich rund 40 Prozent der Fälle auf die Ukraine (Stand 2023).

Russland bezeichnete den Überfall vom Februar 2022 auf die Ukraine als „militärische Spezialoperation“, auch abgekürzt SWO (spezialnaja wojennaja operazija, wörtlich: spezielle Militäroperation). Den russischen Medien wurde die Verwendung des Wortes „Krieg“ und ähnlicher Bezeichnungen schon vor dem umfassenden Zensurgesetz vom 4. März durch die Medienaufsichtsbehörde Roskomnadsor verboten. Die einzige verbliebene kritische Zeitschrift Russlands, die Nowaja gaseta (Ende März 2022 eingestellt), untersuchte folglich den Begriff „militärische Spezialoperation“ und kam zum Schluss, dass der Begriff eine Aktion definiere, die nicht länger als zwei Wochen dauere. Am 10. März beteuerte Lawrow in der russischen Propaganda, es habe keinen Angriff auf die Ukraine gegeben. Im März 2024 verwendete Kreml-Sprecher Dmitri Peskow zum ersten Mal die Bezeichnung „Krieg“, als er in einem Interview mit Argumenty i Fakty erklärte, die Spezialoperation habe sich zu einem Krieg entwickelt.
Russland versuchte das propagandistische Narrativ der Denazifizierung der Ukraine auch durch eine seiner Auslandsvertretungen im Internet zu verbreiten. Für die Narrative der Propaganda wurde der Begriff des Raschismus verwendet, um die faschistischen Methoden des angeblichen russischen Antifaschismus zu erklären. An russische Schulen wurden Unterrichtsmaterialien geliefert, die ab dem 1. März 2022 für spezielle „Sozialkundelektionen“ zum Thema Krieg eingesetzt werden. Ein besonderes Augenmerk liegt in den vorgegebenen Lehrertexten auch auf der Betonung der Verwerflichkeit von Antikriegsaktionen. Die Lehrer sollen den höheren Klassen die Argumente Putins vermitteln; es werden auch Antwortvorschläge für Schülerfragen gemacht: So soll die Frage, ob der Krieg nicht hätte vermieden werden können, dahingehend beantwortet werden, dass es kein Krieg sei, sondern eine Friedensmission zur Abschreckung von Unterdrückern. Im Bildungssystem in Russland herrschen nach einer relativ liberalen Phase zu Beginn der nachsowjetischen Ära schon seit Mitte der 2010er-Jahre wieder politische Kontrolle und Einschüchterung. Für die auf Listen geführten nicht linientreuen Schul- oder Studienabgänger sind zumindest Anstellungen beim Staat kaum möglich.
Das russische Verteidigungsministerium behauptete Anfang März 2022 erstmals, die Ukraine betreibe, durch die USA finanziert, ein Netz von 30 Laboren, die „sehr gefährliche biologische Experimente“ mit dem Ziel durchführen würden, „virale Krankheitserreger“ von Fledermäusen auf den Menschen zu übertragen. Dabei gehe es unter anderem um Pest, Cholera und Milzbrand. Der russische Präsident Wladimir Putin übernahm das Narrativ und sprach von einem „Netzwerk westlicher Biowaffenlabore“. Der russische Staatsapparat trug die Biowaffen-Behauptungen schließlich im UNO-Sicherheitsrat vor und ließ sie über seinen Auslandssender RT verbreiten. Die Anschuldigungen wurden von westlichen Ländern als Desinformation und mögliche Vorbereitung einer Falsche-Flagge-Operation scharf verurteilt. Auch das Büro der Vereinten Nationen für Abrüstungsfragen berichtete, dass keine Hinweise auf Biowaffenprogramme in der Ukraine vorlägen. Laut Foreign Policy handelte es sich bei diesem Vorwurf um eine Verschwörungstheorie, die wenige Stunden nach Beginn der Invasion von einem Twitter-Konto aus dem QAnon-Umfeld aus verbreitet wurde und von russischen und chinesischen Staatsmedien übernommen wurde. China greife das Thema gerne als Ablenkung auf, um nicht über den Krieg selbst sprechen zu müssen. Gesichert ist, dass die Weltgesundheitsorganisation der Ukraine empfahl, hochpathogene Krankheitserreger in ihren Laboren zu vernichten, um mögliche Ausbreitungen nach Angriffen zu verhindern, und dass die USA eigener Aussage zufolge daran arbeiteten, zu verhindern, „dass diese Forschungsmaterialien in die Hände der russischen Streitkräfte fallen“. Dennoch wurde in Russland faktenfrei berichtet, dass es sich um ethnische Waffen handle, die nur Russen töten würden. Die lettische Internet-Zeitung Meduza kommentierte, dass das russische Militär offensichtlich in Biologie in der Schule einen Fensterplatz gehabt habe, aber auch „leidenschaftlich an rassistischen Theorien interessiert“ sei. Nachdem ein russischer General Dokumente präsentiert hatte, die eine vermeintliche Verwicklung des Friedrich-Loeffler-Instituts in ein angeblich geheimes Biowaffenprogramm belegen sollten, stellte jenes Institut für Tiergesundheit klar, dass es Grundlagenforschung an Zecken und Flöhen betrieb, die aus Fledermäusen in der Ukraine stammten. Dies sei weder geheim und gefährlich noch Teil eines Biowaffenprogramms.
Der Buchstabe „Z“ des lateinischen Alphabets (dessen Entsprechung im kyrillischen Alphabet anders aussieht) ist eines von mehreren Zeichen auf Militärfahrzeugen der Streitkräfte Russlands, die an dem russischen Überfall auf die Ukraine beteiligt sind. Das ursprünglich militärische Zeichen wird als Symbol der Unterstützung und zur Staatspropaganda für den Angriffskrieg auf das Nachbarland verwendet. Das Zeichen ist in vielen Bereichen des öffentlichen Lebens Russlands „allgegenwärtig geworden“.
Die staatliche Propaganda Russlands verwendete Ausschnitte aus einem Spielfilm als angeblichen Beweis dafür, dass das Massaker von Butscha eine „Inszenierung“ gewesen sei. Der russische Außenminister behauptete, dass die in den Straßen von Butscha liegenden Leichen eine Inszenierung der Ukraine gewesen seien.
Von Februar bis September habe das russische Verteidigungsministerium mit voller Unterstützung staatstreuer Journalisten und den Freiwilligen der Informationskriegsführung verbreitet, dass Russland nur militärische Ziele treffen würde und keinesfalls die zivile Infrastruktur. Danach, so Meduza, berichtete es „unter dem Jubel der gleichen Akteure“ über zerstörte Kraftwerke.
Im Verlauf des Jahres 2022 erhielt Meduza mehrfach Zugang zu „Handbüchern“ der Präsidialverwaltung, also „Empfehlungen“ an die Medien zur Berichterstattung. Laut Meduza soll es regelmäßig, „fast täglich“, solche Empfehlungen gegeben haben. Im August berichtete der Bayerische Rundfunk über ein Handbuch, nach welchem Russland gegen „Gottlose“ kämpfe. Zum Jahresende gab es laut Meduza ein Handbuch für Jahresrückblicke; laut diesem sollte als einer der Hauptpunkte nochmals heraus gestrichen werden, dass Putin, als er Truppen in die Ukraine entsandte, die „einzig richtige Entscheidung“ getroffen habe, „den bevorstehenden Angriff der Ukraine und der NATO auf russisches Territorium zu verhindern“ («Путин, отправив войска в Украину, ‹принял единственно верное решение, предотвратив готовящееся нападение Украины и НАТО на территорию России›»).
Am 5. September 2023 begründete Putin den Krieg gegen die Ukraine mit der antisemitischen Behauptung, der „ethnische Jude“ Selenskyj sei installiert worden, um von „Nazismus“ in der Ukraine abzulenken.

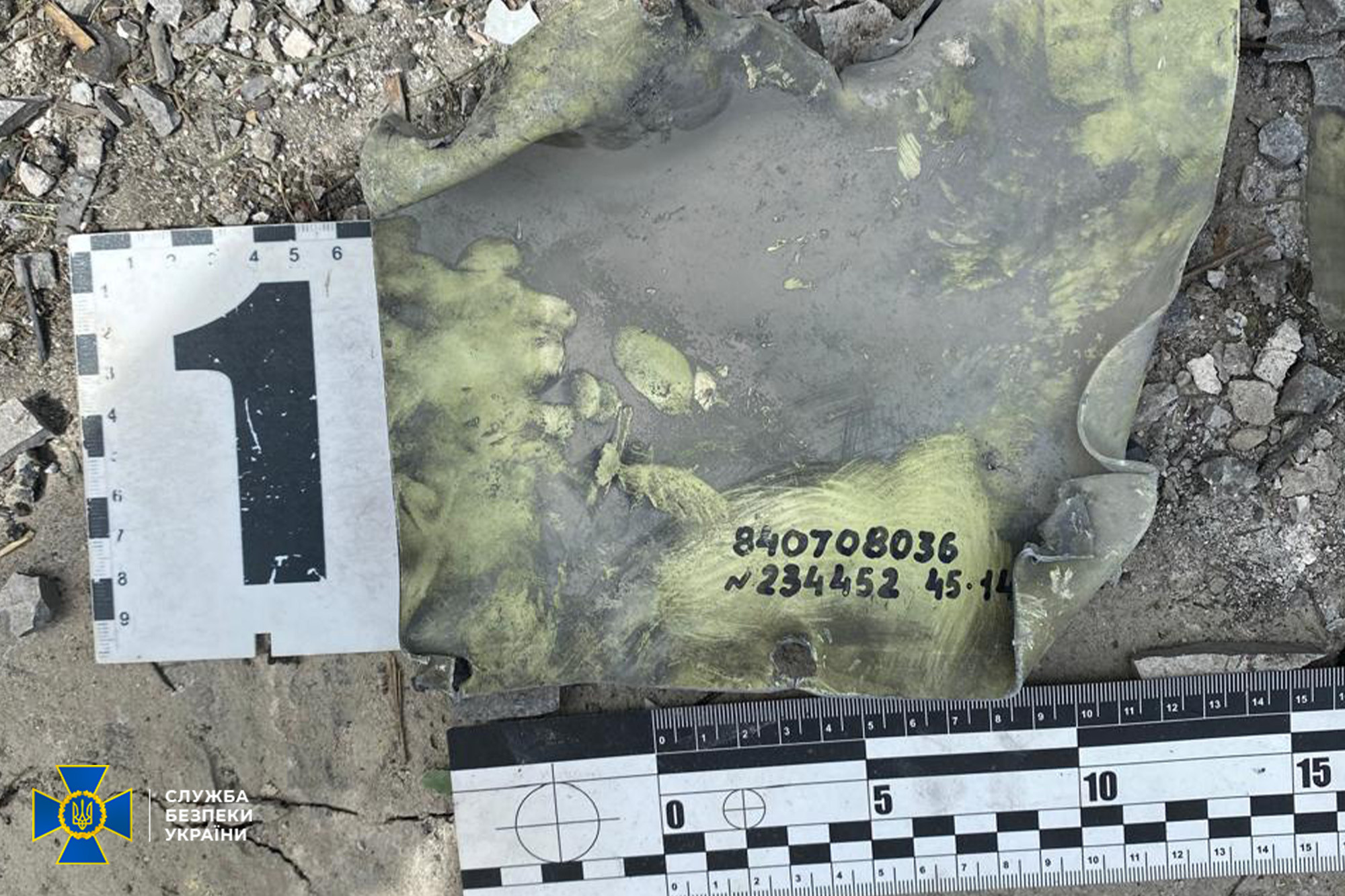
Sichergestelltes Trümmerteil eines russischen Ch-101-Marschflugkörpers am Einschlagsort

Die russische Kommunikationspolitik im Zusammenhang mit dem Angriff mit zwei Toten und 30 Verletzten auf das Kinderkrankenhaus Ochmatdyt am 8. Juli 2024 ist nach einer Analyse der Tagesschau ein typisches Beispiel einer Desinformationsstrategie, bei der vorsätzlich falsche Fakten verbreitet werden, um Verunsicherung über den wahren Ablauf zu erzeugen oder um die Öffentlichkeit von der selbstgeschaffenen russischen Realität zu überzeugen. Obwohl auf Aufnahmen von dem Einschlag des Flugkörpers eindeutig ein Ch-101-Tarnkappen-Marschflugkörper zu sehen ist, wird etwa behauptet, dass es sich um eine ukrainische radargelenkte Luft-Luft-Lenkwaffe des US-amerikanischen Typs AIM-120 AMRAAM gehandelt habe. Ziel ist die maximale Dämonisierung der Ukraine, des Westens und der westlichen Medien in Verbindung mit einer möglichst großen Relativierung oder gar Rechtfertigung des russischen Angriffskrieges.

### Russische Schauprozesse
Die Briten Sean Pinner und Aiden Aslin sowie der Marokkaner Saadoun Brahim wurden im Juni in Donezk in einem Schauprozess wegen angeblichen „Söldnertums“ zum Tode verurteilt. Alle drei hatten jedoch schon seit Jahren in der Ukraine gelebt und bereits vor dem russischen Überfall in den ukrainischen Streitkräften gedient. Nach ukrainischer Darstellung ist eine Vollstreckung der Todesurteile daher ein Verstoß gegen die Genfer Konventionen. Der Europäische Gerichtshof für Menschenrechte EGMR wies Russland an, die Vollstreckung zu verhindern.

### Ukraine
Nach Ivo Mijnssen von der NZZ betreiben beide Seiten bei der Nutzung sozialer Netzwerke Propaganda. Auffällig sei jedoch, dass sich die ukrainischen Medien hierbei im Gegensatz zu den russischen an ein deutlich breiteres, ausländisches Publikum richten würden.

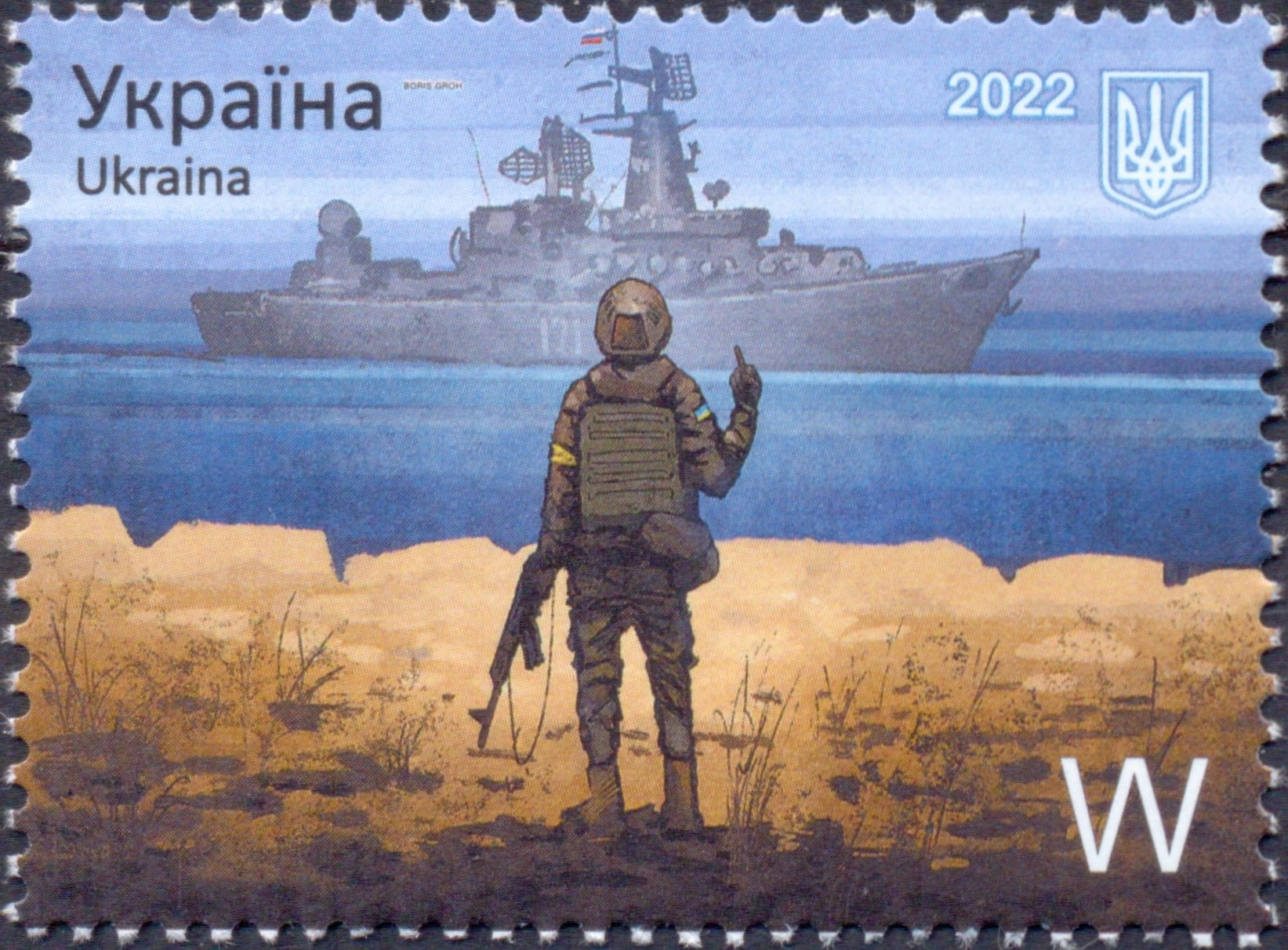
Im April 2022 in der Ukraine erschienene Sonderbriefmarke Russisches Kriegsschiff, f*** dich …!

Im April 2022 stellte die ukrainische Post eine neue Briefmarke vor. Darauf zu sehen ist ein ukrainischer Soldat, der auf gelbem Untergrund stehend auf das in der perspektivischen Abbildung darüber liegende blaue Meer blickt und dem dort befindlichen russischen Kriegsschiff Moskwa den „Stinkefinger“ zeigt. Die Briefmarke zeigt damit einen Vorfall auf der Schlangeninsel, der sich zu Beginn des russischen Überfalls zugetragen hat. Bereits in den Tagen nach dem Vorfall wurde dieser national und international, unter anderem in Form von Memes, auf Demonstrationsschildern, auf Werbeplakaten oder als Drohnenshow rezipiert. Die ukrainische Post gab im Kriegsverlauf weitere Briefmarken heraus, die die Verteidigung der Ukraine durch die Bevölkerung zum Thema haben und auf Schlüsselmomente des Krieges verweisen. So stellte die ukrainische Post im Juni 2022 eine Briefmarke vor, die daran erinnert, dass russische Panzerfahrzeuge – die in den ersten Kriegsmonaten aufgrund der Schlammzeit auf Feldwegen stecken blieben und weil manövrierunfähig von russischen Soldaten stehen gelassen wurden – von ukrainischen Bauern abgeschleppt bzw. erbeutet wurden.
In der Ukraine werden die russischen Truppen bzw. Soldaten unter anderem als Orks sowie als (übersetzt) Raschisten (aus den Wörtern Russland und Faschist gebildeter Neologismus) bezeichnet.
Sowohl Russland als auch die Ukraine stellten im Krieg erbeutete Militärfahrzeuge des Feindes in ihren Hauptstädten aus.

### Social-Media-Kampagnen
Die Europäische Kommission und die kanadische Regierung riefen am 26. März gemeinsam mit der NGO Global Citizen die breit angelegte Social-Media-Kampagne „Stand Up for Ukraine“ ins Leben. Die Kampagne geht auf den Hilfeaufruf des ukrainischen Präsidenten Wolodymyr Selenskyj vom selben Tag zurück. Viele internationale Topstars aus den Bereichen Kultur, Unterhaltung oder Sport nahmen am 8. April, dem Vortag der internationalen Geberkonferenz für die Ukraine-Flüchtlinge in Warschau, an der globalen Social-Media-Kampagne teil.
Im Internet bzw. auf sozialen Netzwerken werden mitunter NAFO-Memes als Ausdruck der Solidarität mit der Ukraine erstellt.

### Information
Die Informationen zur Kriegslage können nicht immer unabhängig überprüft werden. Die meisten Informationen kommen aus dem Hauptquartier der ukrainischen Streitkräfte und gelten in der Regel als glaubwürdiger als jene, die das russische Militär herausgibt. Die amerikanische und die britische Regierung geben ebenfalls Informationen zur militärischen Lage heraus. Eine Reihe von Institutionen bereiten offen verfügbare Informationen vor allem aus den sozialen Medien auf. Zu nennen sind v. a. Bellingcat, Oryx, JominiWest (JominiW) sowie die sicherheitspolitischen Thinktanks Royal United Services Institute, International Institute for Strategic Studies, Atlantic Council und Institute for the Study of War (ISW). Beispielsweise bietet Oryx seit Kriegsbeginn eine ständig aktualisierte Verlustliste von schweren Ausrüstungsgegenständen der Kriegsparteien. Open Source Intelligence (OSINT) ist in diesem Krieg zu einer wichtigen Informationsquelle für die Lageanalyse geworden.
Russische Internetnutzer bereiten sich auf eine eventuelle Sperrung der russischsprachigen Wikipedia vor, indem sie Offline-Kopien der Online-Enzyklopädie herunterladen. Die Download-Zahlen schnellten in die Höhe, nachdem eine behördliche Anordnung Anfang März von Wikipedia verlangt hatte, den Artikel „Invasion/Einmarsch Russlands in die Ukraine (2022)“ (Вторжение России на Украину (2022)) entsprechend den amtlichen Vorgaben zu ändern, und mit einer Sperrung drohte (s. o.).
Eine interaktive Online-Karte der britischen Nichtregierungsorganisation Centre for Information Resilience (CIR oder Cen4infoRes) erfasst mit Hilfe investigativer Journalisten und der Netz-Community signifikante Vorfälle wie zivile Opfer, Bombardierungen, Truppenbewegungen, militärische Verluste sowie die Schäden an der Infrastruktur und an zivilen Einrichtungen.
Die Internet-Kommunikation in der Ukraine durch Soldaten, Zivilisten und Influencer hilft nicht nur bei der Kampfmoral, sie ist auch die Basis für die Anwendung von Open Source Intelligence, durch die alle verfügbaren Informationen ausgewertet werden, um an kriegswichtige Erkenntnisse zu gelangen. Das ukrainische Digitalministerium richtete zudem einen Telegram-Chatbot namens eVororog oder eBopor ein (in etwa: e-Feind), mit dem Nutzer helfen können, die Bewegungen der russischen Truppen zu erfassen. Umgekehrt ist es durch ein neues Gesetz untersagt, Informationen zu veröffentlichen, die die Standorte der ukrainischen Armee offenlegen könnten – nachdem möglicherweise ein Blogger auf TikTok einen russischen Angriff auf ein Shopping-Center mit acht getöteten Zivilisten, Tage nach der Anwesenheit von Militärfahrzeugen, ausgelöst hatte.
Das ukrainische Militär stellte die Website russoldat.info auf, auf der es Bilder und Videos von gefallenen und gefangen genommenen russischen Soldaten und zerstörtem russischem Kriegsgerät veröffentlicht. Dort sind auch Hotlines angegeben, über die Verwandte und Angehörige von russischen Soldaten Auskunft erhalten, sofern den ukrainischen Streitkräften Informationen zu gesuchten Personen vorliegen. Auf der Website veröffentlicht das ukrainische Militär außerdem aktuelle Zahlen zu angeblichen Personen- und Materialverlusten der russischen Streitkräfte.
Als Reaktion auf die Mobilmachung in Russland im September 2022 richtete die ukrainische Regierung eine 24-stündige Hotline namens (übersetzt) Ich will leben für zum Kriegsdienst herangezogene russische Soldaten, die sich in der Ukraine ergeben wollen, ein.
Über den Telegram-Kanal Batman DNR werden unter anonymer Administration Informationen zu Missständen (darunter Entführungen und Zwangsrekrutierungen von Zivilisten) in den proklamierten Volksrepubliken Donezk (DNR) und Lugansk (LNR) geteilt.
Wolodymyr Selenskyjs Berater Mychajlo Podoljak postete am 3. April unzensierte Bilder aus Butscha auf Twitter, die in ihrer Eindringlichkeit darüber hinausgingen, was in anderen Medien wie z. B. in der englischsprachigen Internetzeitung The Kyiv Independent gezeigt wurde.
Das US-amerikanische Unternehmen Cloudflare berichtete Anfang April, dass Nachrichtenseiten außerhalb Russlands mit dem Beginn des Ukrainekriegs zunächst ein „exponentielles Wachstum“ verzeichneten: „Dieser Anstieg wurde jedoch innerhalb weniger Tage durch Maßnahmen zur Blockierung des Datenverkehrs zu diesen Websites ausgeglichen.“ Mit Einführung dieser Maßnahmen wechselten jedoch viele russische Bürger auf andere Wege. Die in Russland im März am meisten heruntergeladene App sei jene für einen DNS-Dienst von Cloudflare gewesen, mit der sich eine VPN-Verbindung zu dem Cloudflare-Netzwerk aufbauen lässt, das nicht von Russland gefiltert wird. Die Nutzung bestimmter VPN-Dienste ist in Russland seit dem November 2017 verboten, und bereits 2019 bis 2021 waren 15 VPN-Anbieter, die ihre Daten der russischen Regierung nicht zur Verfügung gestellt hatten, mit einem Verbot belegt worden.

### Desinformation
Das Schweizer Radio und Fernsehen (SRF) meldete am 2. März, dass die Kommentarseiten der SRF-Medien seit Anerkennung der selbsternannten Republiken eine starke Zunahme von Troll-Kommentaren aufwiesen; täglich würden von tausenden gesichteten Kommentaren solche gelöscht, richtiggestellt oder eingeordnet. In Deutschland sei das Problem noch viel größer.
Mehrere Influencer in Russland machten über die App TikTok wortgleiche Statements, in denen sie den russischen Angriff auf die Ukraine als Befreiungsaktion bezeichneten und rechtfertigten. Eine Recherche ergab, dass dies eine orchestrierte Propaganda war, die über einen Telegram-Kanal organisiert wurde.
Russischen Hackern gelang es am 16. März, die Website des ukrainischen Nachrichtensenders Ukraine 24 zu hacken und ein Deepfake anstelle der Startseite zu platzieren: Ein gefälschter Selenskyj rief zum Niederlegen der Waffen auf. Später wurde dieses Video wie auch ein Deepfake mit einer Siegesansprache Putins über soziale Medien verbreitet. Der Facebook-Konzern Meta Platforms hat das gefälschte Selenskyj-Video bereits am selben Tag identifiziert und entfernt.
Der ukrainische Inlandsgeheimdienst Sluschba bespeky Ukrajiny hob Ende März mehrere Bot-Farmen aus. In Charkiw, Tscherkassy, Ternopil und der Region Oblast Transkarpatien entdeckte der SBU Bot-Farmen, die mit über 100.000 gefälschten Benutzerkonten in sozialen Medien russische Propaganda verbreiteten. Gezielte Falschinformationen sollten Teile der Ukraine in Panik versetzen und destabilisieren, um den Einmarsch russischer Truppen zu erleichtern. Es wurden über 10.000 SIM-Karten, diverse Laptops, Mobiltelefone und USB-Speicher sichergestellt. Die Daten auf den Laptops und Telefonen würden eine Beteiligung russischer Sicherheitsdienste beweisen.
Auf Twitter sind russische Regierungskonten massiv an der Verbreitung prorussischer Desinformation beteiligt, unter anderem das russische Außenministerium und die russische Botschaft in den USA. Drei Viertel der Beiträge beschäftigten sich mit dem Ukraine-Krieg – und verbreiten Fake News, mit denen der Angriffskrieg gerechtfertigt werden soll. Unter anderem wird die Behauptung aufgestellt, dass die Ukraine kein souveräner Staat sei und die Regierung von Neonazis unterwandert worden sei. Die Postings werden aufgrund einer Twitter-Sonderregelung für Regierungskonten nicht gelöscht, die schon Donald Trump während seiner ersten Amtszeit als US-Präsident erlaubte, über das offizielle Benutzerkonto zu twittern, während Beiträge auf seinem privaten Konto häufig als Desinformation markiert wurden.
Laut dem Unternehmen NewsGuard, das Nachrichtenportale nach Desinformation und Vertrauenswürdigkeit bewertet, liefert das Videoportal TikTok den Benutzern „falsche und irreführende Inhalte über den Krieg in der Ukraine, unabhängig davon, ob sie eine Suche auf der Plattform durchführen“. Unter diesen Behauptungen seien „sowohl pro-russische als auch pro-ukrainische Unwahrheiten“.
Am 9. April 2022 blockierte YouTube den Kanal der russischen Duma wegen eines Verstoßes gegen die Nutzungsbedingungen. Der Kanal hatte wiedergegeben, wie der Duma-Vorsitzende Wjatscheslaw Wolodin und die Sprecherin des Außenministeriums Marija Sacharowa Vergeltungsmaßnahmen ankündigten. Der YouTube-Kanal hat nach eigenen Angaben mehr als 145.000 Abonnenten und sendet Ausschnitte aus Parlamentsdebatten und Interviews mit russischen Abgeordneten.
Nach Angaben der East StratCom Task Force der EU ergab die Analyse des Inhalts von Zehntausenden von Überarbeitungen ausgesuchter Wikipedia-Artikel, dass russische Desinformationskanäle in zahlreichen Artikeln als Bezugspunkte verwendet wurden und werden. Die meisten solcher Artikel erscheinen in folgenden fünf Sprachversionen von Wikipedia: Russisch (136 Artikel), Arabisch (70), Spanisch (52), Portugiesisch (45) und Vietnamesisch (32).
Am 25. April 2022 warf Russlands Präsident Putin dem Westen vor, sein Land „von innen heraus“ zerstören zu wollen, und behauptete, der russische Inlandsgeheimdienst FSB habe einen Mordversuch „einer terroristischen Gruppe“ auf den Fernsehjournalisten Wladimir Solowjow vereitelt. Ein wenige Tage später durch RIA Novosti veröffentlichtes Video einer angeblichen Razzia bei der angeblichen neonazistischen Terrorgruppe lässt aufgrund von Ungereimtheiten vermuten, dass alles eine Inszenierung war.
Einer Recherche von T-Online zufolge wurden im Sommer 2022 Websites aufgestellt, die sich als Nachrichtenseiten deutscher, englischer, französischer und italienischer Medien (darunter FAZ, Tagesspiegel, Neues Deutschland, Bild, T-Online, Spiegel, Daily Mail, Ansa und 20 Minutes) ausgeben und dabei Falschinformationen verbreiten. Diese Fake-Websites wurden von abertausenden Kommentaren unter anderem auf Websites etablierter Medien (u. a.: Tagesspiegel.de, taz.de, BR24.de), auf Parteiwebsites (u. a.: AfD Berlin), Unternehmens- und Markenwebsites (u. a.: Mercedes, Vodafone, Nordsee, Weight Watchers, Playboy), auf Webauftritten von staatlichen Organen (u. a.: Bundesregierung.de, us-embassy.gov) und Einrichtungen wie Krankenhäusern (u. a.: Charité), auf Websites von Vereinen (u. a.: Bund der Steuerzahler) und in sozialen Netzwerken (u. a.: Facebook und Twitter) verbreitet. Zum Inhalt haben die Fake-Nachrichtenseiten Meldungen zu Themen mit direktem oder indirektem Bezug zum Russisch-Ukrainischen Krieg (u. a. zu Sanktionen gegen Russland, zur Inflation infolge des Krieges, zu steigenden Energiepreisen). Die durch die Kommentare verlinkten Fake-Nachrichten sind auf Meinungsmache gegen die deutsche Bundesregierung, gegen die Ukraine und Ukrainer sowie gegen die Russland-Sanktionen ausgerichtet. Teilweise sind die Kommentare durch Werbung finanziert und vermitteln dadurch umso mehr den Eindruck, offizielle Nachrichtenmeldungen zu sein. Laut dem Institute for Strategic Dialogue (ISD) ist die Desinformationskampagne allein in Deutschland von einem beispiellosen Ausmaß. So wurde eine der tausenden Fake-Anzeigen zwischen 500.000- und 600.000-mal gesehen. T-Online zufolge ist offensichtlich, dass die Desinformationskampagne von einer Troll-Armee aus Russland stammt.
Ab dem 23. Oktober 2022 begannen die russische Regierung und russische Diplomaten das Narrativ zu verbreiten, dass die ukrainische Regierung mit dem Bau einer „schmutzigen Bombe“ begonnen habe und dass die ukrainische Regierung diese auf eigenem Gebiet unter falscher Flagge einsetzen wolle und die Freisetzung von Radioaktivität Russland anzulasten. Die ukrainische Regierung verwies darauf, dass die Ukraine dem Atomwaffensperrvertrag angehöre und dass Russen „oft andere für etwas [beschuldigen], das sie selbst planen“. Eine gemeinsame Erklärung Frankreichs, Großbritanniens und der USA lautete, Russland wolle einen Vorwand für eine weitere Eskalation schaffen. Wenige Tage später forderte der russische Präsident Wladimir Putin eine Mission der Internationalen Atomenergie-Organisation in der Ukraine, wegen der angeblichen – von ihm behaupteten – Vorbereitung einer schmutzigen Bombe durch die Ukraine.
Lange wurde von Russland das Narrativ verbreitet, der ukrainische Präsident Wolodymyr Selenskyj habe sich 2014 beim Euromaidan an die Macht geputscht, obwohl er damals noch kein Politiker war und erst 2019 Präsident wurde. Dahinter steht die russische Sichtweise, alle ukrainischen Regierungen seit dem Euromaidan seien illegal. Seit Mai 2024 wird auf prorussischen YouTube- und TikTok-Benutzerkonten die Behauptung gestreut, Selenskyj sei unrechtmäßig im Amt, da seine reguläre Amtszeit am 20. Mai ausgelaufen sei. In der Tat hätten – ohne den Angriff Russlands – Ende März 2024 in der Ukraine Wahlen stattgefunden. Allerdings hat das ukrainische Parlament nach der Invasion das Kriegsrecht beschlossen. Laut dem Ostrecht-Experten Otto Luchterhandt ist das Parlament „voll in der politischen und verfassungsrechtlichen Verantwortung und Befugnis“, weil es über Verhängung, Verlängerung sowie Dauer des Kriegszustands entscheide. Das ukrainische Kriegsrecht in der heutigen Form gilt bereits seit 2015, nach der russischen Annexion der Krim. Daher dauert Selenskyjs Amtszeit legal an. Demokratische Wahlen, die laut ukrainischer Verfassung und internationalen Standards gleich, frei, allgemein und geheim sein müssen und für die ein friedlicher Ablauf gesichert sein muss, können während eines Kriegszustands diese Standards nicht erfüllen und für die Dauer eines Kriegs nicht stattfinden; so lautet ebenso eine auch von der Opposition getragene Vereinbarung im ukrainischen Parlament. Die Behauptung prorussischer Kräfte, Selenskyj würde bewusst Wahlen verhindern, da er sonst abgewählt würde, findet keine Entsprechung in Umfrageergebnissen: Laut einer repräsentativen Umfrage des Kyiv International Institute of Sociology (KIIS) von Anfang Juni 2024 stimmten 70 Prozent der Befragten zu, dass Selenskyj bis zur Beendigung des Kriegsrechts Präsident sein solle, 22 Prozent stimmten nicht zu.
Von prorussischen Desinformationskanälen wie auch von offiziellen Kremlvertretern wurde wiederholt die Falschbehauptung verbreitet, der ukrainische Präsident Selenskyj sei drogenabhängig und konsumiere Kokain. Als scheinbare Belege für diese Unterstellungen wurden gefälschte Videos oder manipulativ geschnittene Interviews mit Selenskyj benutzt.

## Unterdrückung der Informations-, Meinungs- und Medienfreiheit

### Russland
Vor und nach Kriegsbeginn erlassene russische Gesetze verbieten sowohl Kritik als auch die Verbreitung von Informationen, die nicht der offiziellen Darstellung des russischen Staates entsprechen. Angewendet wird dabei sowohl ein im Jahr 2019 verabschiedetes Gesetz zur Unterbindung angeblicher Desinformation als auch ein Anfang März 2022 beschlossenes Gesetz, das bei Verstößen bis zu 15 Jahre Haft vorsieht.
Die Website der Studentenzeitschrift DOXA wurde am 28. Februar gesperrt, nachdem auf ihr ein „Handbuch für Antikriegsstreitigkeiten in der Familie und am Arbeitsplatz“ erschienen war mit Argumenten gegen 17 Hauptthesen, die die Intervention in der Ukraine rechtfertigen sollen. Auch die Website Taygi.info wurde gesperrt, wie auch die Seiten Present Time, New Times, Krym.Realii und die russischsprachige Version von Interfax-Ukraine nebst weiteren ukrainischen Publikationen wie der Ukrajinska Prawda. Zuvor hatte die Medienaufsicht verlangt, dass Nowaja gaseta, Doschd, Mediazona und andere Medien Berichte entfernen, in denen die „militärische Spezialoperation“ als Krieg bezeichnet worden war. Dabei handelte es sich um die Einführung einer Kriegszensur ohne Erklärung eines Kriegszustandes oder die Verhängung eines Ausnahmezustandes, so die Senatorin Ljudmila Narussowa.
Am 1. März 2022 wurde der liberale Radiosender Echo Moskwy vom Netz genommen. Die Generalstaatsanwaltschaft wies die Medienaufsicht an, den Zugang von Doschd zu blockieren. Die gesamte Auflage der Lokalzeitung Глобус (Globus), die in Serow mit einem Antikriegscover erscheinen sollte, wurde von der Polizei beschlagnahmt. Die Amtshandlung sollte angefochten werden, um ihre Verfassungswidrigkeit festzustellen.
Am 4. März schränkte die russische Medienaufsichtsbehörde Roskomnadsor die Informations- und Pressefreiheit in Russland weiter ein. Sie beschränkte den Zugriff auf Websites westlicher Medien (darunter die Deutsche Welle und Radio Swoboda) und russischer Medien, wie Meduza, die ins Exil gezwungen worden waren. Aus Vorsichtsgründen stellten CNN, BBC und CBC ihren Betrieb in Russland temporär ein. ARD und ZDF setzten vom 5. bis 11. März ihre Berichterstattung aus Russland aufgrund des Gesetzes vorläufig aus. Die New York Times zog am 8. März eigene Mitarbeiter aus Russland ab. Russland blockierte seinerseits im März 2022 Facebook, Instagram und Twitter für russische Internetnutzer. Anders als mitunter in westlichen Medien berichtet wurde, wurde YouTube als eines der wenigen westlichen sozialen Netzwerke dagegen (mit Stand Februar 2024) nicht gesperrt. Die Benutzung des Tor-Browsers, mit dem Sperrungen von Websites umgangen werden können, wurde durch die russischen Behörden erschwert, indem sie den einfachen Zugriff auf das Tor-Netzwerk blockierten. Twitter gab hingegen am 8. März wegen der Zensurmaßnahmen seinen Dienst im Tor-Netzwerk frei. Am 12. März wurde auch Instagram in Russland blockiert. Instagram war in Russland auch ein beliebter Marktplatz und hatte fünfmal so viele Benutzer wie Facebook. Zuvor hatte das Unternehmen Meta Platforms bekanntgegeben, Hassrede bzw. Aufrufe zur Gewalt gegen russische Soldaten auf Instagram und Facebook für Nutzer in der Ukraine, Russland, Polen, Lettland, Litauen, Estland und Ungarn zu erlauben. Am 21. März kam es zum Verbot von Facebook und Instagram durch die russische Justiz.
Die Nowaja gaseta, bis zur Einstellung am 28. März eines der letzten verbliebenen freien Medien, kündigte an, Informationen zu Russlands Militäraktionen in der Ukraine von ihrer Website zu entfernen, jedoch über die Folgen der jüngsten Entwicklungen für Russland, wie die sich verschärfende Wirtschaftskrise und die Verfolgung von Dissidenten, zu berichten. Eine journalistische Berichterstattung zu jeglichen Aspekten der Streitkräfte sei laut Nowaja gaseta unter dem Gesetz vom 4. März nicht möglich, da jegliche Äußerung, wie ein Aufruf zum Frieden, indirekt als Verstoß gegen das Verbot, den Konflikt als Krieg zu bezeichnen, sowie als Wehrkraftzersetzung ausgelegt werden könnte.
Am 16. März sperrte die russische Medienaufsichtsbehörde Roskomnadsor 30 Websites von mindestens 13 russischen und ausländischen Medien (darunter Nowyje Iswestija, Permdaily, BBC, bellingcat).
Zwei Tage später wurde bekannt, dass TikTok ausländische Inhalte für russische Benutzer sperrte. Dadurch seien 95 Prozent der Inhalte für russische Benutzer verschwunden. Tiktok wurde dadurch in Russland zu einem Ort russischer Propaganda, welche durch kremltreue Influencer und staatliche Stellen hochgeladen wurde.
In der vorletzten Märzwoche trat ein von der Duma beschlossenes Gesetz in Kraft, das für die Veröffentlichung von angeblichen Falschinformationen über Auslandsaktionen des russischen Staates ebenfalls Haftstrafen von bis zu 15 Jahren vorsieht.
Bereits das Setzen des Wortes Spezialoperation in Anführungszeichen wurde von einem russischen Gericht als „Diskreditierung der Streitkräfte“ gewertet und folglich mit einer Geldstrafe belegt.
Im Dezember 2024 erschienen der russischen Regierung die Informationen auf YouTube zu gefährlich und der Zugang wurde, wie schon im Sommer absehbar, technisch fast unmöglich.
Laut der Journalistenvereinigung Reporter ohne Grenzen beschießt Russland gezielt ukrainische Hotels, in denen Journalisten untergebracht sind.

#### Zensur der Wikipedia
Aufgrund des Artikels über den russischen Überfall auf die Ukraine drohte die Medienaufsicht Roskomnadsor am 1. März 2022 mit der Sperrung der Wikipedia, falls ihrer Ansicht nach fehlerhafte Informationen über die Opfer russischer Soldaten und militärische Gewalt gegen Zivilisten nicht gelöscht würden. Die Wikimedia Foundation wies die Forderung umgehend zurück: Die Wikipedia sei eine wichtige Quelle für zuverlässige, faktisch richtige Informationen, gerade in Krisensituationen. Insofern könne man solchen Einschüchterungsversuchen auf keinen Fall nachgeben. Am 2. März wurde die in Russland beheimatete Seite Wikimapia geschlossen; am 11. März wurde der Blogger und Wikipedianer Mark Bernstein in Belarus verhaftet, weil er „gefälschtes antirussisches Material“ vertreibe. Maggie Dennis, eine Vize-Präsidentin der Wikimedia Foundation, erklärte in einer Stellungnahme am 11. März, dass es Versuche gebe, Wikipedia-Autoren zu identifizieren, deren Aktivitäten der russischen Darstellung des Krieges widersprechen. Die Stiftung wende sich entschieden gegen alle Bemühungen, die Weitergabe nachprüfbarer Informationen zu behindern. Dennis empfiehlt Wikipedia-Autoren dennoch, sich selbst und einander online zu schützen und darauf zu achten, „welche Informationen sie über sich selbst auf Wikimedia-Plattformen teilen und wie ihre Wikimedia-Aktivitäten mit ihrer persönlichen Identität in Verbindung gebracht werden können“. 2023 wurde mit der Website Ruwiki eine eigene Version der Wikipedia gestartet, die auf der russischsprachigen Wikipedia basiert.

#### Festnahme von Demonstranten
Nach Angaben der deutschen Tagesschau vom 13. März 2022 wurden russlandweit mindestens 14.000 Menschen bei Demonstrationen gegen den Krieg festgenommen.

### Ukraine
Schon im Jahr 2021 wurden drei oppositionelle Sender ohne Gerichtsbeschluss in der Ukraine verboten.
Am 15. März 2022 weitete das für Medien zuständige ukrainische Staatskomitee das Importverbot für Druckerzeugnisse aus Russland auf alle Produkte aus Russland aus, um deren Einfluss auf die ukrainische Bevölkerung zu unterbinden. Filme mit positiver Darstellung russischer und sowjetischer Staatsorgane, darunter auch Hollywood-Filme, und Bücher russischer Nationalisten wie Alexander Dugin oder Eduard Limonow waren schon seit 2015 verboten.
Ab 26. Februar 2022 sendeten die vier größten Medienunternehmen 1+1 media, StarLightMedia, Media Group Ukraine und Inter Media Group vereinigt unter dem Titel United News. Alle übrigen sollten für die Dauer des Kriegsrechts mittels eines Dekrets vom 19. März 2022 folgen. Bis Ende November 2022 wurden nach ukrainischen Regierungsangaben rund 19 Millionen Bücher aus Bibliotheken in der Ukraine verbannt. Dabei habe es sich um Werke gehandelt, die aus der Ära der Sowjetunion stammten und/oder in russischer Sprache verfasst wurden.
Im Oktober 2024 erhob das Medium Ukrajinska Prawda in einem Brandbrief die Anschuldigung, dass das Präsidialamt der Ukraine systematisch Druck auf seine Redaktion ausübe. Kritik an der ukrainischen Staatsführung, dass Journalisten u. a. vom ukrainischen Geheimdienst eingeschüchtert würden, hatte es bereits zuvor von Medien und Nichtregierungsorganisationen im Verlauf des Krieges gegeben.

### Europäische Union
Am 2. März 2022 trat das Verbot jeglicher Übertragung von RT-Inhalten EU-weit in Kraft, mit der Begründung, man wolle die Verbreitung von russischer Staatspropaganda verhindern. Fjodor Krascheninnikow kritisierte diesbezüglich, dass ein solches Verbot dem Narrativ der russischen Propaganda, es gebe in der EU keine Redefreiheit, in die Hände spiele. Er argumentierte, dass man Menschen in Russland, die Medien der westlichen Welt konsumieren, vor allem durch die Widerlegung der russischen Staatspropaganda überzeugt – was jedoch nur gelingen könne, wenn die Argumente der russischen Staatspropaganda besprochen würden. Dagegen sei die Berichterstattung in westlichen Medien laut Krascheninnikow zu eindimensional, weshalb Russen den Eindruck gewännen, dass nur die Wahrheit des Westens präsentiert werde, ohne abweichende Meinungen zu diskutieren. Krascheninnikow schränkte jedoch ein, dass ohnehin nur ein geringer Teil der Bevölkerung, ein geringer Teil der Jugend in Russland, mittels VPN Zugang zu westlichen Medien habe, während der Großteil der russischen Bevölkerung, insbesondere der ältere Teil, russisches Staatsfernsehen schaue.

## Dokumentarfilme
- Sean Langan: Der Krieg gegen die Ukraine – An Putins Frontlinien, ARD, 75 Minuten[766]
- Tatort Ukraine, ZDFzeit:
  - Daniela Volker: Die ersten zehn Tage in der ZDF-Mediathek (45 Min.), abrufbar bis 20. Februar 2028
  - Guy Pugh: Selenskyj in der ZDF-Mediathek (45 Min.), abrufbar bis 15. April 2028
  - Anke Lueddecke: Frauen im Krieg in der ZDF-Mediathek (43 Min.), abrufbar bis 19. Juni 2028
  - Daniela Volker: Die Schlacht um Mariupol in der ZDF-Mediathek (45 Min.), abrufbar bis 19. Mai 2028
- Bernard-Henri Lévy: Warum Ukraine (Französischer Originaltitel: Pourquoi l’Ukraine). Arte Frankreich, 28. Juni 2022.[767]
- Florian Huber, Johannes Müller: Putins Krieger in der ZDF-Mediathek. Sendungsseite, abrufbar bis 21. Februar 2029, 22. Februar 2024.
- Mstyslaw Tschernow: 20 Tage in Mariupol. Video, 92 Minuten[768]
- Oksana Karpovych: Abgehört, Kanada, Frankreich, Ukraine, 2024[769]
- Norma Percy: Putins Krieg in der arte-Mediathek. Video, abrufbar bis 10. Oktober 2025, Frankreich, 3. September 2024, 4. Oktober 2025.
- Dmytro Bahnenko: Occupied – BBC World Service Documentaries, Video, 2022, 48 Minuten. Journalist aus Kherson dokumentiert die ersten Tage der russischen Besatzung seiner Heimatstadt.